# Reino de Italia (Sacro Imperio Romano Germánico)
El Reino de Italia (en latín, Regnum Italiae o Regnum Italicum; en alemán, Reichsitalien) fue un conjunto territorial circunscrito al norte de la península itálica, incorporado y vinculado jurídicamente al Sacro Imperio Romano Germánico desde la coronación imperial de Otón I en Roma en el año 962.

El Imperio en época de Otón I (936-973) y Conrado II (1024-1039).

La vinculación del reino de Italia en el sistema imperial supuso que lo que quedaba de sistema administrativo de época carolingia fuera minado tanto por la ausencia del soberano, que confiaba en los poderes feudales locales, como por el desarrollo comunal, y por las querellas del emperador con el papa, que polarizaron la vida italiana entre güelfos y gibelinos.
El Gran Interregno liquidó el poder efectivo del emperador, no solo en Italia sino en la misma Alemania, pero aún retuvo la autoridad jurisdiccional para legitimar los gobiernos locales. Debido a las querellas internas, el sistema comunal de las ciudades se transformó en señorías o en repúblicas, de entre las cuales solo los regímenes fuertes y poderosos, con capacidad para contratar fuerzas mercenarias, pudieron someter a ciudades vecinas creando Estados territoriales.
La intervención francesa a partir de 1494 alteró las relaciones de poder en la península y atrajo de nuevo la atención del emperador en los asuntos italianos. Las paces de Bolonia en 1530 convirtieron al emperador en árbitro de Italia, pero la hegemonía en Italia recayó en los reyes de España hasta que en la guerra de sucesión española el emperador recobró un papel de preponderancia. Tras estabilizarse las relaciones de poder entre las dinastías rivales de Habsburgo y Borbón, la Revolución francesa y su extensión a Italia supuso la liquidación de la autoridad imperial en Italia y pocos años después en el propio Berlín.

## El reino de Italia en el Imperio carolingio
En el año 774 Carlomagno, rey de los francos, incorporó el reino lombardo a sus dominios. La conquista carolingia de Italia no supuso la migración de un pueblo, sino que se introdujeron y distribuyeron en la región contingentes armados provenientes del norte de los Alpes, que se establecieron principalmente en las ciudades y puntos estratégicos para controlar tanto las rutas de comunicación terrestre y fluvial como los núcleos lombardos. También se asentó una clase dirigente franca que obtuvo tierras de confiscaciones a la Iglesia y a los lombardos, o provenientes del fisco real. Esto no supuso una ruptura con respecto del anterior reino lombardo, pues el reino mantuvo su individualidad como Italia o Langobardia, Pavía continuó siendo la capital, y asimismo se mantuvo durante más tiempo un poder real con carácter y autoridad públicos y un sistema administrativo que vinculaba Pavía con las demás ciudades mediante el uso de funcionarios públicos. Además se mantuvo un corpus legal formado por las leyes lombardas y las capitulares carolingias; la legislación de los reyes lombardos fue confirmada por los carolingios. En este sistema, los condes (comites) eran los agentes públicos de la administración central, representantes del rey en los condados.
Pero el poder público ofrecía una protección insuficiente ante las exacciones por los grandes propietarios quienes, armados y beneficiados con terrenos, pretendían crear un grupo territorial más homogéneo y compacto. De este modo, se desarrolló la relación de vasallaje, que era una forma de encomienda en la que un hombre libre entraba en obediencia y prestaba un servicio militar a un poderoso a cambio de protección y asistencia; de este modo, los guerreros, que eran hombres libres y propietarios de tierras, se transformaron en clientela de un señor. Por otro lado, el abuso de poder de los funcionarios públicos en beneficio de sus intereses particulares requirió que el rey los contrarrestara con sus propios vasallos, los vassi dominici, encomendados personalmente a él. Además de los vassi dominici, el soberano utilizaba al orden eclesiástico para supervisar a los funcionarios públicos, controlar ciudades y rutas de comunicación, y obtener obediencia del pueblo, y a su vez empleaba a leales para el gobierno de abadías y obispados, seleccionados de entre la misma aristocracia militar y a los que recompensaba con donaciones a la Iglesia y con inmunidades. La necesidad de que el rey contara con el poder eclesiástico produjo en la Italia carolingia el desarrollo de la inmunidad (mundeburdium) de obispos y abades, de modo que ningún funcionario público pudiera intervenir para ejercer algún tipo de poder militar o jurisdiccional, con lo que el rey privaba a sus propios funcionarios de autoridad en las tierras eclesiásticas, lo que originó la asunción de la autoridad señorial por obispos y abades, que gozaban de autonomía respecto de los funcionarios públicos.

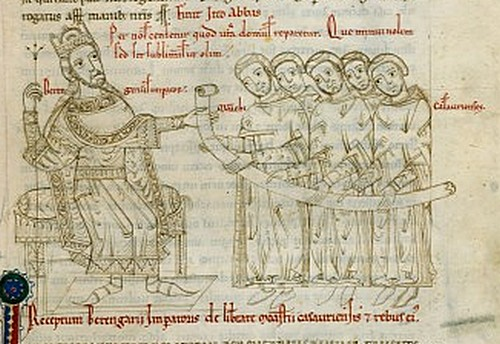
El rey Berengario I de Italia en el Chronicon Casauriense. Los difíciles años de su reinado sentenciaron la privatización del poder público en el reino de Italia.

Con las divisiones del Imperio carolingio tras el Tratado de Verdún (843), las grandes familias aristocráticas, que habían recibido de los reyes carolingios privilegios, tierras y cargos a cambio de su vasallaje, enraizaron regionalmente, estableciendo su propia red clientelar, quedando limitadas sus posibilidades de acción e influencia política a una determinada región del Imperio carolingio. Y por ello, ante la ausencia de descendencia masculina tras la muerte de Luis II en el año 875, los magnates pasaron a disponer la elección de los nuevos soberanos, no solo para asegurar la pervivencia del reino, sino asegurarse el mantenimiento de su poder político. Por su parte, los papas establecieron el vínculo entre el título imperial y el reino de Italia, ya que la defensa del papado solo se podía llevar a cabo si el emperador tenía su base en Italia.
La deposición de Carlos III en 887 y su pronta muerte dieron a la aristocracia del reino italiano total libertad para la elección de un rey que residiera en Italia. La política básica del rey consistió en emplear la donación como medio de negociar con los magnates, equilibrar facciones y establecer alianzas; mediante las diplomata se concedían privilegios a la Iglesia y a la nobleza afín. Ante las correrías húngaras de la primera mitad del siglo X, la autoridad pública fue incapaz de garantizar la protección territorial, lo que produjo, por un lado, la fortificación defensiva de territorios sin intervención real por parte de señores laicos, comunidades religiosas y ciudades, lo que tuvo que ser aceptado por el rey en un proceso denominado incastellamento y, por otro lado, que facciones de la aristocracia buscaran reyes rivales más competentes, con los subsiguientes conflictos armados entre reyes.

## Los principados territoriales de los siglosXyXI
La situación de subordinación política a Alemania del regnum italicum mantuvo el poderío regional de los grandes principados territoriales y otros condados más reducidos:
A mediados del siglo X, la marca de Ivrea se había reducido en tamaño; el resto de su antiguo territorio había sido dividido entre nuevas marcas: la de Susa, que comprendía Auriate, Turín, Albenga, Alba y Ventimiglia; la marca aleramica, que abarcaba Monferrato, Acqui y Savona; y la marca obertenga, que englobaba Génova, Tortona y Bobbio. Estos principados territoriales estaban en manos de las familias de Arduino de Turín, de Aleramo de Montferrato —de cuya descendencia se desgajarían pequeñas marcas como las de Saluzzo, Savona, Ceva, Clavesana o Incisa—, de Otberto de Luni —conde palatino centrado en Liguria—, y de los condes de Pombia, que habían adquirido la menguada marca de Ivrea. Junto a estos principados se hallaba el poder creciente de poderosos obispos. En el segundo tercio del siglo XI, Humberto manos blancas, feudatario en el Arelato, ayudó al nuevo soberano germánico Conrado II a apoderarse del reino de Arlés tras el fallecimiento de Rodolfo III de Borgoña en 1032, lo que le valió la investidura de Maurienne y Tarentaise. Su hijo Otón de Saboya incorporó por matrimonio la marca de Susa; estas posesiones permitieron a los condes de Saboya dominar los tres pasos alpinos más importantes entre Francia e Italia: el Gran San Bernardo, el Pequeño San Bernardo y el del Mont Cenis.
En Lombardía destacaba el arzobispo de Milán, pero los condes locales entraron en conflicto con los obispos, como los de Mantua, Como y Cremona. Se manifestó el declive de los condes de Lomello —condes palatinos de Pavía—, y además, el hecho que los margraves de Génova, de la familia de Otberto de Luni, se expandieran a la Lunigiana y también a Lombardía les permitió formar la marca de Milán, que incluía Milán y Pavía. Mientras, la familia de los condes de Canossa formó la marca attoniana que abarcaba Módena, Reggio, Parma, Piacenza, Cremona, Bérgamo, Mantua, Ferrara y Brescia, y con posterioridad, la marca de Toscana, pero sin anular el poder de los obispos.
En el centro de Italia se encontraban las ricas tierras del marqués de Toscana, que se extendían desde la marca de Verona cruzando el río Po, por Ferrara y Módena, hasta las fronteras de los territorios del papado en el río Ombrone, donde destacaban las ciudades de Siena, Florencia y Pisa. Más al sur, el Patrimonio de San Pedro abarcaba las inmediaciones de Roma —Lacio, Sabina— hasta Campania, limitando con Toscana, con Romaña —controlada por el arzobispo de Rávena—, con los territorios de la marca de Espoleto —donde la intervención real evitó crear un linaje nobiliario—, y con la marca de Ancona —también denominada marca de Camerino o marca de Fermo—, bajo control alemán a través de sus obispos y que sería posterior fuente de disputas entre papas y emperadores. En el este italiano (Verona, Friuli e Istria) se produjeron cambios, puesto que estas zonas fueron enajenadas del reino italiano y vinculadas a Alemania, para que fueran los feudatarios alemanes los que controlaran los pasos de los Alpes y los dejaran abiertos a los ejércitos imperiales: en 951 Otón I otorgó a su hermano Enrique, duque de Baviera, las marcas italianas de Trento y de Friul junto con Istria, que formaron la marca de Verona, lo que fue sancionado en la dieta de Augsburgo al año siguiente; se constituyó así un heterogéneo bloque territorial que se componía de Baviera, Carintia y Verona. En 976 Otón II separó las marcas de Verona y de Carintia del ducado de Baviera, para crear otro nuevo ducado, el de Carintia, otorgado a Enrique el Joven; desde entonces la marca de Verona fue anexa al ducado de Carintia. La creación de la Liga de Verona (1164) contra Federico I evidenció la suspensión del ejercicio de este marquesado, del que quedó mera existencia en un título sin realidad política alguna, simplemente asociado a los margraves de Baden en 1151. Para distinguir el título de marca de Verona del territorio, se empleó desde el siglo XII la designación geográfica de marca trevisana.
La vinculación del reino de Italia al sistema imperial supuso la existencia de un monarca ausente. El viaje del emperador a Italia se anunciaba con una anticipación de un año y seis semanas, y en su breve estancia se reunía a los feudatarios de la Corona en Roncaglia, en donde el emperador recibía el homenaje de los feudatarios, se promulgaban leyes y se establecían los tributos. Pero esta breve presencia imperial no podía proporcionar un gobierno eficaz; la ausencia y la incapacidad de los soberanos para imponer las disposiciones imperiales y recaudar impuestos, que de hecho ya era palmaria desde el 990 aproximadamente, les impelió a apoyarse en los grandes señores laicos, como el marqués de Toscana o el duque de Espoleto, cuyo poder trataron de equilibrar mediante los obispos. De esta forma, la época otónida se caracterizó por otorgar las funciones administrativas a obispos, muchos de origen alemán, puesto que frente a las aspiraciones de los señores laicos de soberanía territorial, los obispos eran foráneos a su sede y sin posibilidad de transmitir el territorio a su estirpe, con lo que estaban próximos a la estrategia del rey de combatir las aspiraciones disgregadoras de los señores laicos. Pero esto extendió la feudalización de los obispos, al concederles los emperadores poderes comitales, como fue el caso con los de Parma, Asti, Lodi, Tortona, Piacenza, Rávena o Brescia. Además de esto, el control imperial sobre la Iglesia se extendió al nombramiento del mismo papa, lo que liberaba al papado de su subordinación a la nobleza local romana.
Los obispos mantuvieron la inmunidad dentro de las ciudades y sus alrededores, es decir, fuera de la jurisdicción condal, de modo que la alta nobleza de condes, duques y marqueses, a excepción unas pocas ciudades como Milán, Pavía, Turín, Mantua, Verona o Treviso, pasó a residir en el campo, mientras que los obispos permanecían en las ciudades. Es en este ámbito urbano en donde surgirían las comunas.
Así mismo, prosiguió el deterioro del poder público, pues los grandes señores (seniores), fueran tanto los linajes condales —en el campo—, como los obispos —en las ciudades y alrededores—, requirieron de un séquito de vasallos, los capitanei, que intervinieron en la administración del territorio y de las ciudades. La caballería del ejército feudal estaba liderada por la baja nobleza de los capitanei, bajo los cuales estaban los valvassores seguidos de los valvassini, y, ya en el nivel más bajo de caballería, estaban los scutiferi; mientras, la infantería correspondía a hombres libres, tanto reclutados como mercenarios, y también a siervos. Se configuraron así dos grupos dentro de la baja nobleza, los capitanei y los valvasores, cuya diferencia esencial era que el emperador se encargaba de juzgar a los primeros, mientras que un señor feudal o un emisario regio se encargaba de juzgar a los segundos.

## Dinastía sajona: Renovatio Imperii Romanorum
Tras la muerte del rey Lotario de Arlés en 950, el título real fue asumido por el marqués de Ivrea, que había sido el summus consiliarius, y el nuevo rey Berengario II asoció al trono a su hijo Adalberto. Berengario temió que Adelaida de Borgoña, la viuda y hermanastra del rey Lotario, pudiera casarse de nuevo con un noble y de esta manera amenazar su posición regia, con lo que trató de casarla con Adalberto; ante la negativa de ella, fue encerrada. Esto generó oposición al rey, especialmente de los obispos, que ya habían soportado las exacciones de Berengario. Por su parte, el rey Conrado III de Borgoña, hermano de Adelaida, pidió la intervención del rey germano.

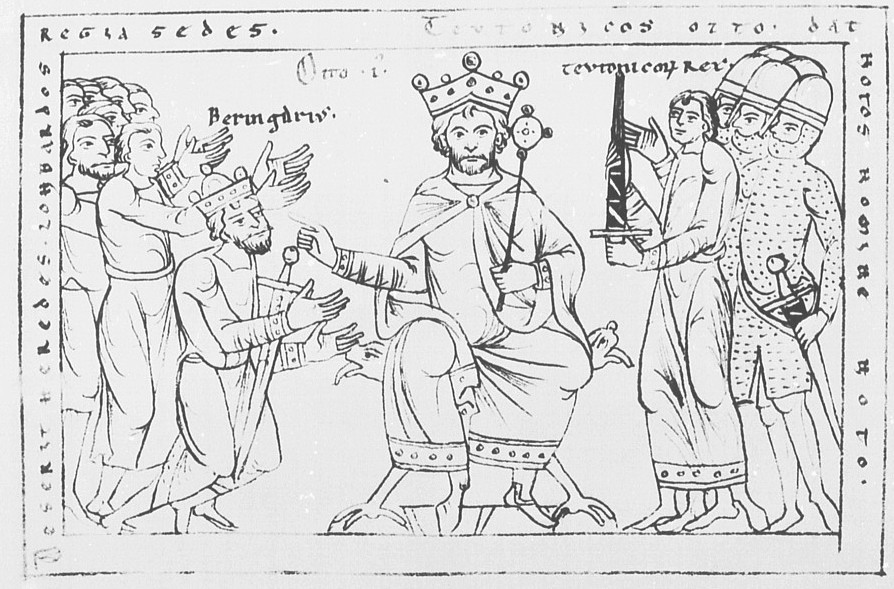
Otón I recibe la sumisión de Berengario II.

Adelaida escapó de su encierro y demandó ayuda al rey Otón I de Alemania (936-973), que aprovechó la coyuntura e intervino en la península. Se hizo coronar rey de Italia en 951 y se casó con Adelaida, pero no logró la corona imperial porque Alberico II, Senator y Princeps Romanorum, no tenía intención de introducir un poder extranjero en Roma que limitase el suyo propio. Otón regresó a Alemania en febrero de 952, dejando a su yerno Conrado el Rojo la prosecución de la guerra contra Berengario y Adalberto, pero estos enseguida llegaron a un acuerdo, y en agosto ambos fueron a Augsburgo a la presencia del rey alemán, que los reconoció reyes de Italia en calidad de vasallos, si bien tuvieron que ceder las marcas de Trento y Friul (o Verona) al duque de Baviera.
De vuelta a Italia, Berengario II emprendió la venganza contra magnates y especialmente contra los obispos; el obispo Bruningo de Asti fue relevado como archicanciller por el obispo Guido de Módena y, aprovechando la revuelta de Liudolfo de Suabia, recuperó Verona. Pero la revuelta fue sometida, los magiares fueron detenidos definitivamente en la batalla de Lechfeld (agosto de 955) y los eslavos obroditas sometidos en la de Recknitz (octubre de 955), de modo que el rey germano pudo intervenir de nuevo en Italia. En el verano de 956, envió a Italia a su hijo Luidolfo y aunque la campaña fue victoriosa, Luidolfo falleció de malaria meses después, en septiembre de 957, con lo que Berengario recuperó su poder. Con las manos libres en Italia, intentó crear, como antes el rey Hugo de Arlés, un poderoso dominio regio y una red vasallática leal. Tomó posesión de Espoleto y amenazó el ducado de Roma, donde gobernaba el papa Juan XII (955-964) como sucesor de su padre Alberico II. El papa pidió la intervención del soberano alemán, y Otón inició una segunda campaña por Italia (961-965). Ante la defección de obispos y magnates y una débil resistencia, Berengario II huyó de Pavía quemando el palacio real; Otón I y su hijo Otón II fueron reconocidos reyes corregentes de Italia en septiembre de 961. El rey alemán siguió ruta a Roma y fue coronado emperador el 2 de febrero de 962 por el papa, a quien impuso el Diploma Ottonianum, que confirmaba el Pactum Ludovicianum (817) y la Constitutio romana (824). Pero el papa, temeroso del poder del emperador Otón, urdió una liga contra él entablando contactos con bizantinos y abrió las puertas de Roma a su antiguo enemigo Adalberto de Ivrea. Otón depuso al papa en un sínodo de obispos en noviembre de 963 y capturó al sitiado Berengario de Ivrea, mientras que el hijo de este, Adalberto, huyó a Córcega. Todavía Otón tuvo que intervenir varias veces en Roma para imponer a sus candidatos frente a la nobleza romana, que no se resignaba a perder el control sobre el papado. En la tercera campaña italiana (967-972), terminó por resolver la cuestión romana y su hijo Otón II fue coronado coemperador en 967. De este modo, la corona de Italia quedó unida a la alemana, y los sucesores de Otón I fueron también reyes de Italia.
Una vez asegurado el título imperial, Otón I y Otón II dirigieron sus miras al sur de la península. A instancias del príncipe Pandulfo I de Benevento, Otón I llevó a cabo una campaña en 967 contra los bizantinos, y en 972 acordó la paz con el emperador bizantino Juan I Tzimisces. Este estaba interesado en hacer campaña contra los hamdánidas y prefirió pactar con Otón, al cual reconoció el título imperial y a cuyo hijo le concedió la mano de la princesa Teófano. Otón murió meses después de haber regresado a Alemania, en mayo de 973. Sin embargo, fue en la campaña italiana de Otón II (980-983), con la derrota de Cabo Colonna (julio de 982) frente al emirato siciliano, cuando se ratificó el fracaso de estos esfuerzos en el sur de Italia. El emperador Otón II convocó una dieta en Verona en 983 en la que su hijo y sucesor fue reconocido rey por los magnates alemanes y también por los italianos, pero falleció siete meses después.
La situación en Italia durante la minoridad de Otón III fue mantenida por los obispos y especialmente el marqués Hugo de Toscana, pero Roma cayó bajo la autoridad de la facción de los Crescencios. En 994 Otón ya era mayor de edad y dos años después emprendió su primera campaña italiana a petición del papa Juan XV (985-996), quien murió poco después. Llegó a Roma, sometió a la aristocracia de la ciudad dirigida por el patricio Crescencio II y eligió papa (Gregorio V, [996-999]) a su primo, el cual le coronó emperador en mayo de 996, antes de que regresase a Alemania. Pero la aristocracia romana no estaba dispuesta a someterse a un papa extranjero: la facción de Crescencio hizo elegir un antipapa, Juan XVI, en 997, lo que suscitó que el emperador volviese a Italia en 998. En Roma Juan XVI acabó mutilado y Crescencio II ejecutado y su cuerpo arrojado por los muros del castillo Sant'Angelo. Cuando en 999 Gregorio V murió, Otón III designó a Silvestre II (999-1003) y fijó su residencia en Roma para emprender la Renovatio imperii Romanorum, esto es, la labor de recuperar el esplendor existente en el antiguo Imperio romano de Constantino; sin embargo, sus súbditos no compartían estos designios, y en 1001, tras regresar de peregrinar a Polonia y a Aquisgrán, una rebelión en Roma lo expulsó y hubo de refugiarse en Rávena. Murió al año siguiente y el papa corrió la misma suerte diecisiete meses después. En Roma, las familias de los Crescencios y los Tusculanos se disputaron el poder, y en Italia se desencadenó otra guerra.

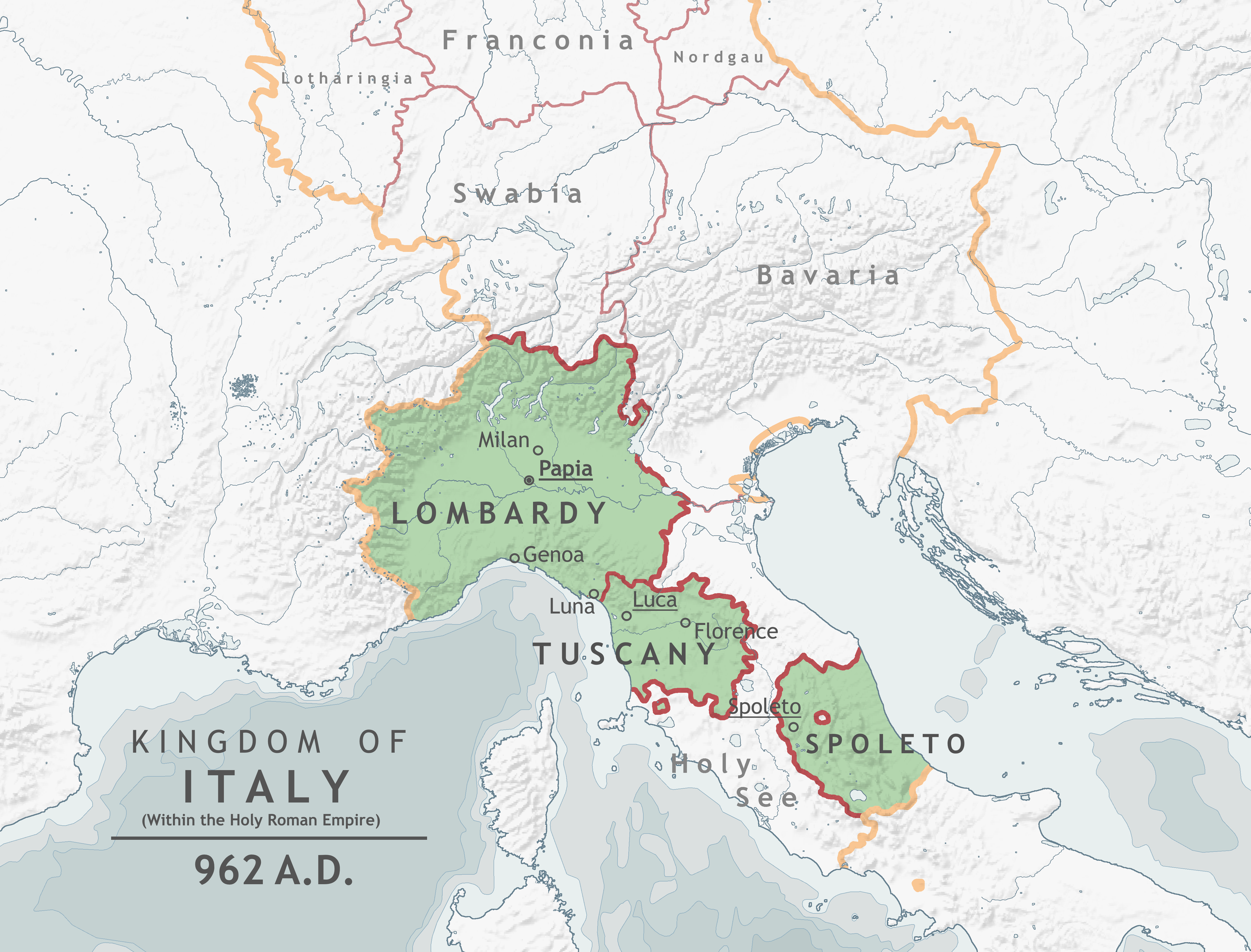
El reino de Italia en 962.

A la muerte de Otón III, los señores alemanes eligieron a Enrique II (1002-1024); sin embargo, en Italia, una dieta en Pavía eligió por soberano al marqués Arduino de Ivrea, que fue coronado rey de Italia de manos del obispo de la ciudad en febrero de 1002. Pero el nuevo rey alemán no aceptó la separación de los reinos alemán e italiano, y tras una asamblea de magnates italianos convocada en Roncaglia por el arzobispo Arnulfo II de Milán que ofreció su apoyo a Enrique II, este envió a Otón, duque de Carintia y marqués de Verona, para enfrentarse a Arduino. A pesar de la victoria de este en Campo di Fabbrica, Enrique II entró en Italia en abril de 1004, centralizando la oposición a su rival que, abandonado hasta por sus partidarios, se retiró a sus posesiones patrimoniales. Enrique entró triunfalmente en Verona y Milán y luego marchó a Pavía para recibir la corona italiana en mayo de 1004 de manos del arzobispo de Milán; la misma tarde del día de la coronación, una riña entre soldados alemanes y ciudadanos de Pavía originó una rebelión; el rey fue asediado en su palacio y salvado a costa de la destrucción de la ciudad. El rey Enrique regresó a Alemania y durante unos años la cancillería de Pavía dejó de funcionar; el rey recibía a los obispos italianos y les ofrecía concesiones a través de su cancillería italiana en Bamberg, y contaba con el firme apoyo de Milán, Rávena, Piacenza, Cremona, y Lombardía oriental; pero en Italia, Arduino regresó a Pavía y tomó venganza de sus enemigos. Mientras tanto, grandes áreas dejaron de estar bajo control de poder central alguno. En 1012 una querella entre los Crescencios y Tusculanos sobre sus respectivos papas hizo que Enrique II descendiera a Italia a fines de 1013. Reconoció al papa Benedicto VIII (1012-1024) —quien lo coronó emperador en febrero de 1014—, reforzó su autoridad con los obispos y nombró marqués de Toscana a Raniero, que ya era marqués de Espoleto. De vuelta a Alemania, Arduino reanudó las hostilidades, pero el arzobispo Arnulfo II de Milán logró someterlo en 1015; se retiró a un monasterio y falleció poco después. Sus posesiones y las de sus partidarios fueron redistribuidas, especialmente entre los obispados de Pavía, Como, Novara y Vercelli. La situación en Italia estaba lo suficientemente controlada para que Enrique pudiera hacer una campaña en el sur italiano entre 1021-1022.

## El origen de las comunas urbanas
Desde la segunda mitad del siglo IX, los obispos habían asumido no solo funciones religiosas, sino también funciones administrativas comitales como delegados reales en la civitas y sus territorios aledaños, en un área que se podía extender unos 10 kilómetros, lo que incluía a la pequeña nobleza. La reactivación del comercio en Italia hizo aparecer nuevos emplazamientos a extramuros (forisburgus) de las ciudades en un suburbio construido por motivos económicos. Allí se atrajo a más población como artesanos especializados, comerciantes, panaderos, carniceros o porteadores, y se desarrolló la industria como la textil o la metalúrgica, a los que se añadían los mercaderes, pero por conveniencia, ya que los mercaderes eran también propietarios de tierras y por tanto tenían una preeminencia dentro de la sociedad urbana, de modo que con sus riquezas y sus tierras pudieron introducirse y emparentar con la aristocracia feudal.
Contra la concepción feudal, los mercaderes vinculados entre sí por sociedades, se dieron cuenta de que el ejercicio de sus actividades profesionales exigía que los poderes dominantes reconocieran no solo las libertades y los privilegios económicos, sino también una jurisdicción especial, libre de la servidumbre señorial y con poder político para su salvaguarda, con lo que procuraron a partir del siglo XI el cambio jurisdiccional y la limitación de la acción episcopal. A los señores laicos les interesaba favorecer a los nuevos grupos urbanos, bien para encontrar en ellos apoyo contra sus adversarios, bien para obtener mediante imposición de impuestos, tasas y peajes, beneficios sustanciales a partir de las actividades económicas a las que se dedicaban los ciudadanos; de este modo, los reyes otorgaron desde el siglo X los primeros privilegios municipales, el primero de ellos a Génova en el año de 958 por los reyes Berengario II y Adalberto. Los habitantes del burgo se beneficiaron de las diferencias de intereses y de fines entre la aristocracia y el clero, diferencias que se ampliaron con la reforma gregoriana contra la simonía y la injerencia de los laicos en el orden eclesiástico —como el nombramiento de obispos por el emperador—, de esta forma, en las ciudades en las que el obispo ostentaba el poder político, la pequeña nobleza de los alrededores, se alió con los nuevos ciudadanos para sacudirse de la autoridad episcopal y arrancar concesiones al obispo.

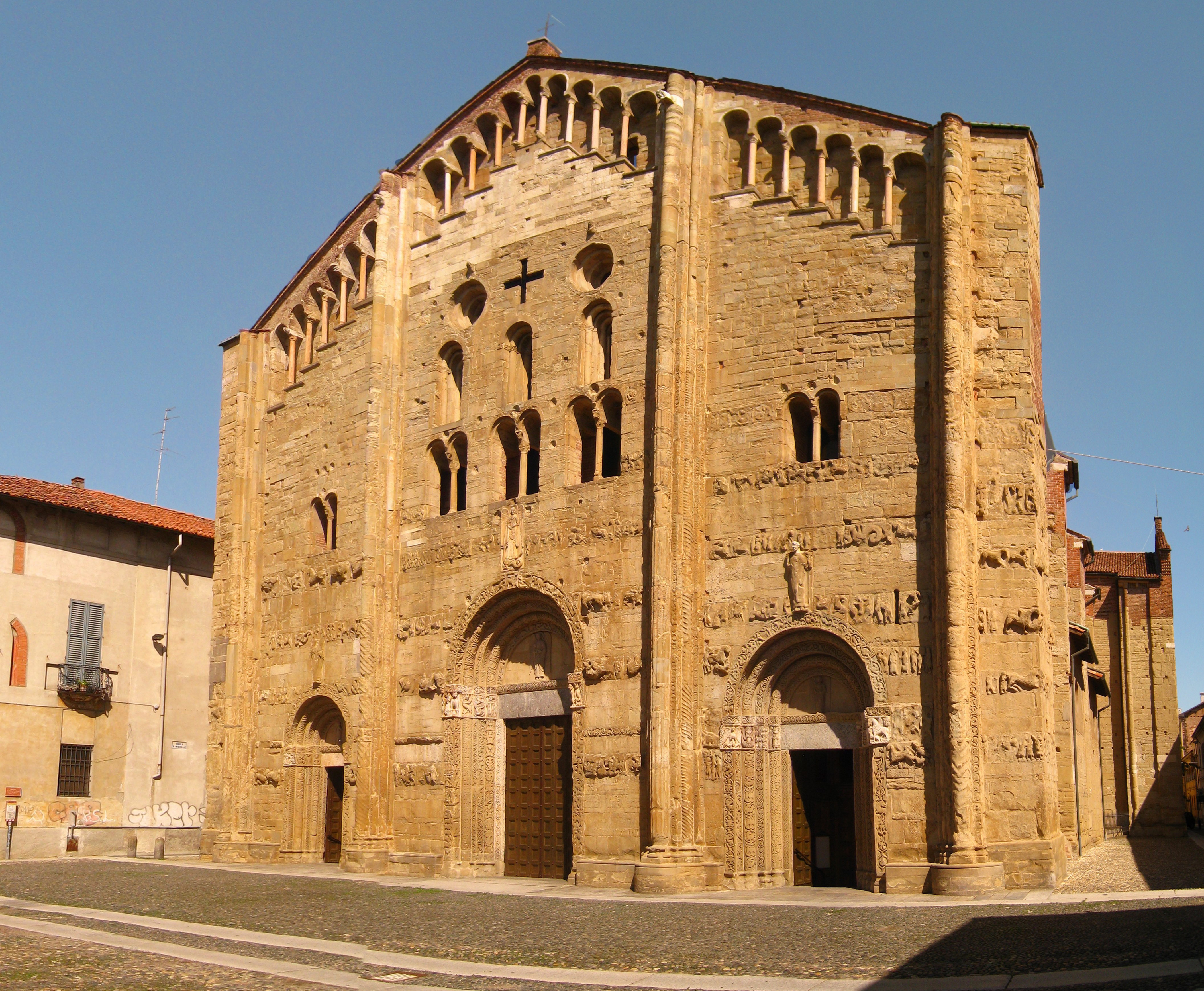
La Basílica de San Miguel Mayor en Pavía, donde fueron coronados los reyes de Italia.

Sin embargo, no todos los obispos tenían facultades comitales, y el origen de la comuna urbana tiene que hallarse también en la dispersión de derechos feudales fruto de repartos sucesorios derivados del derecho de sucesión pro cuota (more longobardico) entre varios sucesores. Ante esta situación de repartos de herencias y reducción de ingresos por sus bienes raíces, los señores laicos también se involucraron en actividades comerciales, pero pese a los beneficios del comercio, aún su riqueza procedía preferentemente de la tierra. En la revuelta de Milán de 1035, la pequeña nobleza de los valvasores se levantó contra sus señores los capitanei, fruto de la cual el emperador Conrado II promulgó el Edictum de beneficiis o Constitutio de feudis de mayo de 1037, que regulaba las relaciones entre los grandes señores (seniores), y la pequeña nobleza de feudatarios (milites) de los capitanei y valvasores, a los que se les garantizaba la sucesión en el feudo, impidiendo al señor recuperar el feudo lo que permitió convertir los feudos en hereditarios. Conrado II, de esta forma, intentaba reprimir el poder de los obispos y de los capitanei de Milán ganándose la fidelidad de un grupo de subvasallos, que eran los valvasores. Estos, como propietarios con la seguridad de no ser despojados por su señor, se asociaron in consortium dentro de la ciudad, con la burguesía urbana de mercaderes, jueces, notarios y cambistas, para obtener el gobierno urbano, y formar la comuna, libres de la jurisdicción del obispo o de otro funcionario imperial, y nominaron a sus propios representantes, los cónsules, que tomaron progresivamente el control de la ciudad.
La comuna como cuerpo jurídico en sí mismo hizo desaparecer las servidumbres personales y territoriales de los burgueses, se sustituyeron los peajes señoriales por impuesto público, o se estableció un derecho urbano con tribunales específicos para los burgueses. La comuna estaba dirigida por cónsules elegidos periódicamente de entre la nobleza territorial (patricios), y estaban apoyados por un consilium (concejo) de ciudadanos de las familias poderosas denominado credenza, pues al fin y al cabo sobre ellos reposaba la prosperidad de la ciudad.

## La dinastía salia: la reforma religiosa y la querella de las investiduras
A la muerte del emperador Enrique II en 1024, los ciudadanos de Pavía, que no habían olvidado la quema de su ciudad hacía veinte años, se rebelaron y destruyeron esta vez definitivamente el palacio imperial. Este había sido el símbolo de la autoridad real y la principal fortaleza del norte de Italia, y había hecho funciones de tribunal, arsenal, custodia de los ingresos fiscales, así como de depósito de alimentos; pero a partir de 1024, Pavía dejó de ser centro administrativo del reino, dislocando la administración central. Esta rebelión se propagó por el norte de Italia, donde unos magnates buscaron infructuosamente a un rey alternativo en la persona de Hugo Magnus de Francia o el duque Guillermo V de Aquitania, mientras otros encabezados por el obispo Ariberto de Milán fueron a Constanza a rendir homenaje al nuevo rey, Conrado II (1024-1039). En 1026 Conrado II tomó el camino de Italia para restablecer su autoridad; allí recibió la corona de Hierro como rey de Italia, pero no en Pavía, sino en Milán, pues el obispo Ariberto de Milán era un firme apoyo del Imperio; al año siguiente recibió la corona imperial. Pese a la revuelta y destrucción del palacio real, se reubicaron en el monasterio de San Pietro in Ciel d'Oro las asambleas judiciales (placita), la antigua escuela palatina, e incluso la residencia real; los condes palatinos, pasaron a residir en Lomello.

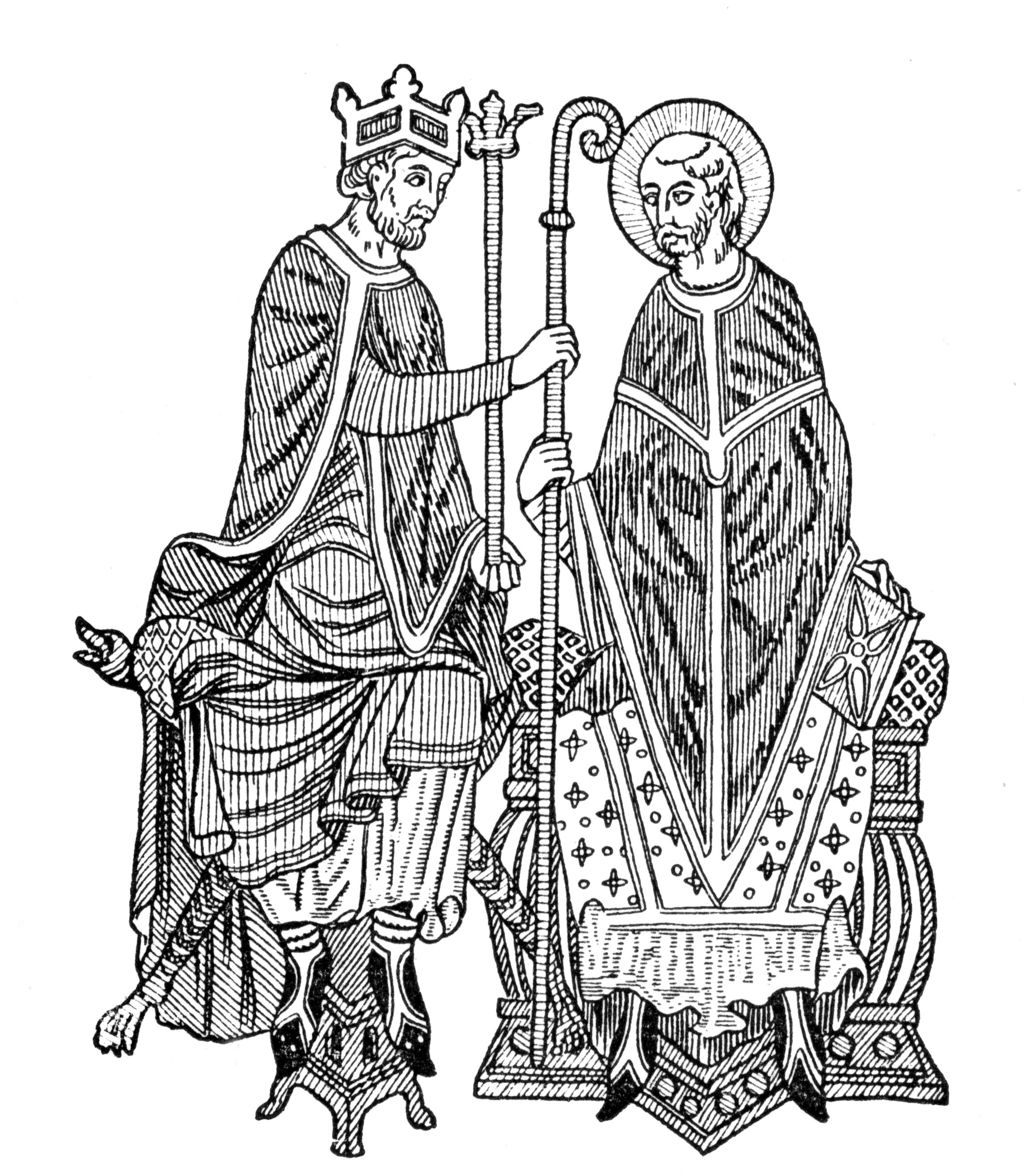
Un rey otorga la investitura a un obispo.

Los emperadores salios prosiguieron la política de sus antecesores de apoyar a los obispos —especialmente de origen germano— para someter Italia más directamente a la autoridad imperial, pero esta política chocó con el crecimiento de las comunas y el subsiguiente desarrollo de una pequeña nobleza enriquecida (valvasores), que había emprendido la adquisición de tierras y de poder urbano. La revuelta de los valvasores contra el obispo de Milán es un ejemplo de estas tensiones: en ella el obispo Ariberto de Milán, que era una autoridad eclesiástica con poderes civiles, gozó del apoyo de los capitanei, señores de los valvasores, y de los habitantes de la ciudad, enemigos de los valvasores. La expulsión de los valvasores de Milán extendió la revuelta por Lombardía, lo que precipitó la segunda campaña imperial en Italia; ante la negativa de someterse a la sentencia del soberano Milán fue puesta bajo un infructuoso asedio que duró hasta el fallecimiento del propio emperador en 1039.
Su sucesor, Enrique III (1046-1056), intervino activamente en la reforma monástica que tuteló para liberar a las iglesias del control de los laicos y fortalecer la autoridad y prestigio del papa, pese a que los mismos emperadores sajones favorecían la simonía al imponer a obispos leales a su causa en puestos de administración del territorio. Enrique III intervino en las elecciones papales, que se hallaban en manos de las familias rivales de los condes tusculanos y de los Crescencios, y sujetas a revueltas de la población; así, en el Sínodo de Sutri de diciembre de 1046 depuso a tres papas rivales e impuso sucesivamente a varios papas alemanes como Clemente II (1046-1047), Dámaso II (1048), León IX (1049-1054) o Víctor II (1055-1057), que tomaron medidas contra la simonía y el nicolaísmo. Sin embargo, el control del emperador sobre el papa y su apoyo en el clero para el gobierno y administración del Imperio llevaba en sí mismo la contradicción de que la reforma buscaba librar al orden eclesiástico de la injerencia de los laicos y supeditarlo a los superiores eclesiásticos. Así pues, las revueltas urbanas de la pequeña nobleza, de los burgueses y de los patarinos contra los obispos nombrados por el emperador acontecieron mientras se disputaba esta lucha contra la simonía, como fue el caso de la originada en Milán en 1045 contra el obispo simoníaco nombrado por el emperador, Guido de Velate.

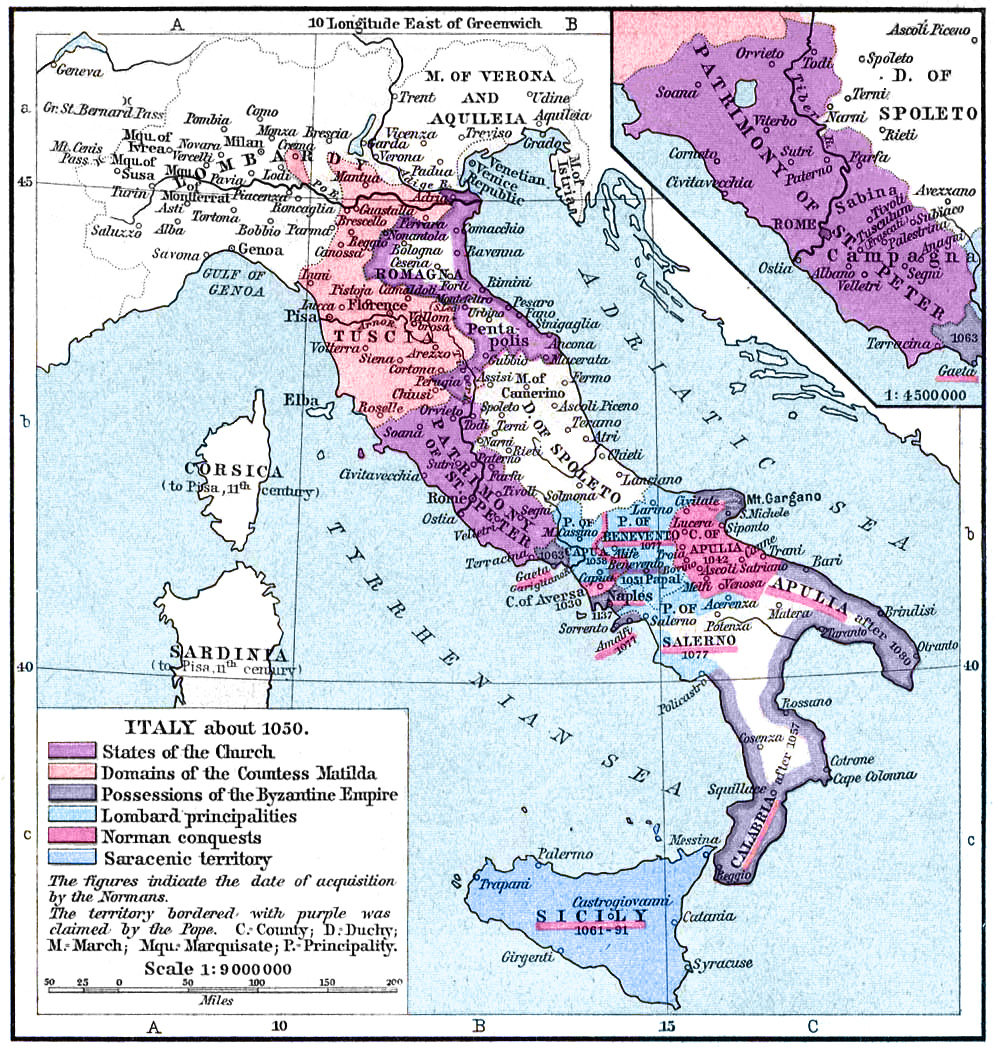
Península itálica hacia 1050.

La muerte de Enrique III (1056) y la minoridad de Enrique IV (1056-1105) acelerará el proceso de independencia del papado, así el papa Nicolás II (1059-1061) emprendió acciones contra el nicolaísmo y reglamentó la elección del papa por el colegio de cardenales, lo que iba en contra de la Constitutio Romana de 824 y el Privilegium Othonis de 962. A la muerte de Nicolás II, el apoyo inicial del partido imperial al antipapa Honorio II (1061-1072) frente al papa Alejandro II (1061-1073) convirtió al Imperio en enemigo de la reforma. Alejandro II, además de combatir la simonía, potenció que el papel del papa fuera el de cabeza de una Iglesia cuyo ámbito de acción era más amplio que el del Imperio, de este modo favoreció la invasión normanda de Inglaterra (1066) y apoyó la cruzada para la toma de Barbastro (1063).
El clímax de la reforma acaeció con el ascenso al papado de Gregorio VII (1073-1085), que decretó en el sínodo cuaresmal de Roma de 1075 la prohibición bajo excomunión de la investidura por laicos, y afirmó en el Dictatus Papae (1075) la supremacía del poder espiritual sobre el temporal, la independencia del clero respecto de los seglares, el dominio de sus bienes para el culto y la jurisdicción suprema del papa en materia de fe y moral y del gobierno y administración de la Iglesia. En enero de 1076 Enrique IV convocó un sínodo de obispos alemanes en Worms para deponer al papa, y tras este, en febrero, otro sínodo de obispos lombardos en Piacenza. Recibidas las noticias en Cuaresma de ese año, Gregorio VII excomulgó al rey Enrique IV y desligó a sus súbditos de su obediencia. La Querella de las Investiduras había comenzado.

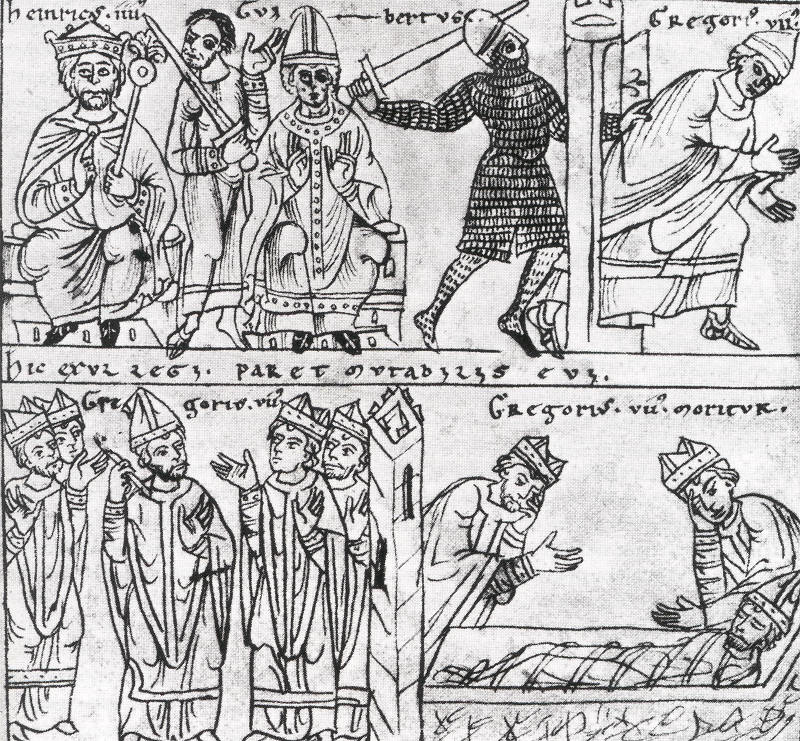
Enrique IV y Clemente III expulsan a Gregorio VII. Muerte de Gregorio VII.

En 1080 el rey Enrique IV designó como papa a Clemente III (1080-1100) y emprendió camino a Italia. Allí encontró apoyo en Lombardía, donde fue coronado rey de Italia en Pavía (1081), y garantizó privilegios a las ciudades que le apoyaban. Matilde de Canossa, marquesa de Toscana, se mantuvo como firme apoyo del papa, y el emperador la desposeyó, pero no pudo desalojarla de su posición. Finalmente pudo entrar en Roma en marzo de 1084 e imponer a su antipapa, quien le coronó emperador.
El papa Urbano II (1088-1099) inició la ofensiva contra el emperador Enrique IV y su antipapa Clemente III, y fortaleció su posición como jefe espiritual sobre toda la Cristiandad latina al convocar la peregrinación y cruzada a Tierra Santa en el Concilio de Clermont (1095). Además del apoyo de Matilde de Toscana, el papa buscó apoyos entre los normandos que estaban conquistando el sur de la península y Sicilia, de forma que convirtió al conde de Sicilia, Roger I, en legado pontificio, lo que facultaba, irónicamente, a los condes y después reyes de Sicilia a nombrar los obispos. La campaña del emperador Enrique IV de 1090 fracasó en octubre de 1092 ante Maddona della Battaglia, cerca de Canossa, de ello surgieron revueltas urbanas en Lombardía, y la marquesa de Toscana pudo emprender la restauración de su autoridad, recuperando de este modo, el control de ciudades partidarias del emperador como Ferrara (1101), Parma (1104), Prato (1107) y Mantua (1114). Pero además, Conrado, hijo del emperador, fue coronado rey rival de Italia en 1093, dirigiendo así la rebelión frente a su padre el emperador. Asediado y debilitado en Italia, Enrique IV pudo retornar a Alemania en 1097 donde fortaleció su poder.
La restauración de la autoridad imperial la llevó a cabo su sucesor Enrique V (1105-1125). En su primera campaña italiana, Enrique V fue bien recibido hasta por la condesa Matilde de Toscana, y en Roma pactó con el papa Pascual II (1099-1118) una solución a la querella con la renuncia imperial de los derechos de regalía, pero al dar conocimiento de este acuerdo en la ceremonia de la coronación el 12 de febrero de 1111, se produjo una insurrección que abortó la coronación. El rey de Romanos, entonces, puso en cautiverio al papa y sus cardenales y le obligó en un Privilegium a conceder al emperador el derecho de investidura, tras lo cual Enrique V fue coronado emperador en abril. El Privilegium fue rechazado en los sínodos de Vienne y Letrán, prolongando la querella. En 1116 el emperador hizo otra campaña a Italia para tomar posesión de las tierras de la marquesa de Toscana tras su fallecimiento, y nombró como nuevo antipapa a Gregorio VIII. A pesar del apoyo al emperador en Alemania, allí se le instó a buscar la paz con el papa, y la querella acabó con el Concordato de Worms (1122) entre el emperador y el papa Calixto II (1119-1124).
Si bien el concordato de Worms supuso al bando papal un éxito frente a las restricciones imperiales en el ejercicio de su autoridad, en el reino de Italia se enfrentó con una nueva situación como consecuencia de este compromiso, pues aunque desaparecieron los obispos de elección imperial y los monasterios antirreformistas, la autoridad comunal urbana se afianzó con más fuerza que el poder eclesiástico en la región. Y en efecto, durante la primera mitad del siglo XII se desarrollaron gobiernos comunales casi en cada ciudad episcopal del norte de Italia.

## El desarrollo comunal en los siglosXIIyXIII

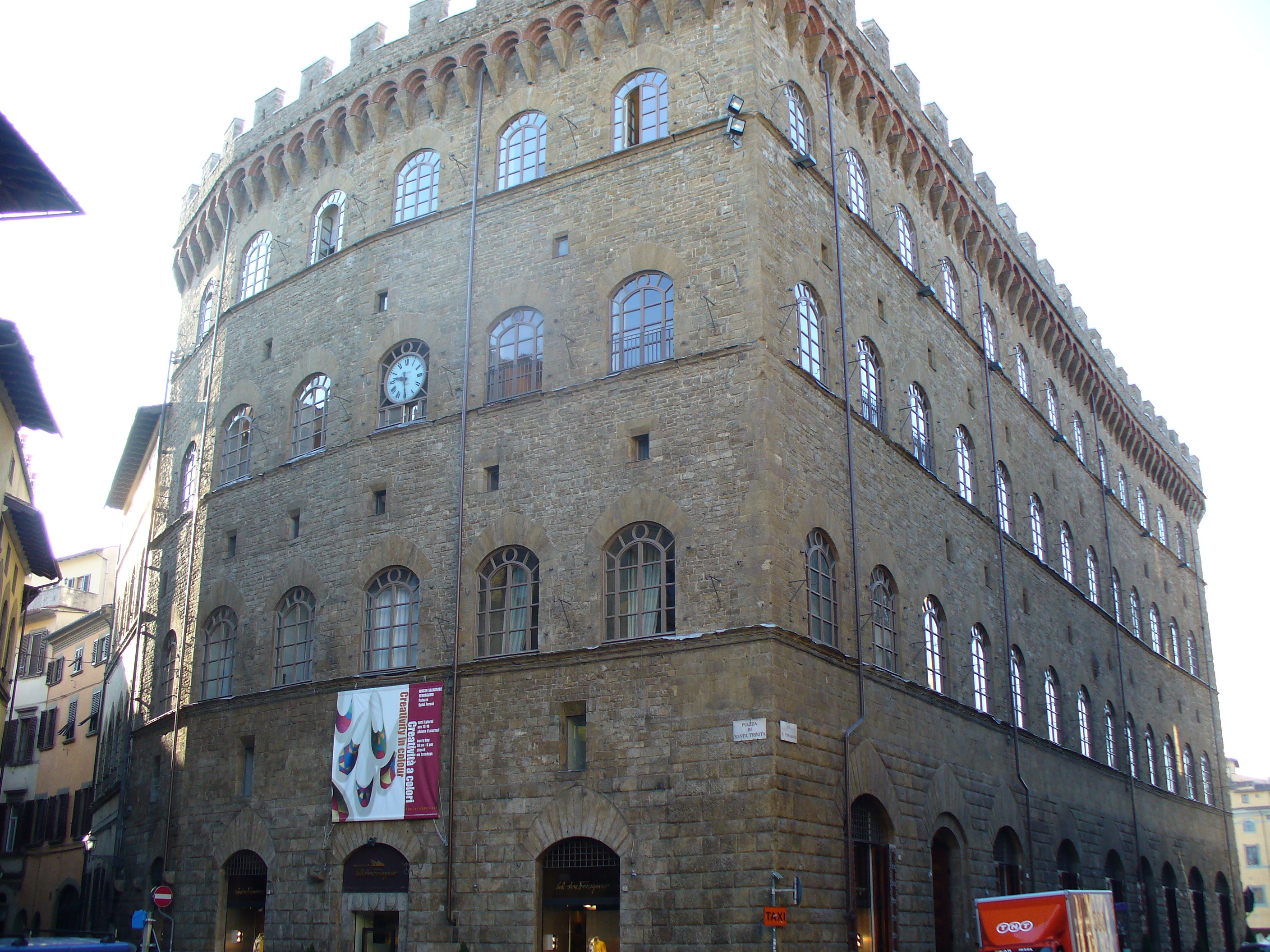
Palazzo Spini Feroni en Florencia.

El ámbito de la comuna urbana no se circunscribió a los muros de la ciudad sino que también incluyó el control de sus alrededores, territorio denominado contado, sobre el que existía una dependencia socioeconómica, ya que la ciudad ofrecía un mercado para los productos del contado y también ofrecía oportunidades laborales a la gente del campo, así como garantizaba su seguridad, pero es que además, el contado ofrecía oportunidades de inversión para los residentes de la ciudad, y sobre todo, el suministro de alimentos y materias primas. Pero dado que la comuna no podía extraer de su propio contado aprovisionamiento suficiente, el comercio de alimentos y materias primas era una necesidad básica para la supervivencia de la ciudad, para su población e industria, puesto que la actividad industrial se hallaba dentro de la ciudad, en especial la industria textil de lana y algodón. Tras la Querella de las Investiduras ciudades como Génova, Pisa o Venecia se habían convertido en potencias internacionales con intereses comerciales extendidos desde el norte de Europa a África y el Levante. El comercio exterior y la inversión incrementó la riqueza local, lo que conllevó al embellecimiento de las ciudades; y el crecimiento de la población tanto en la ciudad como en el campo ocasionó un aumento de obras públicas, como murallas urbanas. El desarrollo de los gremios y cofradías reflejaba la creciente complejidad de la organización económica, e incluso las más pequeñas ciudades tenían su élite profesional de jueces y notarios, junto a nobles, comerciantes y artesanos, pero a pesar del desarrollo de esta economía urbana, en el norte de Italia la mayoría de la población vivía de la tierra.
Las comunas urbanas atrajeron en su recinto a la pequeña nobleza que residía en el contado puesto que esta nobleza rural era demasiado débil individualmente y estaba demasiado aislada para contener el proceso. Pero por otro lado, esta nobleza se liberaba de la dominación de los grandes magnates, y aspiraba a controlar el gobierno comunal. De forma general, cuando las familias nobles tenían castillos con capacidad defensiva, tierras extensas y vasallos numerosos para defenderse por ellas mismas, se vinculaban con el emperador, como hicieron los marqueses de Montferrato de la antigua marca de Ivrea. Pero cuando las familias nobles tenían castillos de fácil acceso, como en planicies o cerca de grandes ciudades, y débiles para defenderse por ellos mismos, se vinculaban a la comuna. Y había nobles que se vinculaban voluntariamente a la comuna atraídos por su riqueza y allí aspiraban a obtener el gobierno, como por ejemplo, los Visconti en Milán, los Este en Ferrara, o los Romano en Verona y Vicenza.
Debido al sometimiento de los señores del contado a la ciudad, hacia el final del siglo XIII la servidumbre de la gleba prácticamente ya había desaparecido, y se desarrollaron en su lugar otras formas de tenencia de la tierra, especialmente la mezzadria, por la que el propietario de la tierra proporcionaba al arrendatario la mitad de la semilla sembrada y a cambio recibía de su arrendatario la mitad de su producción, y con frecuencia el contrato era reanudable cada año. El paisaje rural cambió, del paisaje de franjas de terreno dispersas se pasó a una concentración de propiedades individuales cercadas, más grandes y más compactas, en donde los trabajadores pasaron a residir pero forma aislada.

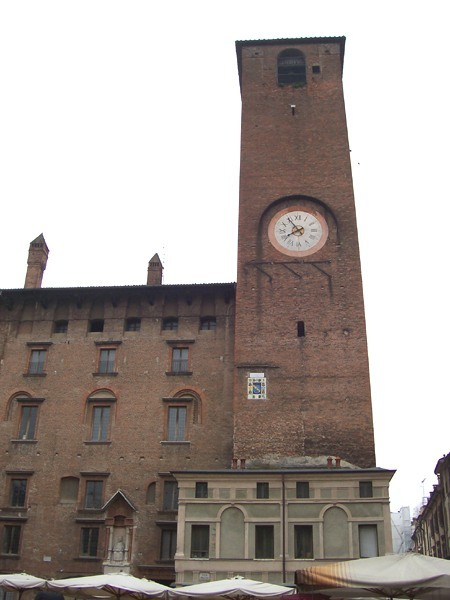
Palazzo del Podestà (Mantua)

El conflicto de la Iglesia y el Imperio influyó en la polarización de la política comunal, pues frente al poder centralizador de los emperadores, que pretendían extraer los mayores recursos posibles a través de los derechos reales (regalia) y que imponían a ministeriales alemanes como gobernadores (podestà); se opusieron los ideales de autonomía de las ciudades. Los güelfos —partidarios de las libertades comunales y del papa— y gibelinos —partidarios del emperador— pugnaron violentamente por alcanzar el poder urbano y expulsar a sus adversarios. No obstante, en la adscripción de una ciudad a uno u otro bando se evidenciaban también rivalidades regionales: Pavía y Cremona eran gibelinas porque Milán era güelfa, junto con Brescia y Piacenza; Siena y Pisa eran gibelinas porque necesitaban el apoyo imperial contra las güelfas Florencia y Génova, y Lucca era güelfa porque necesitaba la protección de Florencia.
Las luchas internas entre el patriciado que ejercía y el que aspiraba a ejercer el poder en la comuna aumentaron el desorden, y los grupos mercantiles y artesanales, que estaban fuera de los órganos de gobierno, exigieron la constitución de un poder arbitral, el del podestà, que reemplazó a los cónsules y asumió el poder supremo en la ciudad. El podestà era elegido por una asamblea y se encomendaba a un extranjero de otra comuna para evitar su involucración en las querellas internas de la ciudad. El podestà controlaba el cumplimiento de la justicia y la ejecución de las leyes durante un mandato de un año, y ya existía en Cremona desde 1178 y en Milán en 1186.

## Federico I

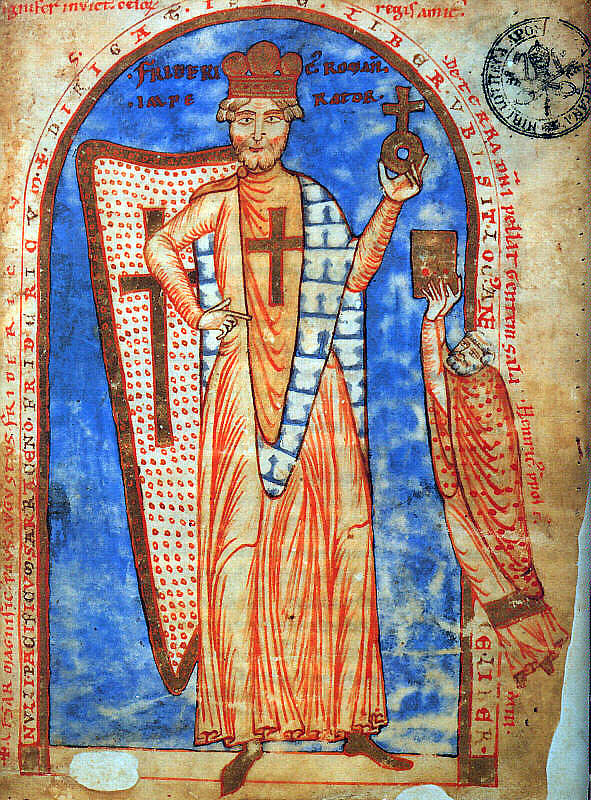
El emperador Federico I Barbarroja. Miniatura de un manuscrito de 1188, Vatican Library.

En Alemania tras la muerte sin descendencia de Enrique V en 1125, se sucedió un conflicto por la extensión de las parcelas de poder entre el nuevo rey electo Lotario II (1125-1137), y los Hohenstaufen, que eran los sobrinos de Enrique V: los duques Federico II de Suabia y Conrado de Franconia. En 1127 Lotario II se aseguró el apoyo de la dinastía de los güelfos al convertir a su yerno Enrique el Soberbio en duque de Baviera, este también era marqués de Toscana y de Verona. Por su parte, en 1127 Conrado fue elegido rey rival y en 1128 fue coronado rey de Italia con apoyo de Milán, pero no consiguió asegurarse allí una posición, ya que el papa Honorio II (1124-1130) se negó a reconocerle, del mismo modo que las ciudades enemigas de Milán como Novara, Pavía, Cremona, Piacenza o Brescia. A pesar de una reconciliación en 1135, la muerte de Lotario II en 1137 y la elección del propio Conrado III prosiguió el enfrentamiento de los Hohenstaufen con los güelfos, hasta que en 1152 se estableció un acuerdo que permitió la sucesión de Conrado III en el duque Federico III de Suabia.
Federico I (1152-1190) intentó restaurar la autoridad del emperador en el Imperio (Honor imperii), al extender la red feudovasallática a personas fieles y al confiar a una nobleza de servicio de origen servil (ministeriales) unos territorios de dominio regio.
La campaña de Italia de 1154 inició una lucha de casi doscientos años por imponer la autoridad imperial en el regnum italicum. Federico I, en la primera de sus Dietas en Roncaglia en 1154, promulgó una ley feudal que obligaba la sucesión hereditaria de los feudos, y atendió las quejas de Lodi, Pavía, y Cremona contra Milán. Después sometió Asti, Chieri y Tortona, y entró en Pavía, donde fue coronado rey de Italia el 17 de abril de 1155; y en Roma fue coronado emperador el 18 de junio de 1155. De regreso a Alemania puso a Milán bajo el bando del Imperio y trasfirió sus privilegios a Cremona. Pero Milán reconstruyó Tortona, y derrotó a Pavía, Novara y al marqués de Montferrato.

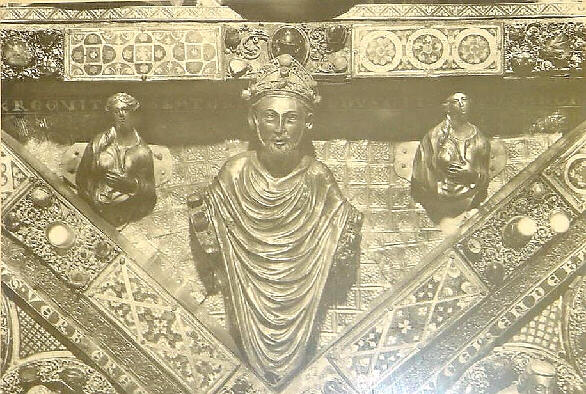
Retrato de Reinaldo de Dassel en el relicario de los Reyes Magos de la Catedral de Colonia.

En la segunda campaña de Italia de 1158, el emperador se decidió a restaurar el orden en sus dominios. Sometió a Milán, a la que restituyó sus derechos y le reconoció la autonomía de elección de los cónsules con confirmación imperial y obtuvo la liberación de Como y Lodi. Después, en la Dieta en Roncaglia de noviembre de 1158 estableció la relación de los derechos reales (regalia), que producían un enorme ingreso de recursos, y que iban del dominio imperial sobre caminos, ríos, salinas y minas, al cobro del fodrum para sufragar los gastos militares, a la percepción de multas y peajes, a los bienes de los condenados, o también a la acuñación de moneda. Fueron los ministeriales (Dienstmänner), como agentes imperiales en las ciudades con el cargo de podestà, los que se convirtieron en la espina dorsal de la administración imperial en Italia al servir al emperador para exigir los regalia y para administrar la jurisdicción que las comunas se habían apropiado. Pero sus políticas agresivas en establecer un régimen imperial directo en Italia, y la encomendación de la administración del reino italiano a alemanes, polarizaron la resistencia en torno a Milán y el papado, lo cual no impidió que los obispos alemanes se posicionaran con el emperador como los arzobispos de Colonia, Reinaldo de Dassel (1159-1167) y Felipe de Heinsberg (1167-1191), archicancilleres de Italia.
Tras el fallecimiento de Adriano IV en 1159, el emperador opuso al papa Alejandro III (1159-1181), sus propios antipapas: Víctor IV (1159-1164), Pascual III (1164-1168) y Calixto III (1168-1178). En la Dieta del reino de Italia de 1159 puso a Milán de nuevo bajo el bando del imperio por negarse a recibir a un podestà imperial, y en 1162 las tropas imperiales llevaron a cabo la destrucción de Milán con apoyo de Pavía, Cremona, Lodi y Como, lo que les aseguró el control de Lombardía, pero el patriarca de Grado, con apoyo de Venecia, organizó la Liga antimperial de Verona en abril de 1164 con Verona, Treviso, Vicenza y Padua, para resistir a las pretensiones imperiales.
En la dieta de Lodi de 1166, el emperador rechazó las exigencias de las ciudades italianas y se dirigió a Roma para expulsar al papa Alejandro III; mientras, Cremona, que había sido fiel aliada del emperador, se volvió contra él y junto con Crema, Brescia, Bérgamo, Mantua y Milán, crearon la liga cremonense en el juramento de Pontida el 7 de abril de 1167, que se fusionó con la liga de Verona en la Societas lombardie (Liga lombarda) el 1 de diciembre de 1167, que expulsó a Alemania al maltrecho ejército de Federico I asentado en Pavía.
Federico I no estuvo en condiciones de regresar a Italia hasta 1174. El 29 de mayo de 1176 se enfrentó en Legnano con sus enemigos de la Liga Lombarda bajo la dirección de Milán, pero las fuerzas imperiales fueron tan definitivamente derrotadas, que tuvo que reconocer al papa Alejandro III en octubre de ese año por el tratado de Anagni, y pactar una tregua en Venecia en mayo de 1177. Después de seis años de tregua, en la paz de Constanza de 1183 el emperador tuvo que garantizar a las ciudades lombardas las libertades y la jurisdicción comunales y el disfrute de casi todos los regalia, como reclutar ejércitos, ejercer jurisdicción dentro de sus muros y administrar sus finanzas salvo una suma para el tesoro imperial, pero retuvo la fidelidad de las ciudades lombardas, lo que le permitió designar jueces de apelación en cada ciudad, y mantener puntos fortificados en el campo y mayor dominio sobre las zonas rurales. Además, mantuvo su poder y administración directa en Ancona, Espoleto y Toscana, lo que le permitía intervenir en el valle del Po y en los dominios pontificios, lo que redobló los temores del papa. De modo que el emperador como rey de Italia no había visto significativamente mermada su autoridad real tal y como estaba en 1158, al iniciarse la querella.

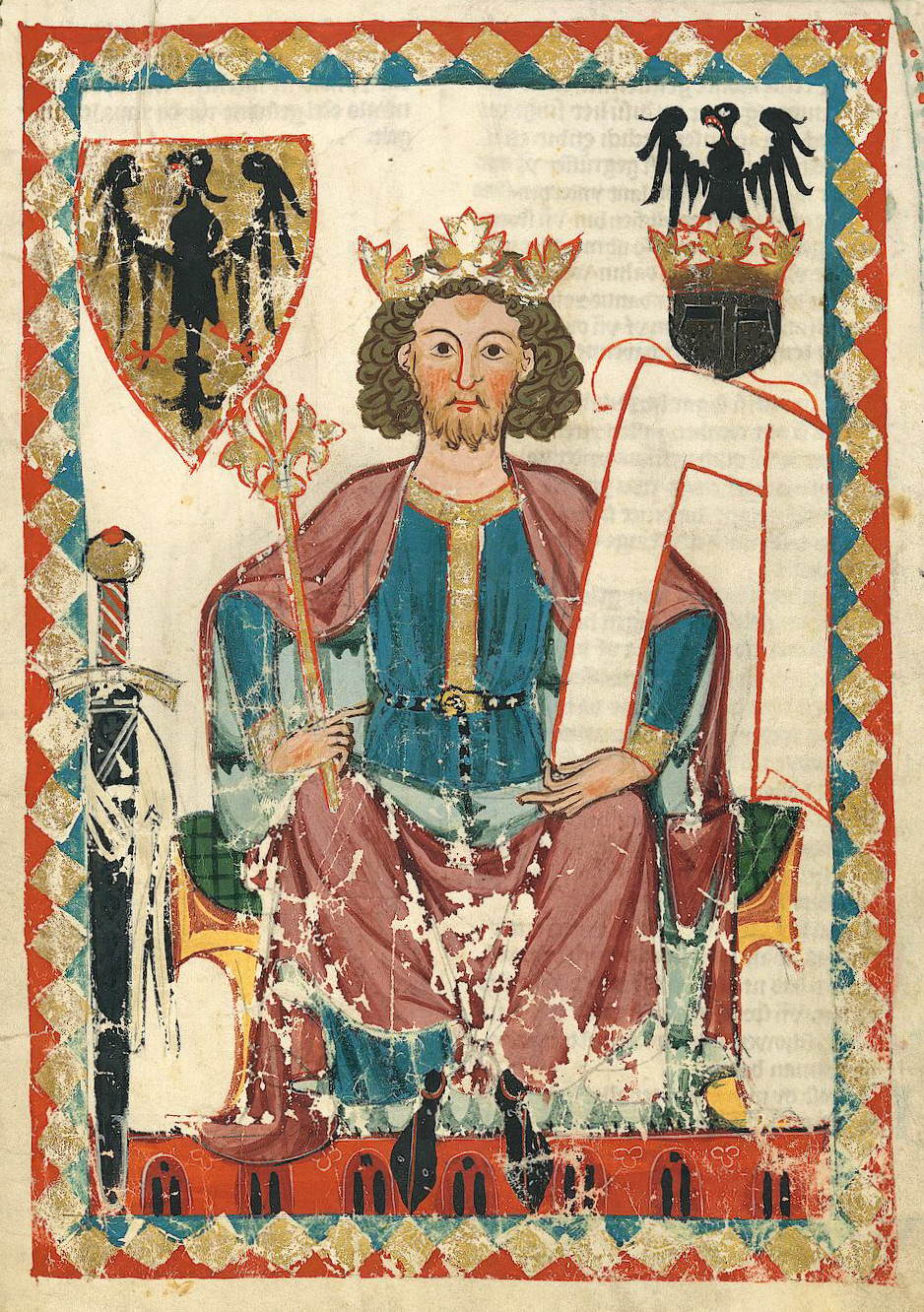
El emperador Enrique VI. Codex Manesse, aprox. 1300

Tras el fallecimiento del emperador Federico I en 1190, le sucedió su hijo Enrique VI, quien en 1194 logró imponerse como rey de Sicilia. Para asegurar la ruta terrestre entre el reino de Italia y el reino de Sicilia, confió al ministerial Markward de Annweiler el ducado de Rávena y la marca de Ancona como feudos hereditarios. Sin embargo, murió de tifus en 1197 mientras preparaba una Cruzada, dejando a su hijo Federico Roger, de menos de tres años, como rey de Sicilia y rey electo de Romanos en el Imperio.

## Inocencio III y Otón IV

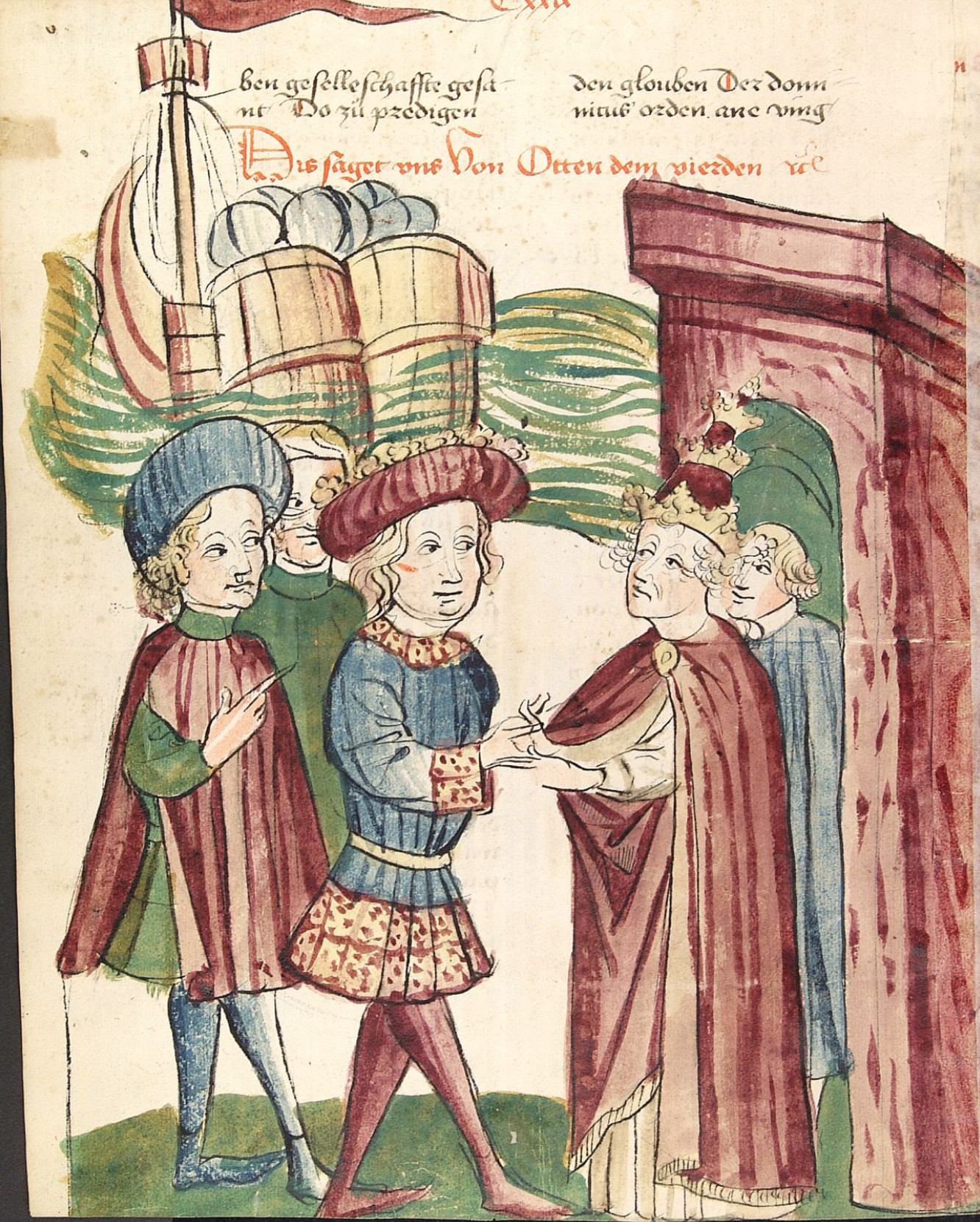
Otón IV y el papa Inocencio III se dan las manos (de Heidelberg, Cod. Pal. germ. 19-23, 1450).

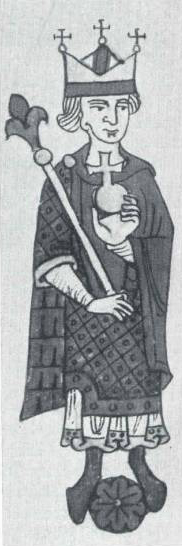
El rey de Romanos Felipe de Suabia (Miniatura ca.1200, San Galo).

A la muerte de Enrique VI, los feudatarios del emperador abandonaron sus posiciones ante las gestiones de los legados papales, lo cual permitió al recién elegido papa Inocencio III (1198-1216) anexionar Espoleto, Ancona, y Romaña; y poner bajo su control la Liga Toscana, constituida en 1197 y formada por Florencia, Siena, Arezzo, Pistoya y Lucca, pero no por Pisa.
Mientras, en Alemania, los príncipes, no deseando un largo periodo de minoría regia, desdeñaron la elección del rey niño y se decantaron por Felipe de Suabia, hermano de Enrique VI, al que eligieron rey de Romanos en 1198, pero una facción opositora eligió como rey rival a un güelfo, Otón de Brunswick, que fue reconocido por el papa. Tras la guerra civil, Otón IV marchó a Italia para ser coronado emperador en octubre de 1209, pero también para restaurar su autoridad en el reino italiano, así que recuperó Espoleto y Ancona, intentó ejercer el poder en Lombardía y atacó la parte continental del reino siciliano. El papa excomulgó al emperador en 1210 y buscó el apoyo en el rey de Sicilia, al que patrocinó en 1212 como rey de Romanos a cambio de que confirmara su renuncia a los territorios de la marca de Ancona, Espoleto, Rávena y la Pentápolis, como las tierras toscanas de la condesa Matilde. Otón IV, tras ser derrotado en 1214 en la batalla de Bouvines, fue definitivamente depuesto y Federico fue, por tercera vez, elegido rey de Romanos en 1215.

## Federico II

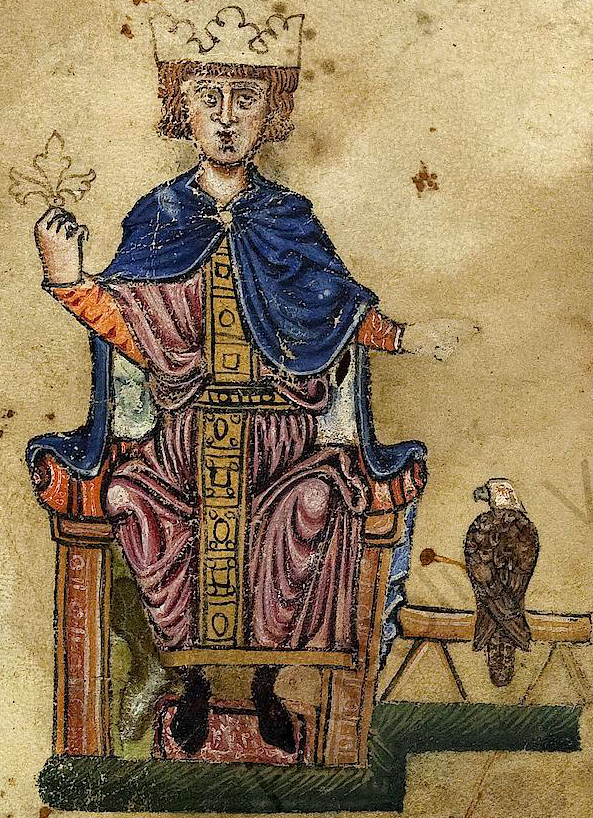
El emperador Federico II, procedente del libro De arte venandi cum avibus (Biblioteca Vaticana, Pal. lat 1071), final del.

En 1215 Federico II fue coronado rey de Romanos y reconocido en el IV concilio de Letrán. Milán, que había apoyado a Otón IV, se opuso a Federico: le negó la corona férrea y estableció una liga con el conde Tomás I de Saboya y las ciudades de Crema, Piacenza, Lodi, Vercelli, Novara, Tortona, Como y Alejandría para expulsar a los gibelinos de Lombardía —encabezados por Cremona y Pavía—;  pero los coligados fueron derrotados en junio de 1218 en Ghibello, lo que allanó la entrada en Italia de Federico en 1220. La reconciliación con el conde de Saboya no llegaría hasta junio de 1226, cuando Federico lo designó vicario imperial de las regiones de Liguria, Lombardía y Provenza.
En abril de 1220, Federico II hizo elegir rey de Romanos a su hijo Enrique otorgando amplios derechos soberanos a los príncipes eclesiásticos en el Confoederatio cum principibus ecclesiasticis y en noviembre fue coronado emperador y renovó su promesa de ir a la Cruzada. Convocó una Dieta imperial en abril de 1226 en Cremona para reforzar su autoridad en Italia y preparar la Cruzada, pero las comunas lombardas ya habían reaccionado el 6 de marzo de 1226 en Mantua, al reconstituir por veinticinco años la Liga Lombarda, compuesta primero por Milán, Bolonia, Vicenza, Mantua y Treviso, a las que se sumaron luego Brescia, Padua, Piacenza, Verona, Lodi, Faenza, Crema, Ferrara, Bérgamo, Alessandria, Turín y Vercelli, el conde de Biandrate y el marqués Bonifacio II de Montferrato. Sin embargo, Módena, Reggio, Parma, Cremona, Génova, Pavía y Asti se pusieron de parte imperial y en la Dieta que se llevó a cabo en junio, en Borgo San Donnino, el emperador declaró a las comunas de la Liga reas de lesa majestad y les anuló sus privilegios. La pacificación llegó en 1230 mediante los tratados de San Germano y de San Ceprano.

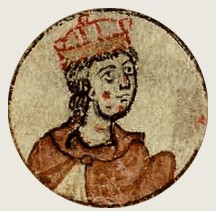
Enrique de Hohenstaufen, rey de Romanos, procedente de la Chronica regia Coloniensis (ca. 1240).

En la Dieta de Rávena (fines de 1231 y comienzos de 1232) pretendió afirmar el poder imperial sobre las comunas, lo cual determinó la reactivación de la Liga lombarda, de modo que en mayo de 1232 el emperador confirmó el Privilegio de Worms de 1231, en el Statutum in favorem principum, que reforzaba el ejercicio de poder de la alta aristocracia dentro de sus territorios, medida con la que el emperador se garantizó el apoyo de los príncipes de Alemania para proseguir su política en Italia. Sin embargo, su hijo Enrique, rey de Romanos, se opuso al reforzamiento de la aristocracia, se rebeló y se coligó con la Liga Lombarda en diciembre de 1234. Finalmente, se rindió a su padre el emperador en julio de 1235 y fue destronado; su hermano menor Conrado fue elegido rey de Romanos.
El emperador planteó reasumir el control del regnum italicum en la Dieta de Piacenza de 1235 y pasó a la ofensiva contra la Liga Lombarda, a la que derrotó en la batalla de Cortenuova en noviembre de 1237; en Piamonte reforzó el partido gibelino. La victoria animó al soberano a desechar los ofrecimientos de paz y continuar la campaña; Milán, Brescia, Bolonia y Piacenza resistían y en octubre de 1238 tuvo que levantar el sitio de Brescia. El emperador nombró legado imperial a su hijo Enzo de Cerdeña, quien se adentró en los territorios pontificios de Romaña, la marca de Ancona y el ducado de Espoleto; mientras, el emperador se dirigió con su ejército hacia Lombardía para apoyar a Pavía y Cremona. Aunque fracasó en someter a Milán, tuvo mayor éxito en Toscana, al someter a las comunas güelfas, y en los territorios pontificios, con triunfos notables como la toma de Rávena, Faenza o Viterbo. En 1245 volvió a fracasar en su intento de tomar Milán, pero mantuvo sus posiciones al nombrar a su hijo Federico de Antioquía vicario imperial de Toscana en 1246. Federico partió a Sicilia y, entretanto, Milán ya se había puesto de parte de Enrique Raspe (1246-1247), rey rival de Romanos apoyado por el papa.

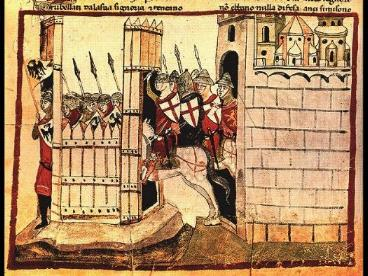
Carga de la caballería parmesana contra el campo imperial en la batalla de Parma (1248), de un antiguo manuscrito.

Federico II regresó al norte de Italia con refuerzos y dinero en la primavera de 1247, pero en junio la ciudad de Parma, de importancia estratégica para él, se puso de parte de los güelfos, y durante el asedio imperial estos obtuvieron una aplastante victoria y se apropiaron del tesoro imperial, incluyendo la corona imperial, que no sería devuelta hasta época del emperador Enrique VII. Si bien la batalla de Parma terminó con el exitoso ímpetu que el emperador había mostrado en su lucha contra el papa y los güelfos, Federico II se recobró pronto y reunió un nuevo ejército. Hasta su muerte, la lucha continuó con victorias y derrotas de ambas partes. Inocencio IV pudo emprender la reconquista de territorios de Espoleto, Romaña y la Marca tras la batalla de Parma; por su parte, Milán reconoció al nuevo rey rival de Romanos Guillermo de Holanda (1247-1256). Federico II saqueó los territorios de Parma y se dirigió al Piamonte, donde aseguró su posición y nombró vicario imperial en Lombardía a Tomás II de Saboya. En enero de 1249 se encaminó al reino siciliano, adonde arribó en mayo de 1249. Finalmente se estableció en Foggia, donde murió el 13 de diciembre de 1250.

## El Gran Interregno

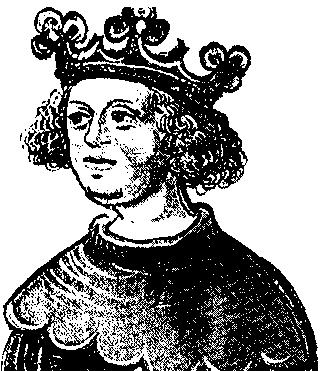
Retrato de Conrado IV, rey de Romanos (1237-1254).

A la muerte del emperador Federico II le sucedió su hijo Conrado IV, que ya era rey de Romanos. Pero en Alemania su posición se debilitó frente al fortalecimiento del partido papal encabezado por el rey rival Guillermo de Holanda, y por ello, a finales de 1251 Conrado IV se encaminó por vía marítima al reino siciliano evitando así el paso por el norte de Italia. Aunque aseguró su posición en el reino siciliano por la captura de Nápoles en octubre de 1253, sin embargo, murió de malaria al año siguiente. Manfredo, su medio hermano, se aseguró el poder en Sicilia primero como vicario de su sobrino Conradino, y desde 1258 como rey de Sicilia. Mientras, en Alemania a la muerte de Guillermo de Holanda en enero de 1256 se produjo un problema sucesorio por la doble elección del siguiente rey de Romanos. Los reyes electos fueron el rey Alfonso X de Castilla y Ricardo de Cornualles, hermano del rey Enrique III de Inglaterra.

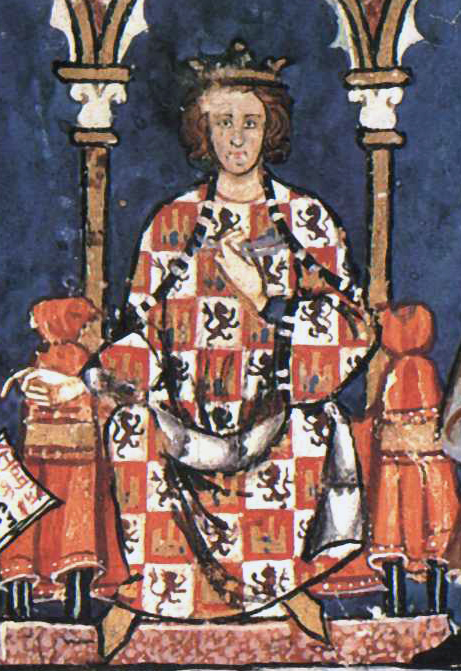
Alfonso X, rey de Castilla, electo rey de Romanos y aspirante a la coronación imperial, intento conocido como el fecho del imperio; procedente del Libro de los juegos.

Por su parte, el dominio gibelino en el norte de Italia estaba bien establecido: los hermanos Ezzelino y Alberico da Romano dominaban en la marca trevisana, Tomás II de Saboya controlaba los pasos de los Alpes; en Lombardía, Oberto Pallavicino llevó a cabo el afianzamiento del bando gibelino en Parma, Cremona, Piacenza, Pavía, Bérgamo y Lodi; y en los Estados Pontificios las tropas alemanas y sicilianas combatían a las papales por el dominio de Umbría y la marca de Ancona. Los hermanos da Romano tuvieron que afrontar desde 1256 una cruzada por parte de una liga güelfa encabezada por Azzo de Este, señor de Ferrara, junto con tropas de Venecia, Bolonia, Mantua, y otros señores incluyendo Oberto Pallavicino, su rival en el gibelinismo. Sin avances significativos por ninguna de las partes, la cruzada llegó a su fin cuando en la batalla Cassano d'Adda en septiembre de 1259, los güelfos capturaron a Ezzelino, que murió poco después, y al año siguiente a su hermano Alberico.

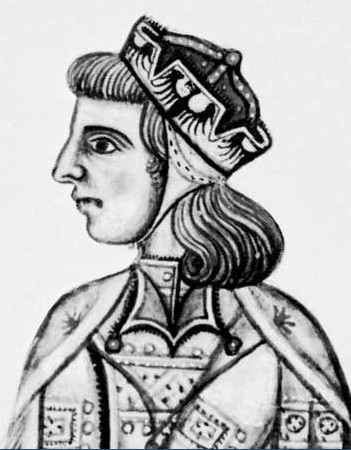
Manfredo de Sicilia, en Die Manfredbibel.

A la muerte de Ezzelino da Romano, los gibelinos tendieron ahora a unirse en torno a Manfredo de Sicilia, y juntos derrotaron completamente a los güelfos en Montaperti en septiembre de 1260, de forma que Manfredo fue reconocido protector de Toscana por los florentinos gibelinos, y fue escogido senador de Roma por una facción de la ciudad, que expulsó al papa Alejandro IV (1254-1261). Además pudo nombrar vicarios en Toscana, Espoleto, marca de Ancona, Romaña y Lombardía. En septiembre de 1261, el recién elegido papa Urbano IV (1261–1264), de origen francés, mantuvo una teórica actitud de neutralidad entre los dos candidatos a emperador, pero no estaba dispuesto a que cualquiera de ambos candidatos pudiera sumar sus fuerzas a las de sus enemigos los gibelinos. Ante esto, ideó un arbitraje que le permitiera demorar su sentencia sobre la disputa de la corona imperial el tiempo que fuera necesario.
Urbano IV se puso en manos de Francia, y consiguió que el conde Carlos de Anjou, hermano del rey Luis IX de Francia, aceptara la investidura del reino de Sicilia. El ejército angevino de Carlos de Anjou derrotó a Manfredo en la Batalla de Benevento en 1266, y Carlos de Anjou logró hacer efectivo su control sobre todo el reino siciliano. La resistencia gibelina fue aplastada en 1268 en la batalla de Tagliacozzo, que se saldó con la decapitación de Conradino.
Las victorias angevinas de Benevento y Tagliacozzo impulsaron el güelfismo en Italia, como el establecimiento de Felipe della Torre en Milán, del marqués de Este en Ferrara, y de Carlos de Anjou como senador de la ciudad de Roma. Carlos se convirtió en cabeza del partido güelfo, y pudo extender su influencia por Lombardía, desde Vercelli hasta Treviso, y desde Reggio hasta Módena; y con Oberto Pallavicino sometido y reducido a Cremona y Piacenza, solo se resistían a Carlos las ciudades de Pavía y Verona. Carlos de Anjou consolidó su poder en Piamonte, donde los pequeños nobles se sometieron a él para no caer bajo los más poderosos condes de Saboya o los marqueses de Montferrato. El papa Clemente IV le nombró vicario imperial en Toscana durante el interregno, posición con la que trató de beneficiarse de los derechos imperiales en las ciudades, pero además, logró imponer su autoridad en Toscana, sometiendo a Pisa y a Siena, y expulsando a los gibelinos de Florencia. El control de Italia lo obtuvo en la Dieta lombarda de Cremona (1269) al conseguir el control o la alianza de las ciudades en el norte de Italia.
Con el dominio güelfo, el papa Clemente IV (1265-1268), de origen francés, no consideró necesario mantener una postura contemporizadora con el rey castellano. Pero Alfonso X envió a un embajador, Raimundo de Mastagii, para crear una nueva liga urbana contra los angevinos y concertó el matrimonio de su hija Beatriz con el marqués Guillermo VII de Montferrato en 1271, a quien nombró vicario imperial en Lombardía. Guillermo de Montferrato logró formar una liga gibelina con Pavía, Lodi, Parma, Novara, Piacenza, Mantua, Tortona, Génova, Verona, también su primo el marqués de Tomás I de Saluzzo, e incluso la ciudad de Asti, y con una exigua ayuda del rey castellano derrotó a los angevinos en la batalla de Roccavione en noviembre de 1275, lo que deshizo la autoridad de Carlos de Anjou en Piamonte, de forma que el marqués de Montferrato amplió temporalmente su poder e influencia en Piamonte y Lombardía. Pero entonces, el tiempo político había cambiado: había sido elegido un nuevo rey de Romanos en 1273, y Alfonso X había renunciado a su reclamación al trono en mayo de 1275.

## Rodolfo I de Habsburgo
El fallecimiento del rey de Romanos Ricardo de Cornualles aconteció en el inicio del pontificado de Gregorio X (1271-1276); este, por un lado nada favorable a las pretensiones de Alfonso X, quien se mostraba entonces favorable a los gibelinos, y por otro, alarmado por el excesivo poder de la Casa de Anjou en Italia, recomendó a los electores alemanes elegir un nuevo rey, que fue Rodolfo I de Habsburgo el 1 de octubre de 1273, finalizando así el interregno. El nuevo rey de Romanos renunció a todos los derechos imperiales en Roma, en los territorios pontificios y en Sicilia, además de prometer emprender una nueva Cruzada para obtener la aprobación del papa, que obtuvo el 26 de septiembre de 1274. La renuncia de los territorios pontificios fue negociada con el papa Nicolás III (1277-1280), y dio lugar a un concordato en 1278 por el que se garantizaba al papa los territorios del Patrimonio de San Pedro —entre Radicofani y Ceperano—, el ducado de Espoleto, la marca de Ancona, y la Romaña, aunque sin alterar el gobierno de dichos territorios; dicha renuncia de derechos imperiales y de fidelidad vendría sancionada por Rodolfo I el 14 de febrero de 1279.

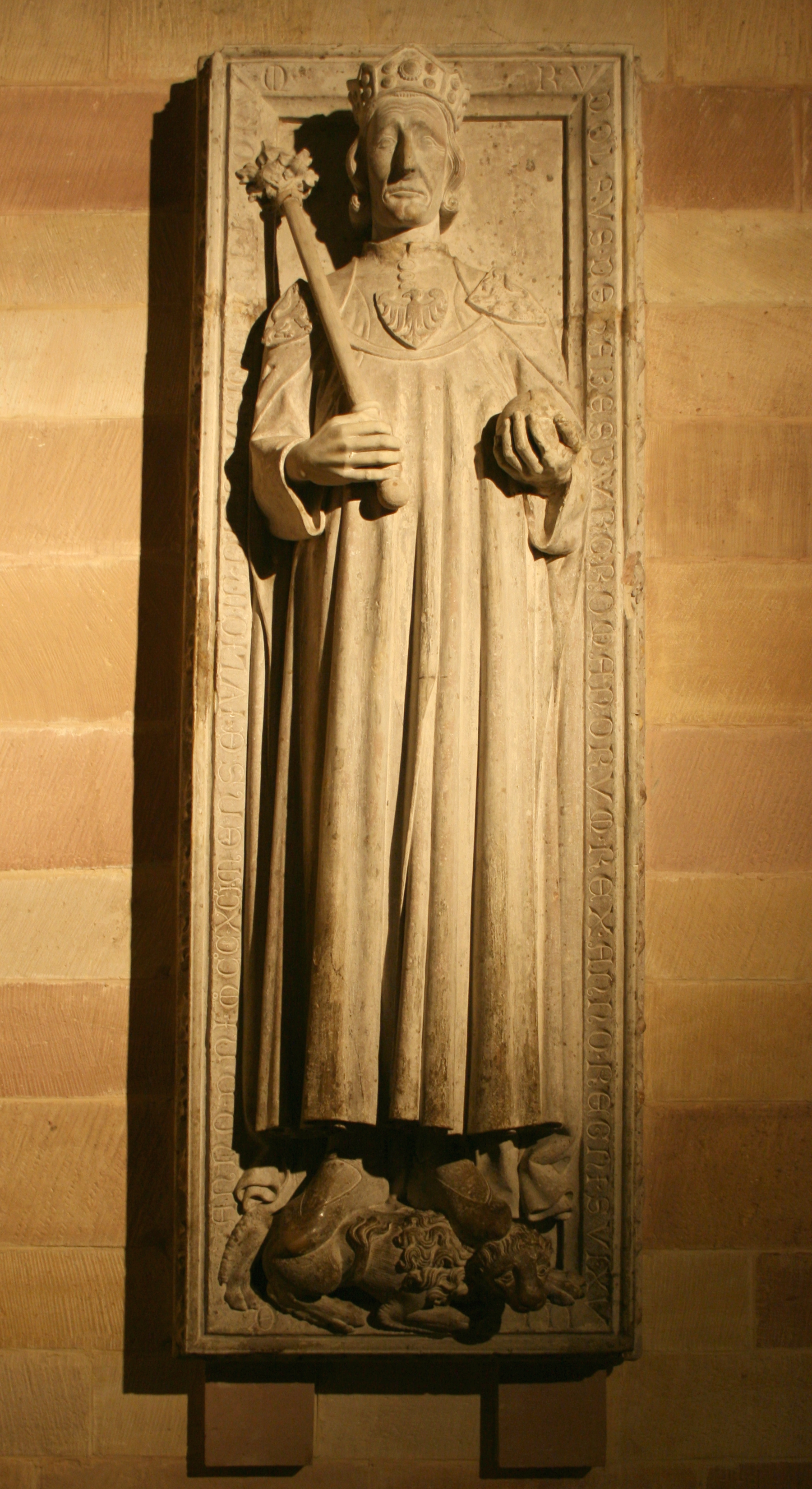
Lápida con la efigie de Rodolfo I de Habsburgo (1273-1291), rey de Romanos, en su tumba en la Catedral de Espira.

La elección de Rodolfo de Habsburgo impulsó una reacción gibelina en el norte de Italia que enfrentó a Carlos de Anjou con Génova, Pavía, Mantua, Verona y Milán y que puso de manifiesto de nuevo la inestabilidad política. Pero los pontificados de Gregorio X y Nicolás III se caracterizaron por una tendencia contemporizadora en las luchas de güelfos y gibelinos que favoreció el regreso de los exiliados a sus ciudades. Nicolás III frenó las ambiciones del rey siciliano en el norte de Italia al revocarle en 1278 su posición como senador de Roma y como vicario imperial en Toscana; incluso le comprometió a renunciar a las signorie de las ciudades italianas. De esta forma, el papa buscaba un equilibrio de poder entre Rodolfo de Habsburgo y Carlos de Anjou. Al morir Nicolás III, el rey Carlos de Anjou aseguró la elección de Martín IV (1281-1285), que tuvo una actitud progüelfa y antialemana, que desbarató la paz entre güelfos y gibelinos.
Rodolfo de Habsburgo se apresuró a nombrar un vicario imperial que impulsara a los gibelinos; Pisa, San Miniato, San Gimignano y Pescia le prestaron homenaje, pero no fue admitido en las ciudades güelfas. Mientras, fracasaba una revolución gibelina en Siena en julio de 1281, y en Florencia se implantó el sistema republicano mediante el apartamiento de la nobleza en 1292, transformación que se transmitió a otras ciudades toscanas como Lucca, Pistoya, Siena o Arezzo. Un pequeño ejército angevino invadió Piamonte en mayo de 1281 pero fue derrotado por el marqués de Saluzzo en Borgo San Dalmazzo, lo que supuso la práctica expulsión angevina del Piamonte, aunque los güelfos batieron a los gibelinos en Campaldino en 1289.
En Lombardía, aún proseguía el estado de guerra a causa de la disputa entre los Torriani y los Visconti, que polarizó a los numerosos señores de las ciudades, que tomaron partido de forma cambiante por uno y otro bando. En 1273 el rey de Romanos había designado vicario imperial a Napoleón della Torre de Milán, pero el arzobispo Otón Visconti obtuvo el gobierno de Milán tras vencer a su rival el vicario en la batalla de Desio en 1277. La derrota de los Torriani en Vaprio el 25 de mayo de 1281 frente a los Visconti mantuvo la hegemonía de los gibelinos, que reconocieron la soberanía de Rodolfo de Habsburgo. En 1287 a Otón Visconti de Milán le sucedió su sobrino nieto Mateo, cuya posición reconoció el rey de Romanos Adolfo de Nassau (1292-1298) al otorgarle el vicariato imperial en 1294. después confirmado por Alberto I de Habsburgo (1298-1308), No obstante, tal posición no estaba asegurada y una coalición de Cremona, Piacenza y Pavía expulsó a Mateo Visconti de Milán en 1302; los Torriani recobraron el poder en la ciudad.

## Enrique VII de Luxemburgo

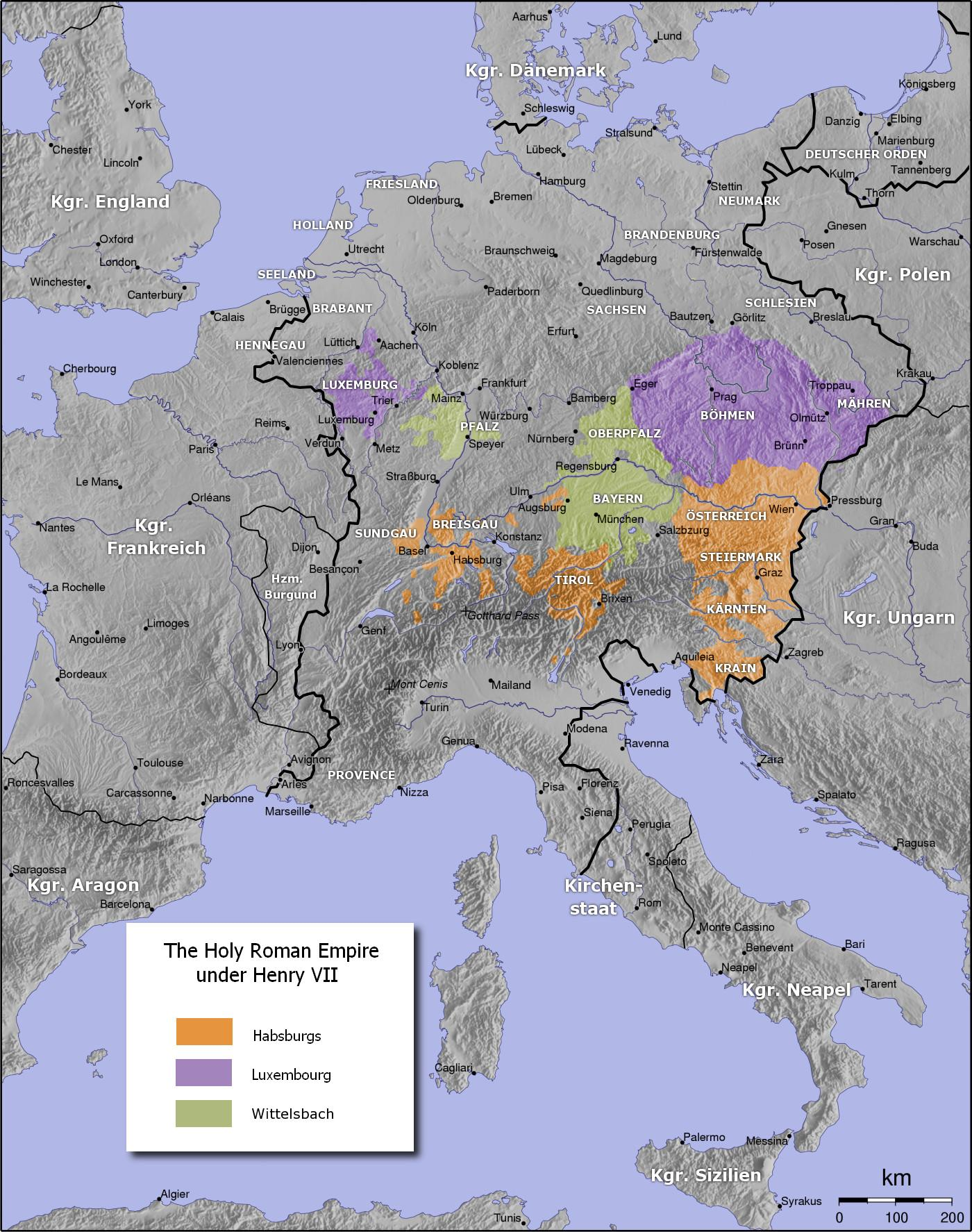
Mapa del Imperio en época del emperador Enrique VII (1308-1313).

La expedición (Romzug) del rey de Romanos Enrique VII de Luxemburgo (1308-1313) a Italia entre 1310–1313 para ser coronado emperador y recobrar sus derechos imperiales en Italia, contó con el beneplácito del papa Clemente V —que había establecido la sede papal en Aviñón—, pues también pretendió pacificar y reconciliar a las facciones güelfas con las gibelinas.
Enrique VII apareció en Italia en octubre de 1310. Inicialmente la expedición fue exitosa, pues los regímenes güelfos se habían mostrado cooperativos y se había posibilitado el regreso de los exiliados a sus ciudades. Enrique de Luxemburgo designó a vicarios imperiales y podestàs en las ciudades para encargarse de los gobiernos comunales, pero que no actuaron de forma imparcial. En Milán, el emperador se vio envuelto en las querellas de los güelfos, encabezados por Guido della Torre y gibelinos, encabezados por Mateo I Visconti, y como los güelfos habían empeñado la corona férrea, tuvo que ser coronado con una nueva en la Epifanía de 1311. Unas semanas después designó al conde Amadeo V de Saboya como vicario general de Lombardía y reclamó una contribución de 300 000 florines anuales entre las ciudades, lo cual inició la rebelión en febrero. Desde Milán, gobernado por los güelfos Torriani, las ciudades güelfas la extendieron por Lombardía. Necesitado de apoyos tanto financieros como militares, los buscó en señores locales: en Milán se produjo la expulsión de los della Torre y el rey de Romanos aceptó el retorno al poder milanés del gibelino Mateo Visconti vendiéndole el título de vicario imperial en julio de 1311, algo que también hizo a güelfos oportunistas como Riccardo da Cammino de Treviso en mayo de 1311. El rey de Romanos, con el apoyo de los gibelinos, sometió a las ciudades de Cremona y Brescia, y obtuvo la sumisión de Parma, Vicenza, Plasencia y Padua; pero el éxito pírrico en el sitio de Brescia de mayo a septiembre de 1311, reveló la precariedad militar y financiera de Enrique de Luxemburgo. Y el papa Clemente V, ante la presión del rey Felipe IV de Francia y de los güelfos, dio apoyo a la oposición güelfa. Tras mantener una Dieta imperial en Pavía en octubre de 1311, fue recibido favorablemente en Génova, que admitió un vicario imperial, Uguccione della Fagginola; y por su apoyo, Cangrande della Scala fue reconocido vicario imperial de Verona en 1311 y de Vicenza en 1312. Por mar se trasladó a Pisa, pero la revuelta se reinició en Lombardía con apoyo florentino en Lodi, Reggio, Cremona, Piacenza, Parma, Pavía, Padua, Brescia, Treviso y Asti; pero Enrique VII contaba con el apoyo de Mateo Visconti y de Cangrande della Scala, y designó al conde Werner de Homburgo como capitán general en puesto del vicario general para dirigir la acción militar.
De Pisa se trasladó a Roma, donde tuvieron que luchar con las tropas napolitanas, pero logró ser coronado emperador en junio de 1312. Después partió para Toscana, y sometió Perugia y ciudades toscanas, pero el asedio de Florencia fracasó. Contando con la oposición del papa Clemente V, que apoyaba al rey Roberto I de Nápoles, legado papal, el emperador convocó una Dieta en Pisa, a la que no que asistió el rey napolitano, feudatario suyo por Provenza, que fue declarado enemigo del Imperio y depuesto. El emperador marchó hacia Roma para expulsar de allí a los napolitanos, pero la muerte le sobrevino por malaria en Buonconvento, cerca de Siena, en agosto de 1313.

## Política urbana en los siglosXIVyXV

### El sistema señorial y republicano

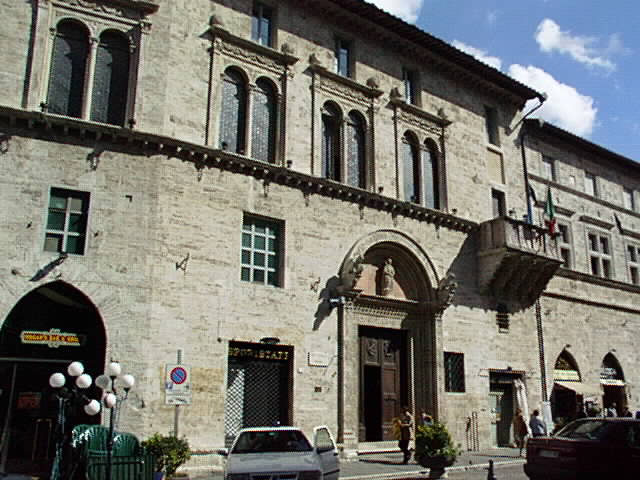
Palazzo del Capitano del Popolo en Perugia.

Las comunas del siglo XIII habían llegado a estar dominadas de forma creciente por los conflictos de la nobleza, que controlaba sus gobiernos, pero esto significaba un perjuicio a los intereses económicos. Ante esta situación había surgido dentro de las comunas el movimiento del popolo, asociaciones de no nobles pero que habían ganado riqueza y que deseaban un orden cívico que finalizase los violentos conflictos partidistas y la obtención de una variedad de concesiones de la nobleza.
En aquellas comunas donde la nobleza no monopolizaba toda la riqueza y donde el desarrollo del comercio, industria y finanzas había creado una compleja estructura social, las oligarquías nobiliarias existentes aceptaron llegar a acuerdos con la rica burguesía mercantil o los profesionales del Derecho, de modo que formaron el gobierno republicano. En este caso, a menudo contra el trasfondo de algún desastre, como una derrota en guerra, llegó a ser normal establecer un concejo del popolo bajo el capitano del popolo al lado del viejo concejo de la comuna bajo su podestà, como un elemento consultivo en el que era ahora denominado el gobierno del la comuna y el popolo; el podestà se encargaría de la administración mientras el capitano del popolo del orden público. Por ejemplo, en Milán tras la derrota de Cortenuova (1237) los plebeyos ante el temor de represalias de la nobleza, nombraron a Pagano della Torre como capitano del popolo para gobernar junto con el podestà, o en Florencia una rebelión popular en 1250 sometió a la nobleza gibelina y nombraron un capitano del popolo para gobernar junto con el podestà y un consejo de doce ancianos.
El hecho que el popolo ganara autoridad pública, no supuso que la nobleza perdiera su papel preponderante, y de hecho la legislación antinobiliaria tuvo carácter excepcional, pero la autoridad civil del podestà chocaba con la autoridad militar del capitano del popolo, y cuando el popolo se mostró incapaz de solucionar el problema del orden público, entonces al titular de una elevada magistratura cívica (podestà, capitano del popolo, anziano della credenza,...), que era un órgano de la comuna o creado expresamente para superar una situación difícil, le fue otorgado unos poderes extraordinarios, ya que lo que ofrecían era la esperanza de eliminar la anárquica violencia civil por el ejercicio de una fuerza superior. Pero esos poderes extraordinarios no eran para un breve periodo de unos meses, sino para cinco o diez años, o vitaliciamente, con lo que el signore tuvo los medios para consolidar su poder personal. De las instituciones comunales, que ya dominaban y manipulaban, los signori obtenían la legitimidad de sus títulos y acumulaban magistraturas, como por ejemplo, Mastino I della Scala, quien fue elegido podestà de Verona en 1259 y capitán del pueblo en 1262, pero también obtenían la autoridad para controlar las comunas "de acuerdo a su propia voluntad", ejercer poderes extraordinarios y el derecho a transmitir esta concesión a sus sucesores escogidos; hasta llegar a la elección del señor como gobernante hereditario, y de esta manera se formaron dinastías locales como los Visconti en Milán, los Gonzaga en Mantua, los Este en Ferrara, los della Scala en Verona, o los Carrara en Padua. Bajo los nuevos regímenes, los concejos de las comunas y el popolo aún permanecieron, pero su papel era limitado a tareas administrativas menores o a una aprobación formal de las decisiones políticas del los signori; esencialmente, todo lo que permaneció del viejo sistema comunal era su servicio administrativo, un núcleo de expertos notarios quienes mantenían el mecanismo de gobierno en funcionamiento. Mientras tanto, a cambio de su poder absoluto, los signori restauraron o crearon armonía dentro de las clases superiores de las ciudades y reconciliaron los intereses del popolo y la nobleza. Sin embargo, su posición no era en absoluto estable, a expensas de la protección de sus tropas mercenarias, de la fidelidad de su facción y familiares, del poder de los exiliados o de revueltas urbanas. Por tanto, el éxito en el acceso y extensión de poder de los signori en varias ciudades requería alianzas de conveniencia entre güelfos y gibelinos, así por ejemplo, los gibelinos Visconti eran güelfos en Romaña, mientras los güelfos Estensi encabezaron a gibelinos en Romaña.

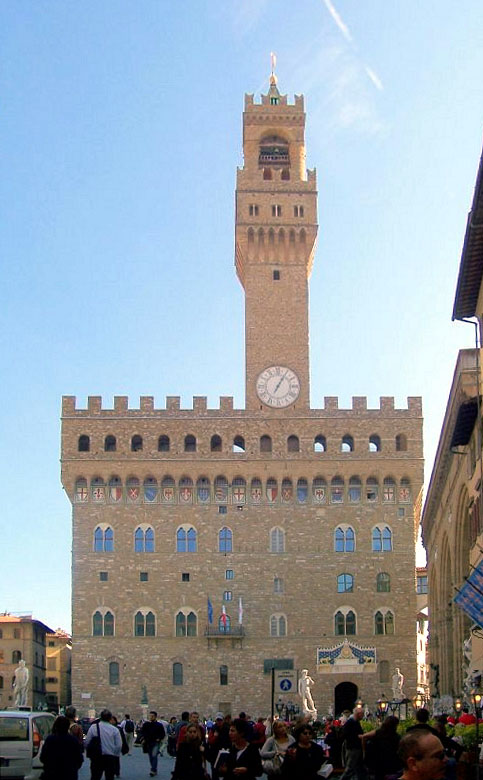
Palazzo Vecchio en Florencia.

El Gran Interregno favoreció la difusión de los signori en el norte de Italia: Lombardía, la marca trevisana, en la Romaña y la marca de Ancona; pero ciudades de Umbría y Lacio, el papado pudo prevenir su establecimiento. En Piamonte, como era un territorio feudalizado, se desarrollaron las señorías sujetas a la suzeranía de los grandes potentados locales: el príncipe de Acaya y señor de Piamonte, el marqués de Montferrato, y el marqués de Saluzzo, junto con el conde de Saboya, la casa de Anjou, y el señor de Milán.
No obstante, durante el siglo XIV hubo partes sustanciales de Italia permanecieron fuera del control de signori, así en Toscana las señorías fracasaron y la expansión territorial de la republicana Florencia impidió la extensión del gobierno señorial. Las repúblicas como gobierno oligárquico de los mercaderes ricos y gremios poderosos sobrevivieron en parte porque era fácil para los signori dominar una sociedad consistente en terratenientes, artesanos y trabajadores rurales que apoderarse del control de una oligarquía patricia de banqueros y comerciantes, que permanecía unida al menos en su búsqueda de ventaja comercial, lo que ayudaba a asegurar la preservación del orden público y a rechazar de cualquier individuo o familia buscando la dominación política, aunque tenían que hacer frente a las revueltas de los excluidos del gobierno (popolo minuto) como las de Siena de 1368 y 1385 o la de los Ciompi en Florencia de 1378.

### Los vicarios imperiales
El vicariato imperial era un cargo que nombraba el emperador para que en caso de su ausencia o impedimento, el vicario tomase las riendas del gobierno con autoridad para ejercer derechos soberanos como representantes del emperador, sin prejuicio que el rey de Romanos era por derecho el vicario general del Imperio. Los vicarios imperiales de Italia representaban al emperador en vida e incluso después de muerto, recibían el homenaje de los vasallos, arbitraban en sus diferencias, y ejercían autoridad soberana dentro de su vicariato. Existían vicarios ordinarios del Imperio, denominados condes palatinos del sacro palacio de Letrán (comes palatinus sacri Lateranensis palatii) —o simplemente conde palatino (comes palatii)—, que eran jueces de tribunal y se encargaban de defender los derechos del emperador con autoridad para actuar durante la ausencia el emperador en asuntos legales y judiciales, como crear notarios y jueces, legitimar bastardos, asignar tutores a menores, e incluso para otorgar doctorados universitarios.
Pero los soberanos del Imperio designaron también vicarios para todo el reino italiano o para un ámbito territorial específico. Así Otón III estableció al marqués Hugo de Toscana como vicario en Italia, Federico II a Tomás I de Saboya como vicario en Romaña o al conde Gevehard de Sajonia como vicario en la marca de Italia. Rodolfo de Habsburgo creó dos vicarios para Italia: Rodolfo Hohence y Pinzival Flise, y a Juan d'Axenes vicario de Toscana. Adolfo de Nassau designó a Jean de Chablais para recoger beneficios en el reino de Italia. En 1311 Enrique VII designó vicario general en Lombardía al conde Amadeo V de Saboya con la intención de renovar el gobierno imperial en Italia de forma directa.
Durante el siglo XIV los signori buscaron legitimación de su poder a través de obtener autorización del emperador para actuar como vicarios sobre los territorios que sus familias habían obtenido el gobierno, y así hallarse investidos de poderes autocráticos por una autoridad superior. De esta forma, los signori aparte del derecho a gobernar que les había delegado y conferido la comuna urbana, le añadieron el prestigio de un título emanado del emperador. Pero fue el vicariato de la casa de Saboya el que mantuvo una posición permanente. Propiamente el territorio saboyano no era un territorio italiano, de hecho perteneció al Arelato hasta 1361, antes de que el emperador confiara el vicariato del reino de Arlés al Delfín de Vienne, hijo del rey de Francia. En 1365 el emperador Carlos IV designó al conde Amadeo VI de Saboya como vicario imperial en sus territorios heredados del condado de Saboya, en las diócesis de Tarentaise, Maurienne, Belley, Ginebra, Lausana, Sion, Aosta, Ivrea y Turín, y en parte de las diócesis de Lyon, Mâcon y Grenoble. En el año 1376, Carlos IV revocó el oficio del vicario de Saboya, pero en 1416 Segismundo de Luxemburgo ascendió el condado a ducado, y en 1422 renovó el vicariato imperial que fue ampliado por los emperadores Maximiliano I y Fernando II a las diócesis de Lyon, Mâcon y Grenoble y a los territorios obtenidos del marquesado de Montferrato tras la tratado de Ratisbona (1630); en tanto que tales territorios estaban sujetos al Imperio y los vasallos debían redirle vasallaje en nombre del Imperio y llevar sus apelaciones al tribunal del duque de Saboya. Los duques de Saboya asumieron el vicariato imperial de forma perpetua como intermediario entre el emperador y otros príncipes en el Reichsitalien. Sin embargo, el vicariato imperial de Saboya no estaba contemplado en la Bula de Oro de 1356, por lo que en caso de vacancia imperial los asuntos de Italia recaían en los vicarios generales del Imperio: el elector palatino y el de Sajonia.

### La formación de los principados territoriales italianos
Durante los siglos XIV y XV, la fragmentación e inestabilidad del periodo comunal derivó en la formación de divisiones políticas más estructuradas y coherentes y con mayor amplitud territorial, esto es, las ciudades más poderosas se aseguraron el control de sus vecinas. La desaparición del gobierno comunal en beneficio de los signori provocó que fueran desapareciendo también las milicias comunales con las que las ciudades habían defendido sus libertades, con lo que se hicieron necesarias las tropas mercenarias para sumarse o reemplazar a las milicias ciudadanas. Los Estados italianos emplearon estas tropas mercenarias, pero no reclutando individualmente, sino estableciendo un contrato (condotta) con un particular (condottiere), quien era el encargado de aportar una mesnada de varios miles de soldados en tiempo de guerra.
En la formación de estos nuevos Estados, estos no eran más que el agregado de antiguas comunas que quedaban subordinadas a una ciudad dominante ya fuera de régimen señorial o republicano, de forma que esta nueva situación política no alteró sustancialmente la naturaleza del antiguo orden territorial. Una ciudad dominante como Milán, desarmó pero no disolvió las instituciones municipales de las demás ciudades subordinadas, con lo cual, pese a cambiar el estandarte y la guarnición, la vida municipal de estas ciudades subordinadas no se vio profundamente alterada; y en el caso de Florencia, esta ciudad nombraba a florentinos en los puestos de gobierno de sus núcleos urbanos subordinados. Las viejas comunas con su contado fueron transformadas en provincias del nuevo Estado, en donde la ciudad era la capital de la provincia. También sucedió que estos nuevos Estados no solo se gestaron en torno a un gran centro urbano, sino a la figura de un señor, como ocurrió en Piamonte, donde la adquisición territorial no se hacía sobre ciudades con un contado definido, sino sobre castillos, señoríos feudales o pequeños núcleos urbanos.

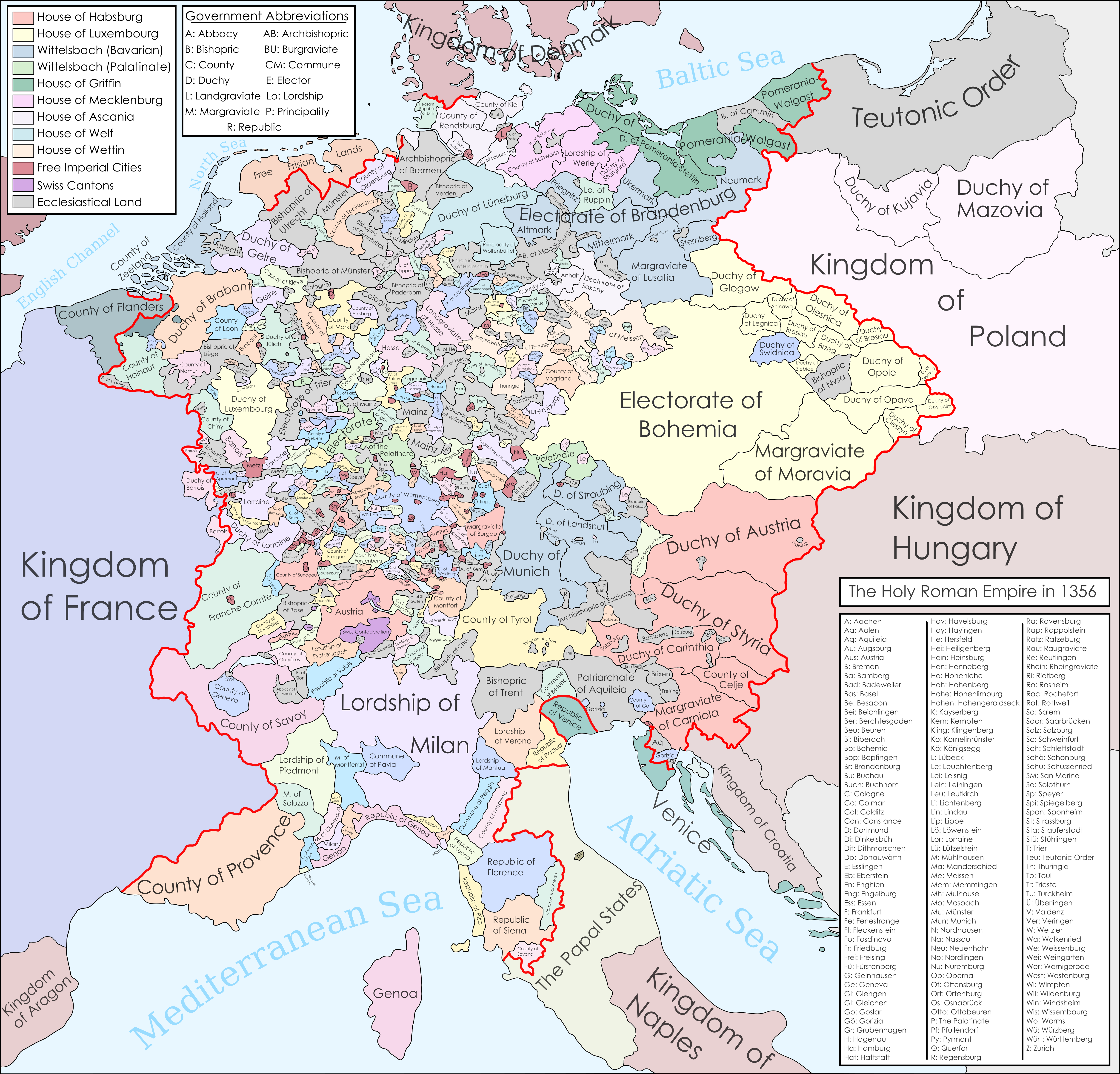
El reino de Italia dentro del Imperio en 1356.

La formación de los Estados territoriales dio como resultado en el siglo XV a los siguientes territorios:
En Piamonte, la casa de Saboya en sus bases de Maurienne, Turín, Susa y Tarentaise, se había configurado en un poder dominante al extenderse a lo largo del siglo XIV por Italia y el Arelato: Aosta, Bresse, Faussigny, Gex, Vaud, Bugey, Valromey, Condado de Niza, Ventimiglia, Trenda, Beuil, Villafranca, Barceloneta, Genovesado, Vercelli, los territorios angevinos piamonteses denominados condado de Piamonte, cedidos por Luis I de Anjou a Amadeo VI de Saboya, a los que se añadieron en 1418 los territorios del señorío de Piamonte que revirtieron de la rama colateral de Saboya-Acaya. Vecinos a Saboya, la casa de los Aleramici estaba dividida entre los marquesados de Saluzzo, Incisa y Montferrato, en esta última, desde 1305 con una rama colateral de los Paleólogo. Génova poseía en la tierra firme la costa ligur desde Ventimiglia hasta Sarzana.
El Milanesado, entre el río Sesia y el Adda, señorío de los Visconti, fue elevado a ducado en 1395 por el rey de Romanos Wenceslao de Luxemburgo. El ducado comprendía los territorios de Milán, Pavía, Lodi, Cremona, Parma, Plasencia, Alejandría, Tortona, Novara, Como, Bellinzona, el condado de Anghiera, Gera d'Adda y llegó a extenderse entre el Sesia, los Alpes, el Brenta y el Po, y también a Siena y Pisa, y territorios pontificios como Bolonia. Al este limitaba con Venecia, que desde sus bases en el Dogado —la laguna y el litoral adriático entre el río Piave y Adigio— se expandió hacia el Adda tras arrabatar la marca trevisana —con las ciudades de Cadore, Belluno, Feltre y Treviso— a los della Scala en 1387, y el territorio de Padua, Vicenza y Verona a los Carrara en 1405, a lo que se añadió Friul en 1421, lo que le permitió controlar el acceso a Italia oriental desde Alemania.
En Mantua el emperador Luis IV confirmó en 1329 a la casa Gonzaga el vicariato imperial. Un año después de haberles concedido la dignidad de príncipes del Imperio, el emperador Segismundo de Luxemburgo elevó Mantua a un marquesado en 1433, y en 1530 fue elevada a ducado por el emperador Carlos V. La Casa de Este gobernaba en Módena, Reggio, Ferara, y el Polesino y Borso de Este obtuvo de Federico III el título de duque de Módena y Reggio y conde de Rovigo (1452) al que Paulo II añadió el de duque de Ferrara (1471).
En Toscana, la república de Florencia logró someter a Pisa, Volterra, Arezzo, Liorna y Pistoya. Vecina a ella estaban el señorío de Piombino —elevado a principado en 1594 por el emperador Rodolfo II—, y las repúblicas de Lucca y de Siena. Más al sur, los Estados de la Iglesia comprendían desde Bolonia a Terracina y desde Ancona a Civittavecchia, e incluían la Romaña, la marca de Ancona, el ducado de Espoleto y el Patrimonio de San Pedro, más la ciudad de Benevento.
Otros pequeños territorios eran la señoría de Mónaco en poder de los Grimaldi. Los Malaspina detentaban el marquesado de Massa y el señorío de Carrara, convertidos en 1568 en principado de Massa y marquesado de Carrara por el emperador Maximiliano II, en 1633 en ducado de Massa y marquesado de Carrara por el emperador Fernando II. y en 1663 en ducado de Massa y principado de Carrara por el emperador Leopoldo I. La familia Pico gobernaba el señorío de Mirandola y condado de Concordia, finalmente convertido en ducado de Mirandola y marquesado de Concordia en 1619 por el emperador Fernando II.

## La decadencia imperial en los siglosXIVyXV
A lo largo del siglo XIII se produjo la pérdida de tierras y rentas reales en donaciones en favor de la alta nobleza ante la necesidad de apoyos de los soberanos alemanes, pero esto socavó la posición del monarca como suzerano feudal. El intento por parte de Rodolfo I de Habsburgo para recuperar tales concesiones fue infructuoso, y los restos fueron finalmente alienados por Carlos IV de Luxemburgo. En cada nueva elección el aspirante a rey de Romanos debía asegurarse los votos renunciando propiedades y derechos reales, lo cual supuso la pérdida de patrimonio e ingresos reales y el enriquecimiento de los príncipes a costa del soberano. Además, la imposición de la paz pública hacía tiempo que la habían perdido los emperadores, porque el Imperio ya no poseía funcionarios que interviniesen en la jurisdicción de ciudades y señoríos territoriales, de modo que Alemania se encontró a merced de las luchas entre los príncipes territoriales, ligas de ciudades y ligas de caballeros, mientras que el emperador quedaba limitado a ejercer una autoridad efectiva en sus propias tierras hereditarias.
Desde mediados del siglo XIII la ausencia habitual de los reyes de Romanos y emperadores en la Italia imperial, al norte del patrimonio papal, confirmó que el poder político efectivo descasaba en las repúblicas urbanas y las señorías. El emperador permaneció como la última fuente de legitimidad legal, siéndole reconocidos sus supremos poderes jurisdiccionales, pero no poseía la capacidad de ser un poder político activo: era el supremo soberano pero de forma teórica más que práctica. El derecho romano —revivido por el emperador Federico I y la escuela de Bolonia y que había impregnado el derecho común italiano (ius commune)— contribuyó a ello: el soberano del Imperio, como Romanorum Rex semper Augustus o Romanorum imperator semper Augustus estaba considerado como sucesor de los emperadores romanos como Justiniano, y de esta manera como princeps del derecho romano.
En la realidad del entramado político italiano, la posición del emperador (o el rey de Romanos) se evidenciaba al ser requerido por las repúblicas urbanas y signori para obtener una concesión imperial de jurisdicción: las repúblicas urbanas buscaban confirmación de libertades, y los signori legitimar sus regímenes o romper sus vínculos constitucionales con la comuna. Así, después del Interregno, Rodolfo de Habsburgo vio la dificultad de reducir a la obediencia a las ciudades italianas y resolvió extraer dinero vendiéndoles libertades: Florencia la compró por 6000 forines de oro, Siena por 10 000 ducados y Lucca por 12 000 ducados, entre otras. Y cuando Carlos IV bajó a Italia en 1355, evidenció que la autoridad imperial aún existía y era válida, pues las repúblicas urbanas compraron y obtuvieron del emperador los privilegios que confirmaran sus libertades, y así Florencia pagó 100 000 florines, lo que suponía el reconocimiento de la superioridad formal de la jurisdicción imperial; pero también las peticiones de vicariatos de los regímenes señoriales manifestaron también la validez de la jurisdicción imperial en Italia. La campaña de Carlos IV en Italia de 1368 prosiguió esta tendencia. La ruptura de los orígenes democráticos de los signori debía ser sancionada y legitimada por los emperadores, lo que alteró la base del poder político de las ciudades italianas, pues se liberó a estos gobernantes de posibles restricciones populares, pues la investidura imperial no podía ser anulada por la comuna, y de esta manera se les proporcionó libertad de acción para desarrollar sus ambiciones dinásticas en una expansión territorial cuya consecuencia era la guerra con otros territorios italianos, y que supuso un factor importante en la consolidación del poder señorial. El proceso culminó con el rey de Romanos Wenceslao de Luxemburgo al garantizar un ducado imperial a Gian Galeazzo Visconti en 1395. Esta concesión de jurisdicción fue considerada tan legítima tanto en Alemania, en donde los electores renanos lo consideraron una razón fundamental para deponer al rey de Romanos en 1400, como también en Italia, en donde se elevó a los Visconti a un nivel de magnificencia sobre los otros signori que eran simplemente vicarios. Este ennoblecimiento sería continuado por el emperador Segismundo de Luxemburgo al designar a Amadeo VIII de Saboya como duque de Saboya en 1416, y a Gianfrancesco Gonzaga como marqués de Mantua en 1433; y también por el emperador Federico III al designar en 1452 a Borso de Este como duque de Módena y Reggio. Estas investiduras prosiguieron con los emperadores sucesivos y ratificaron los principados territoriales hereditarios.
Estas concesiones imperiales de jurisdicción servían para incrementar la autoridad local del destinatario pero sin dar al emperador ninguna influencia ya que no podía estipular cómo debía ser empleado tal poder jurisdiccional ni limitar el poder del beneficiario; a pesar de eso, el soberano imperial participaba en esta venta de títulos por los ingresos que recaudaba. Con lo cual, la validez de la jurisdicción imperial configuraba el papel del emperador como autoridad suprema no para gobernar sino para legitimar, ya que el emperador avalalaba y respaldaba los títulos feudales.

## Intervenciones imperiales en Italia en los siglosXIVyXV

### Luis IV de Baviera

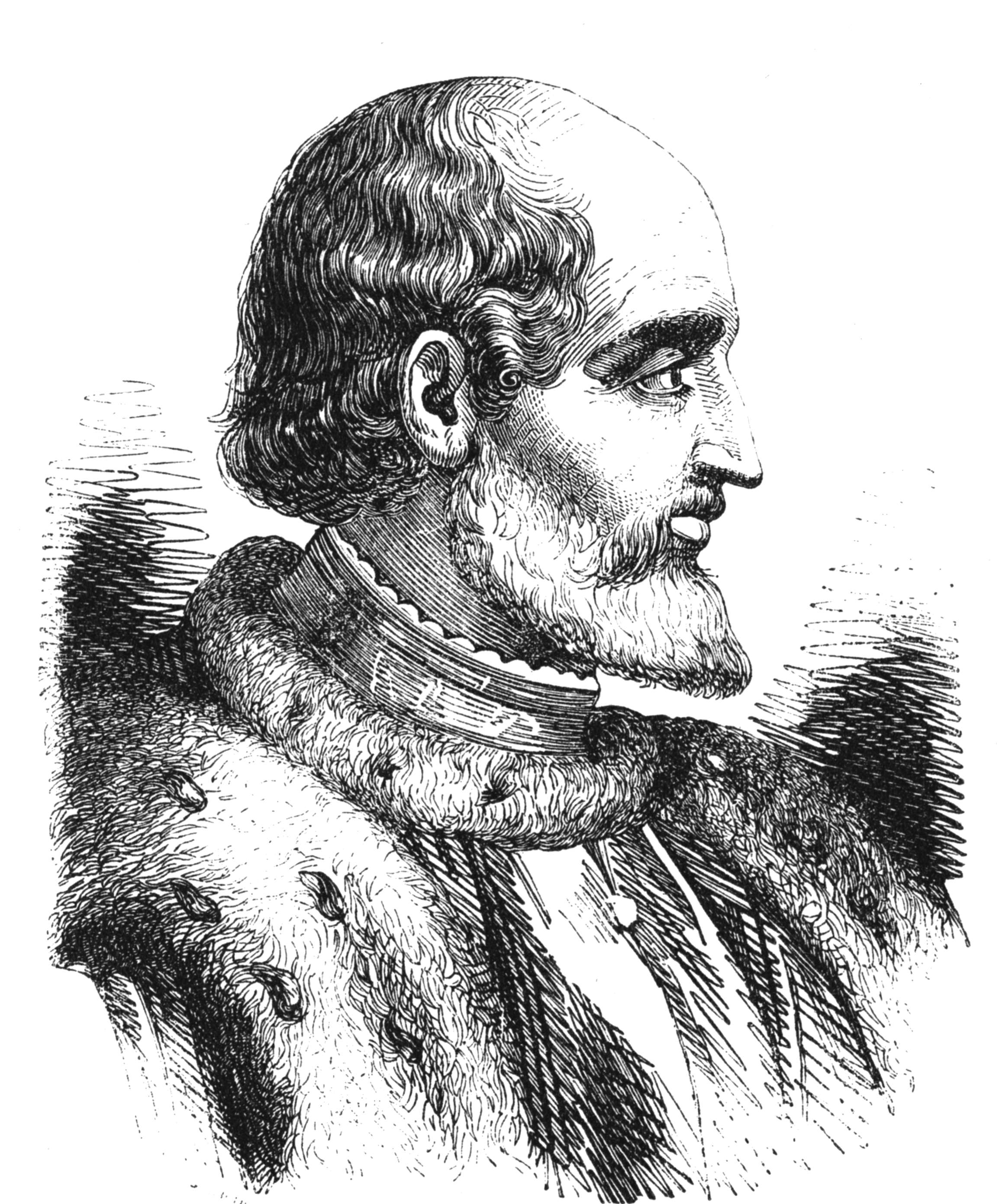
Mateo Visconti el Grande en una ilustración de Grande illustrazione del Lombardo-Veneto... Milano, Corona e Caimi Editori, 1858.

Tras el fallecimiento del emperador Enrique VII, el papado se atribuyó la autoridad en el Imperio a falta del emperador. Clemente V (1305–1314) nombró al rey Roberto I de Nápoles vicario imperial para Italia en 1314, que fue renovado por el papa Juan XXII (1316–1334) en 1317. Mientras tanto en Alemania se produjo una guerra civil por la doble elección entre Luis IV de Baviera y Federico de Habsburgo, pero ambos reyes de Romanos también intervinieron en Italia: en 1315 Luis de Baviera nombró vicario general en Italia a Juan de Belmont en apoyo de los Visconti de Milán; y por su parte Federico de Habsburgo confirmó el vicariato imperial a Cangrande della Scala en Verona en 1317, ante lo cual, Treviso y Padua reconocieron en 1319 la autoridad de Federico de Habsburgo para así frustrar las ambiciones territoriales de Cangrande della Scala.
En Toscana el fallecimiento del emperador Enrique animó a Florencia y las ciudades güelfas a tomar venganza sobre la gibelina Pisa, pero esta ciudad contrató a la caballería imperial al mando de Uguccione della Fagginola, entonces vicario imperial de Génova, quien rechazó a una coalición compuesta de florentinos, güelfos toscanos y del ejército napolitano del rey Roberto de Nápoles, en Montecatini (1315). Se produjo una aproximación entre el rey Roberto de Nápoles y el rey de Romanos Federico de Habsburgo, que posibilitó una paz entre guelfos y gibelinos en Toscana: Pisa y Lucca hicieron la paz con Florencia y con los napolitanos, Pisa recobró su independencia, y en Lucca Castruccio Castracani llegó a ser capitán del pueblo y en 1320 señor de la ciudad, donde fue reconocido vicario imperial por Federico de Habsburgo. En Lombardía, los esfuerzos del rey napolitano y los güelfos lombardos, encabezados por los Torriani, se dirigieron contra los gibelinos Visconti, señores de la ciudad, pero los güelfos fueron derrotados en Pavía (1315) y Mateo Visconti pudo apoderarse de Tortona, Alejandría, Pavía, Como, Tortona, Bérgamo y Plasencia, logrando llevar a éxito al partido gibelino. Mientras Cangrande della Scala, señor de Verona, lograba el éxito gibelino en la marca trevisana, al expandirse por Feltre, Belluno, Cividale, Padua y Treviso. Además, en Ferrara fue expulsado el rey Roberto de Nápoles en 1317, tras nueve años como vicario del papa, y fue llamado Obizzo III de Este al poder, lo que produjo un enfrentamiento con el papa.
En Génova los güelfos alcanzaron el poder e hicieron señor a Roberto de Nápoles, cargo que ostentó hasta 1335. El asedio gibelino a Génova de 1318 no tuvo éxito y el papa Juan XXII contraatacó en 1320 enviando contra Visconti una infructuosa expedición a cargo de Felipe de Valois y una cruzada dirigida por el legado papal Bernardo del Poggetto (Bertrand du Poïet). En 1322 el papa convenció a Federico de Habsburgo para que llevara a cabo una expedición contra Milán, y este envió a su hermano Enrique en una breve campaña en Brescia, pero fue disuadido de que no debía luchar contra los gibelinos, quienes eran precisamente los partidarios del Imperio. Mateo Visconti abdicó y falleció en junio de 1322 y le sucedió su hijo Galeazzo. Y poco después, Luis de Baviera venció a Federico de Habsburgo en Mühldorf en septiembre de 1322, quedando como único rey de Romanos.
En Milán Galeazzo Visconti se mantuvo en una posición insegura frente a los envites y progresos del legado papal Bernardo del Poggetto, pero salvó su situación gracias a la ayuda de Luis de Baviera, quien nombró en 1323 a Berthold von Neiffen, conde de Marstetten, como vicario general para Italia. Esto le valió a Luis de Baviera la excomunión y su deposición por el papa en marzo de 1324, con lo que el rey de Romanos decidió embarcarse en la campaña de Italia para obtener una posición ventajosa sobre el papa.
En Milán, Visconti recuperó las posiciones perdidas ante el legado papal, y Cangrande della Scala y Obizzo de Este paralizaban a Bernardo del Poggetto en Romaña en Monteveglio en 1325. En Toscana la posición dominante de los gibelinos la asumió Castruccio Castracani, señor de Lucca y reconocido como vicario imperial en 1324, que emprendió la guerra contra los güelfos. Consiguió la señoría de Pistoya (1325) y la derrota de Florencia, de sus aliados güelfos y de los mercenarios franceses en el castillo de Altopascio en mayo de 1325, que junto con la derrota de la güelfa Bolonia frente a la gibelina Módena en Zappolino, seis meses después, mantuvo activo el gibelinismo tanto en Toscana como en Romaña, y a los güelfos a la defensiva.

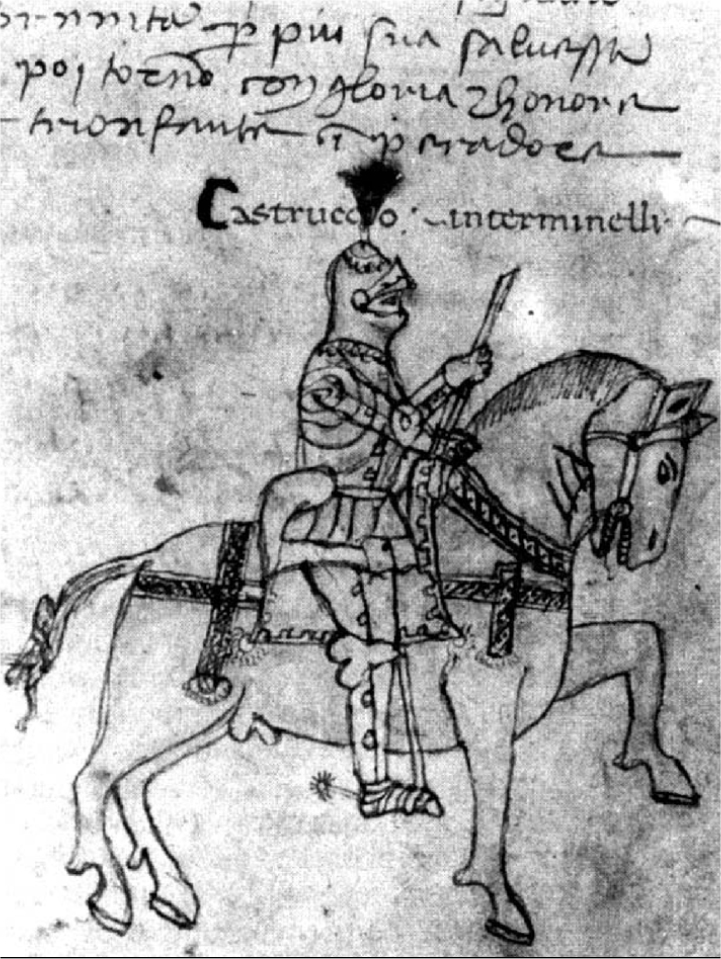
Castruccio Castracani, Biblioteca Statale de Lucca

Luis emprendió en 1327 una expedición a Italia para extraer tributos y para apoyar a los gibelinos, entre ellos Galeazzo Visconti de Milán, Castruccio Castracani de Lucca, Pasarino de Bonaccolsi de Mantua, Obizzo de Este de Ferrara, Cangrande della Scala de Verona o Federico II de Sicilia. Entró en Lombardía y recibió en Milán la corona férrea en Pentecostés, pero un mes después, depuso a Galeazzo Visconti acusándolo de tratar con la corte de Aviñón y con los angevinos. El rey de Romanos siguió camino de Toscana contando con el apoyo de Castruccio Castracani, quien mantuvo a la defensiva a los güelfos y logró someter la ciudad de Pisa, por lo que el rey de Romanos le nombró vicario imperial en Pisa en marzo, y duque de Lucca en noviembre, junto con Pistoya, Volterra y Lunigiana; y además, Luis de Baviera nombró a gibelinos como vicarios imperiales en Verona, Ferrara y Mantua. Luis, que estaba excomulgado, prosiguió camino de Roma y con apoyo de los Colonna se coronó emperador (1328) y estableció al antipapa Nicolás V (1328-1330). Castruccio regresó a Toscana para derrotar de nuevo a sus enemigos güelfos pero murió inesperadamente de fiebre. Sin este apoyo, y con escasez de tropas y dinero, no pudo proseguir su campaña contra el rey de Nápoles, y así el emperador regresó a Toscana y después a Lombardía, donde previamente, a petición de Castruccio, había reinstalado a los Visconti en la señoría de Milán en la persona de Azzo, al que nombró vicario imperial en enero de 1329 por 60 000 florines de oro; y en su necesidad de dinero vendió el ducado de Lucca despojándolo a los herederos de Castruccio. El papa, que temía perder influencia en Italia, reconoció a Azzo Visconti como señor de Milán meses después, en septiembre, y se reconcilió con la ciudad. Además de Milán, el emperador ya había perdido ya el apoyo de Pisa y del marqués de Este, de modo que abandonó a su antipapa y nombró a Luis Gonzaga vicario imperial en Mantua para intentar fortalecer a los gibelinos; pero ante el fallecimiento del gibelino Cangrande della Scalla, el emperador emprendió la vuelta a Alemania. En diciembre de 1329 se hallaba en Trento y en febrero de 1330 cruzó los Alpes en dirección a Alemania, dejando desorganizado el partido gibelino.
En 1331 la ciudad de Brescia se sometió a Juan de Luxemburgo, y tras ella ciudades lombardas e incluso toscanas, cansadas ya de las guerras intestinas. Juan de Luxemburgo, que había apoyado al emperador Luis IV, recibió el vicariato de Italia y entró en Italia en 1333, pero incapaz de resistir la oposición de Florencia, del rey Roberto I de Nápoles o de los gibelinos Azzo Visconti y Mastino della Scala, abandonó Italia. Esto permitió a los coaligados ampliar su poder: Milán adquirió Cremona y otras ciudades lombardas, los marqueses de Este, instalados en Ferrara adquirieron Módena, y el señor de Mantua, de la familia Gonzaga, hizo lo propio con Reggio; Mastino della Scala, señor de Verona y de la marca trevisana, estableció su poder brevemente en Parma y Lucca. El fracaso de Juan de Luxemburgo, arrastró al legado papal Bernardo del Poggetto, que fue expulsado de Bolonia por los Pepoli.

### Carlos IV de Luxemburgo
En 1349 Carlos IV de Luxemburgo, nuevo rey de Romanos, era aceptado en todo el Imperio. Mientras en Italia, Giovanni Visconti dominaba Milán y extendía su poder sobre toda Lombardía, Génova, los territorios piamonteses pertenecientes a la reina Juana I de Nápoles, y además, contando con el apoyo de la gibelina Pisa, trató de ampliar su influencia a Toscana al comprar en 1351 la señoría de Bolonia a los gibelinos Pepoli, lo que amenazaba a Florencia. La victoria florentina ante el asedio gibelino de Scarperia reforzó el poder güelfo en Toscana y los florentinos invitaron a Carlos de Luxemburgo a Italia, ofreciéndole apoyo de dinero y fuerzas para obtener las coronas de hierro y del Imperio a cambio de someter la ambición de los Visconti. Por su parte, el nuevo papa Inocencio VI (1352-1362) veía amenazados los Estados pontificios por Visconti, de modo que no se opuso a la expedición italiana de Carlos. Así, Carlos concluyó tratados con todos los enemigos de los Visconti, pero ante la amenaza de la presencia imperial en Italia, Giovanni Visconti hizo la paz con las repúblicas toscanas en Sarzana en marzo de 1353. En Lombardía, ante la política expansiva de Visconti, las comunas de Mantua, Verona, Padua y el marqués de Este contrataron a la compañía de mercenarios de Monreal de Albano e invitaron al rey de Romanos a entrar en Italia; pero Visconti, para frustrar sus aspiraciones, también buscó la amistad de Carlos.
De esta manera, siendo reclamado por distintos poderes enfrentados en Italia y contando con la aprobación del papa, Carlos de Luxemburgo cruzó los Alpes en 1354 con una fuerza reducida. Pero poco después, Giovanni Visconti falleció y sus territorios fueron repartidos entre sus sobrinos Mateo II, Bernabé y Galeazzo II Visconti, quienes estuvieron más receptivos a negociaciones de paz. El rey de Romanos medió entre los Visconti y sus enemigos lombardos, logrando una tregua de cuatro meses, con lo que Carlos obtuvo la corona férrea el 6 de enero de 1355 y otorgó el vicariato imperial a los tres hermanos Visconti en sus respectivos territorios, quienes por su parte concedieron 50 000 florines de oro al rey de Romanos, así como libre pasaje por sus tierras. Haciendo uso de la diplomacia Carlos avanzó al sur, aceptó el homenaje de los poderes gobernantes y recaudó impuestos imperiales. Fue recibido en Pisa, donde los gibelinos le impelieron a tomar venganza sobre Florencia, por el trato dado tanto a su abuelo el emperador Enrique VII, como a su padre, Juan de Luxemburgo, y finalmente logró hacer un tratado con Florencia a cambio de una fuerte suma de dinero. Carlos siguió camino de Roma donde fue coronado emperador el 5 de abril de 1355, y enseguida emprendió camino a Alemania obteniendo dinero por vender libertades a ciudades y poder a señores locales.

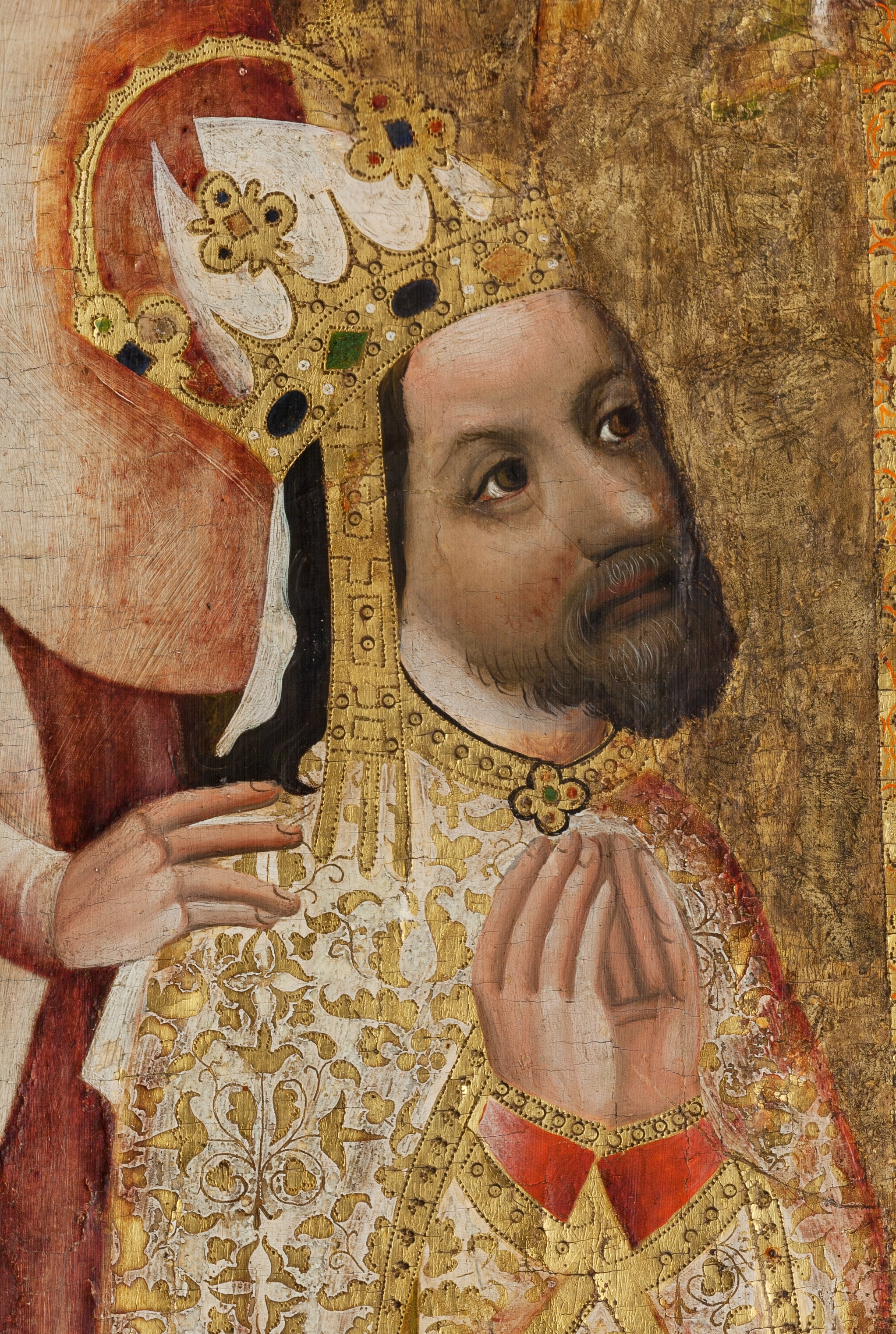
El emperador Carlos IV en un fragmento del panel votivo del Arzobispo Jan Ocko de Vlasim, por Meister Theoderich von Prag

Tras el tratado de Brétigny (1360) Italia quedó plagada por compañías de mercenarios que venían de Francia y que ofrecían sus servicios a ciudades y señores, arrasaban las tierras y extorsionaban a las población. El papa Urbano V (1362–1370), que tenía la intención de devolver la sede papal a Roma, necesitaba la ayuda del emperador para expulsar a estas errantes compañías mercenarias pero también para proceder contra Visconti. El papa regresó a Italia en 1367 donde su legado el cardenal Gil de Albornoz había llevado a la práctica la pacificación y sumisión de los Estados Pontificios, y había formado una liga contra los Visconti a la que se adhirieron el emperador, el rey Luis I de Hungría, la reina Juana I de Nápoles, los señores de Padua, Ferrara y Mantua, pero no de Florencia, para no violar la paz de Sarzana; pero los señores de Milán, Bernabé y Galeazzo II Visconti, contrataron la compañía de John Hawkwood. En mayo de 1368, el ejército imperial entró en Italia, que aumentó con los coaligados, pero los aliados de Visconti, Hawkwood y Cansignorio della Scala, señor de Verona, paralizaron la acción del ejército de esta alianza entre imperiales e italianos cortando los diques del Adigio y el Po anegando Mantua y Padua. Carlos IV tuvo que negociar con Visconti, y a cambio de una suma de dinero el emperador les restituyó el vicariato imperial que les había desposeído en 1361, tras lo cual envió de vuelta a Alemania a gran parte de su ejército. Pese a la indignación de sus aliados, pasó a Toscana, donde aplicando su autoridad imperial intervino en beneficio propio en el gobierno de Pisa, Siena y Lucca. En general, el emperador limitó sus esfuerzos diplomáticos en reforzar relaciones pacíficas entre los territorios, reconoció a las signorias y combatió a las compañías de mercenarios. Gracias a su diplomacia obtuvo reconocimiento de su posición imperial incluso en Florencia, y los impuestos recogidos en Italia financiaron los costes de la expedición. Para evitar la intervención de Bernabé Visconti como vicario imperial en Pisa y Lucca, sus vecinos, Florencia y el papa, obtuvieron del emperador a cambio de importantes sumas de dinero, el reconocimiento de la república de Pisa y la libertad de Lucca respecto de Pisa. Tras la partida de Carlos IV a Alemania en verano de 1369, se reactivaron las querellas en Italia con la política expansiva de Visconti, de resultas de lo cual, en noviembre de 1372 el emperador Carlos IV nombró vicario imperial en Lombardía al conde Amadeo VI de Saboya privándoselo a los Visconti. Y el papa, aislado políticamente en Roma, ya había regresado a Aviñón en septiembre de 1370.

### Wenceslao de Luxemburgo y Roberto del Palatinado

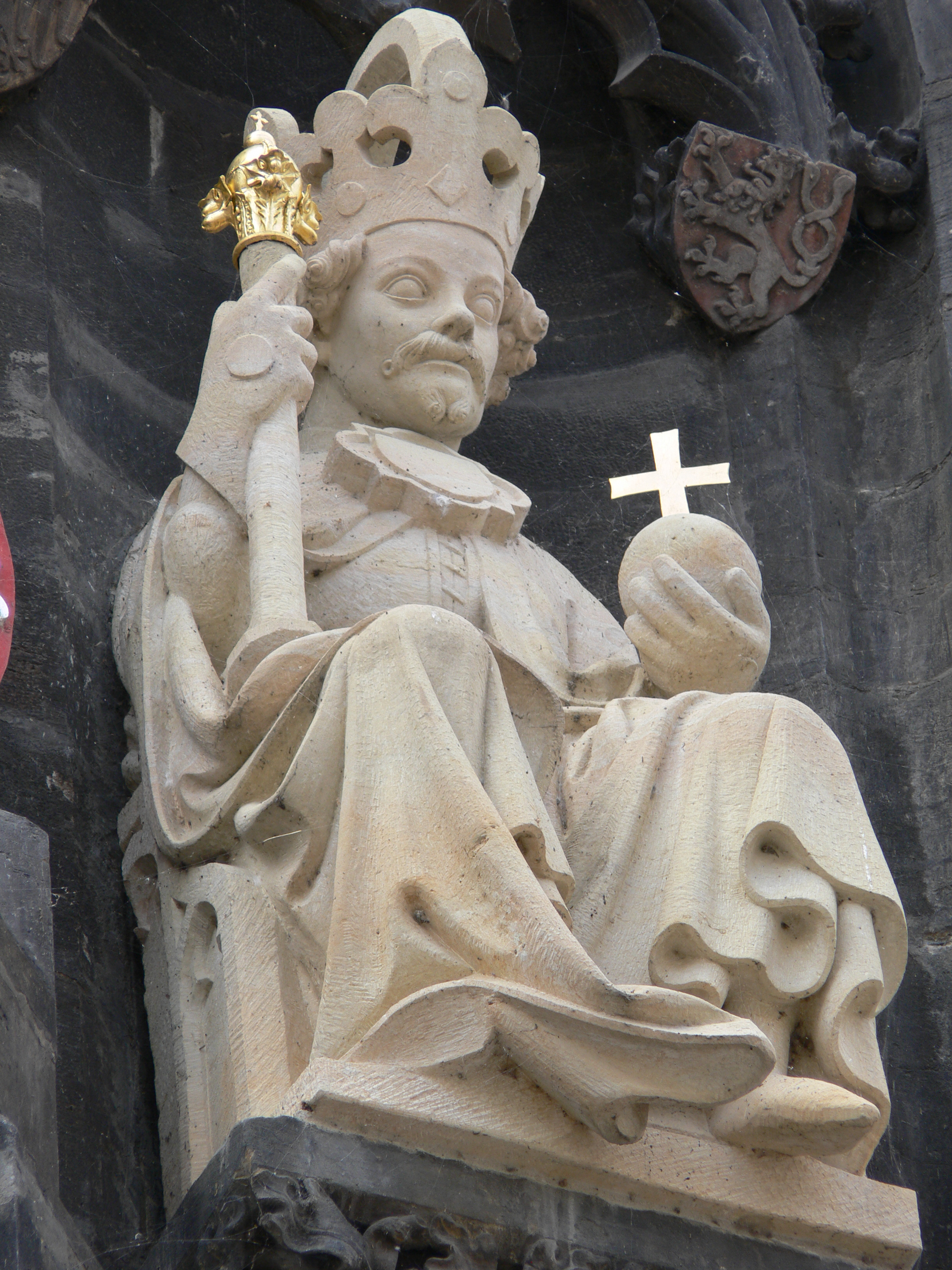
El rey de Romanos, Wenceslao de Luxemburgo convirtió a Milán en un ducado imperial en 1395

En 1378 se produjo una doble elección de pontífices, un papa italiano, Urbano VI y otro francés, Clemente VII. El Imperio se mantuvo al lado de Urbano VI, y aunque este papa esperaba de Wenceslao de Luxemburgo (1376-1400), rey de Romanos, una expedición (Römerzug) sobre Italia, el rey de Romanos decidió no llevarla a cabo por falta de dinero.
Mientras en Florencia se produjo en 1382 el establecimiento de una oligarquía güelfa dirigida por Maso degl'Albizzi y que abarcaba más de la mitad de Toscana, incluyendo Pisa, Arezzo y Cortona. En 1385 Gian Galeazzo Visconti llegó a ser el señor indiscutido de Milán, y llevó a cabo una expansión territorial que se orientaba hacia las inmediaciones de Venecia y hacia Toscana, en conflicto con Florencia. El rey de Romanos designó a su primo Jobst de Moravia como vicario general para Italia en julio de 1383, que fue renovado en 1389, pero Jobst no estaba en Italia, y sin intervención imperial alguna, Milán proseguía su expansión.
Florencia se volvió hacia el rey de Romanos en 1394, para que encabezara una liga contra Milán, ya que su expansión amenazaba los derechos del Imperio, pero los enviados milaneses también buscaron a Wenceslao de Luxemburgo, y pagando 100 000 florines, Gian Galeazzo obtuvo del rey de Romanos la investidura como duque de Milán el 11 de mayo de 1395, mejorada por una segunda investidura el 13 de octubre de 1396, lo que legitimaba el derecho sobre los territorios adquiridos.
Entre 1399-1400 Milán adquirió Pisa, Siena y Perugia, y feudatarios gibelinos de los Apeninos, como los Ubertini, cansados de las incursiones de los condottieri, le ofrecieron sus territorios; y además contaba con la alianza del marqués de Ferrara, Nicolás III de Este, del señor de Mantua, Francisco I Gonzaga, y del señor de Lucca, Paolo Guinigi. Con la neutralidad de Génova en manos de Carlos VI de Francia y la neutralidad de Venecia, Florencia quedó cercada y aislada, y tuvo que buscar apoyo en Alemania. Allí los electores habían depuesto al incapaz Wenceslao en 1400, y habían elegido a Roberto del Palatinado (1400-1410). Fue en el nuevo rey de Romanos con quien los florentinos encontraron apoyo para anular la investidura del ducado de Milán.

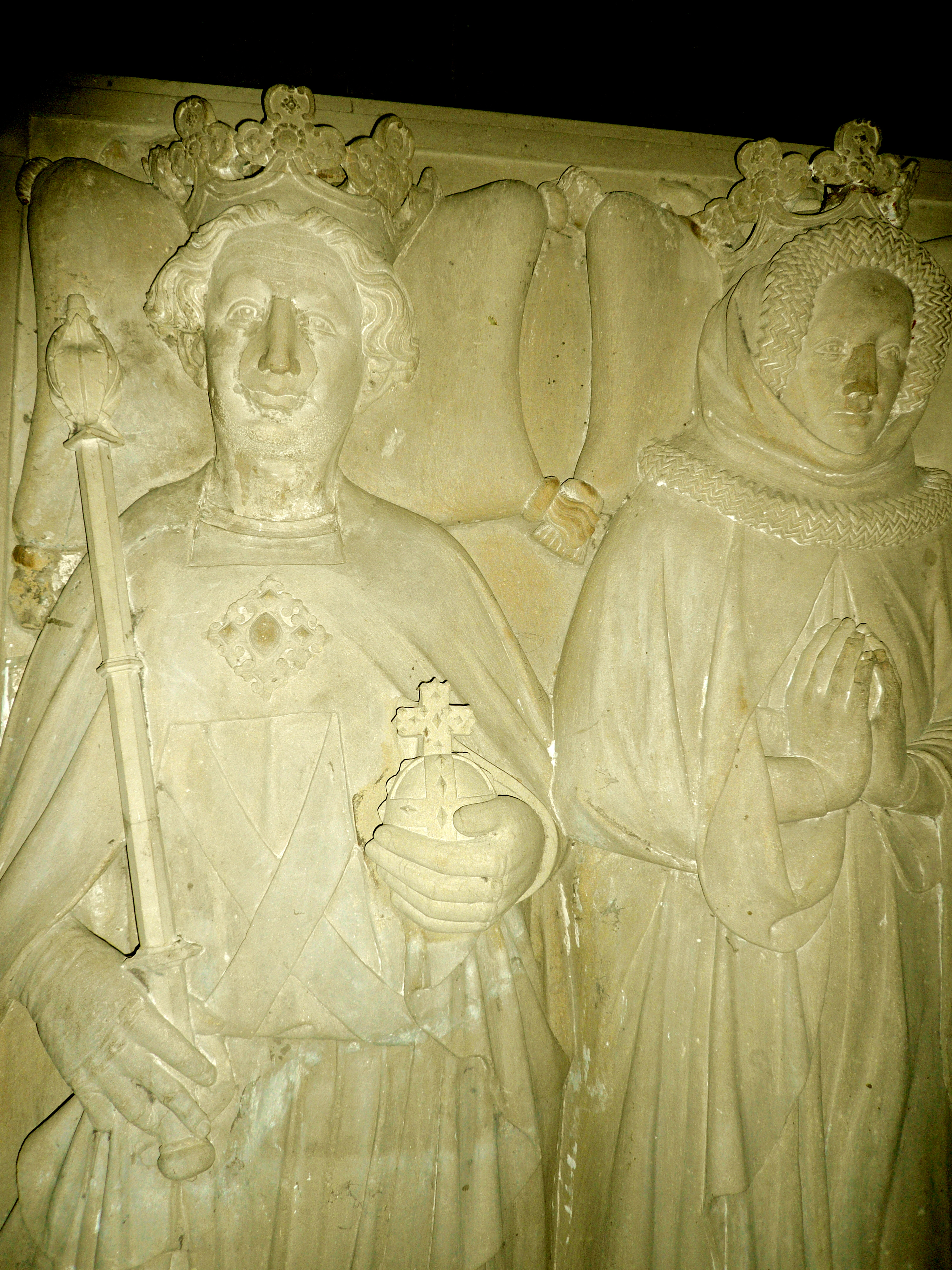
Lápida con la efigie de Roberto del Palatinado, en Heiliggeistkirche (Heidelberg).

El rey de Romanos Roberto del Palatinado, entró en Italia en 1401, y se le unió Francesco Novello da Carrara, señor de Padua, pero Amadeo VIII de Saboya, que había sido designado vicario imperial en 1399 por Wenceslao no deseaba abandonarle por Roberto, y se mantuvo neutral y a la expectativa de los acontecimientos. El ejército del rey de Romanos fue derrotado en Brescia, y sin suficientes subsidios para continuar la lucha, Roberto regresó a Alemania en 1402. Gian Galeazzo, entonces se apoderó de Bolonia. Completamente cercada y aislada frente a Milán, Florencia se salvó por la muerte inesperada por peste de Gian Galeazzo en 1402.

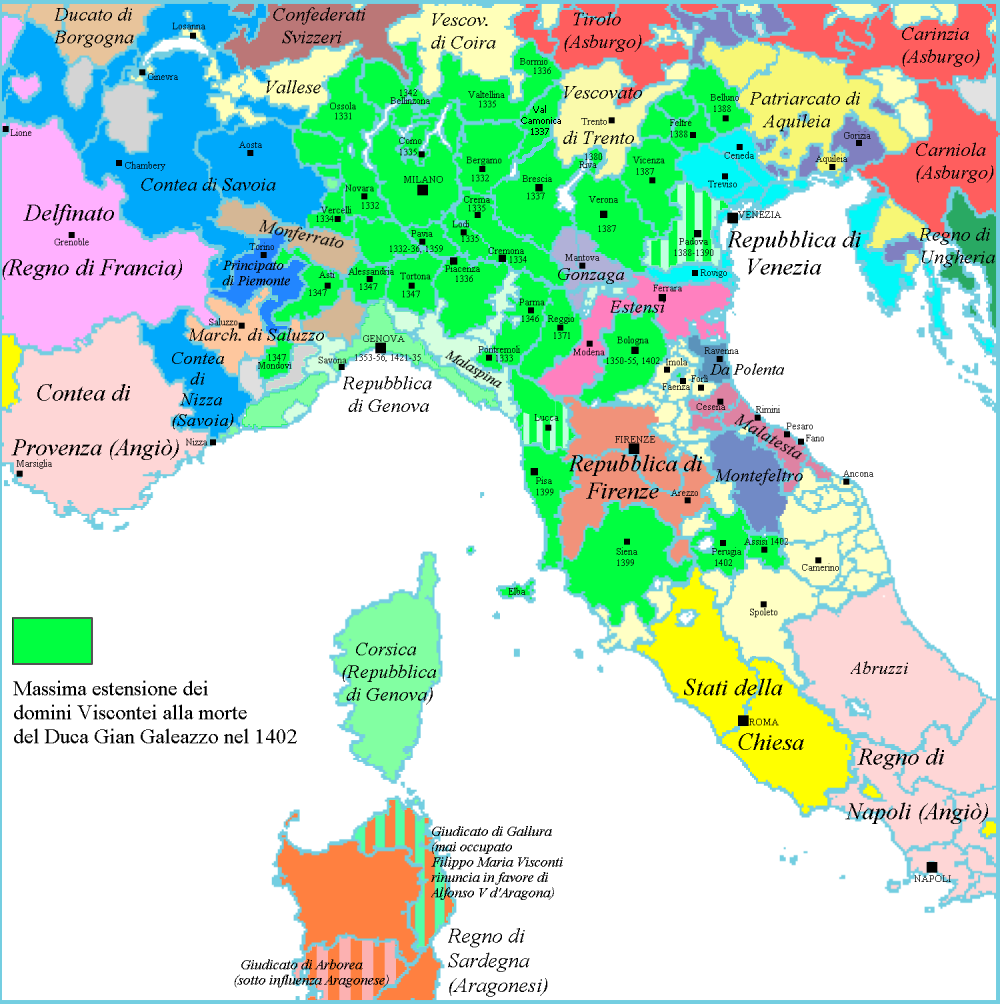
El ducado de Milán (en verde) a la muerte de Gian Galeazzo en 1402.

A su muerte el Estado que había construido colapsó con su hijo Giovanni Maria Visconti (1402-1412) y se produjo la disgregación del poder de los Visconti en Lombardía. En Romaña, el papa Bonifacio IX (1389–1404) obtuvo Bolonia y Perugia e hizo las paces con Milán. En Toscana, Siena se independizó, y los feudatarios gibelinos de los Apeninos fueron sometidos por Florencia, pero Pisa fue asegurada brevemente por Gabriel María Visconti, hijo natural de Gian Galeazzo, hasta que fue conquistada por Florencia en 1406. En esta coyuntura de debilidad milanesa, Venecia se expandió hacia el río Adigio.

### Segismundo de Luxemburgo y las guerras de Lombardía
Con la ascensión al poder milanés en 1412 de Felipe María Visconti, se llevó a cabo la recuperación territorial y la afirmación de la autoridad del duque frente a los señores locales. Hacia 1422 ya había recuperado el poderío de época de Gian Galeazzo al crear una extensión territorial que iba desde la costa genovesa hasta el monte San Gotardo en los Alpes, bordeando las fronteras de Piamonte y de los Estados Pontificios. Desde entonces la expansión milanesa de Visconti produjo las guerras de Lombardía contra la alianza de las repúblicas de Florencia y de Venecia.

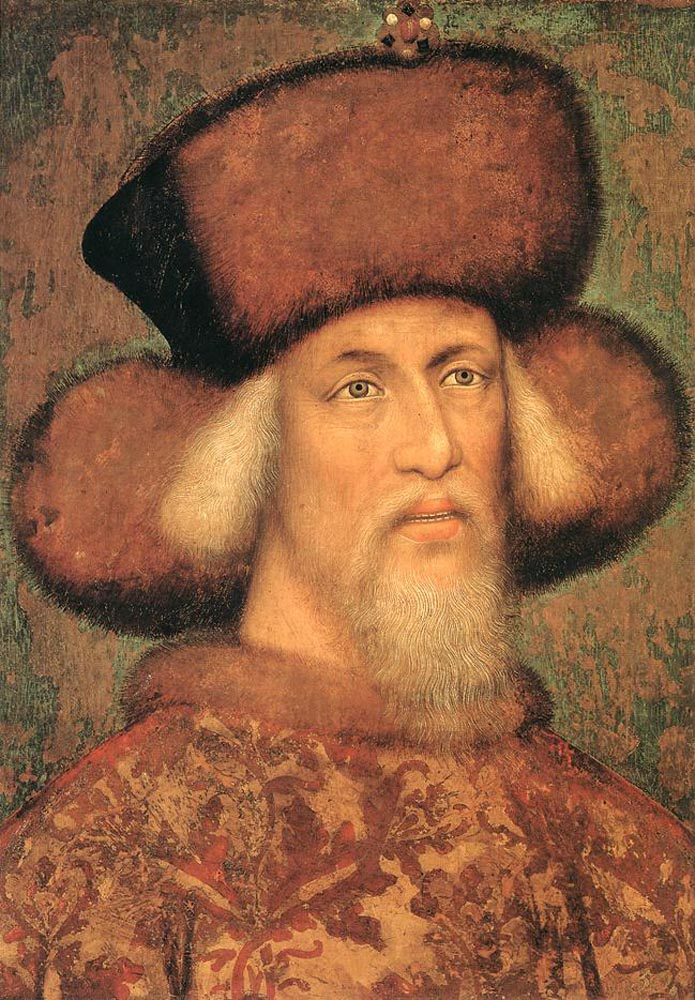
El emperador Segismundo de Luxemburgo en 1433, por Pisanello, Museo de Historia del Arte de Viena.

El rey de Romanos, Segismundo de Luxemburgo (1410-1437), que se había abstenido de intervenir directamente en Italia ante las peticiones de Florencia en 1424 y de Milán en 1427, aprovechó la coyuntura de su derrota en la Batalla de Domažlice y que el Concilio de Basilea invitó a los husitas, para bajar a Italia en 1431. Felipe María Visconti, que se hallaba solo frente a Florencia, a Venecia y al nuevo papa de origen veneciano Eugenio IV (1431-1447), favoreció la venida del rey de Romanos, quien como rey de Hungría había estado anteriormente en guerra contra Venecia por Dalmacia. Segismundo de Luxemburgo obtuvo la corona de hierro en noviembre en 1431, y de camino a Roma, en Piacenza, tuvo conocimiento de la bula de disolución del concilio de Basilea. Segismundo se mantuvo partidario del Concilio, ya que a través de él, se podía lograr la paz con los husitas y ser reconocido como rey de Bohemia. De Piacenza pasó por Parma, Lucca y finalmente Siena, donde tuvo que permanecer bloqueado y aislado nueve meses ante la hostilidad de Florencia y Venecia, y la indiferencia de Milán. Mientras el rey de Romanos y el papa proseguían su diplomacia, el estado de guerra continuaba en Lombardía y Toscana, hasta que debido a un estado de agotamiento general y gracias a la intervención del papa se alcanzó una pacificación en Ferrara el 26 de abril de 1433, y que fue el momento para acordar la coronación imperial, la cual tuvo lugar al mes siguiente. El emperador emprendió regreso a Alemania y se presentó en el Concilio en octubre, y por su parte el papa, aislado, revocó la disolución del concilio en diciembre.

### Federico III de Habsburgo y las guerras de Lombardía

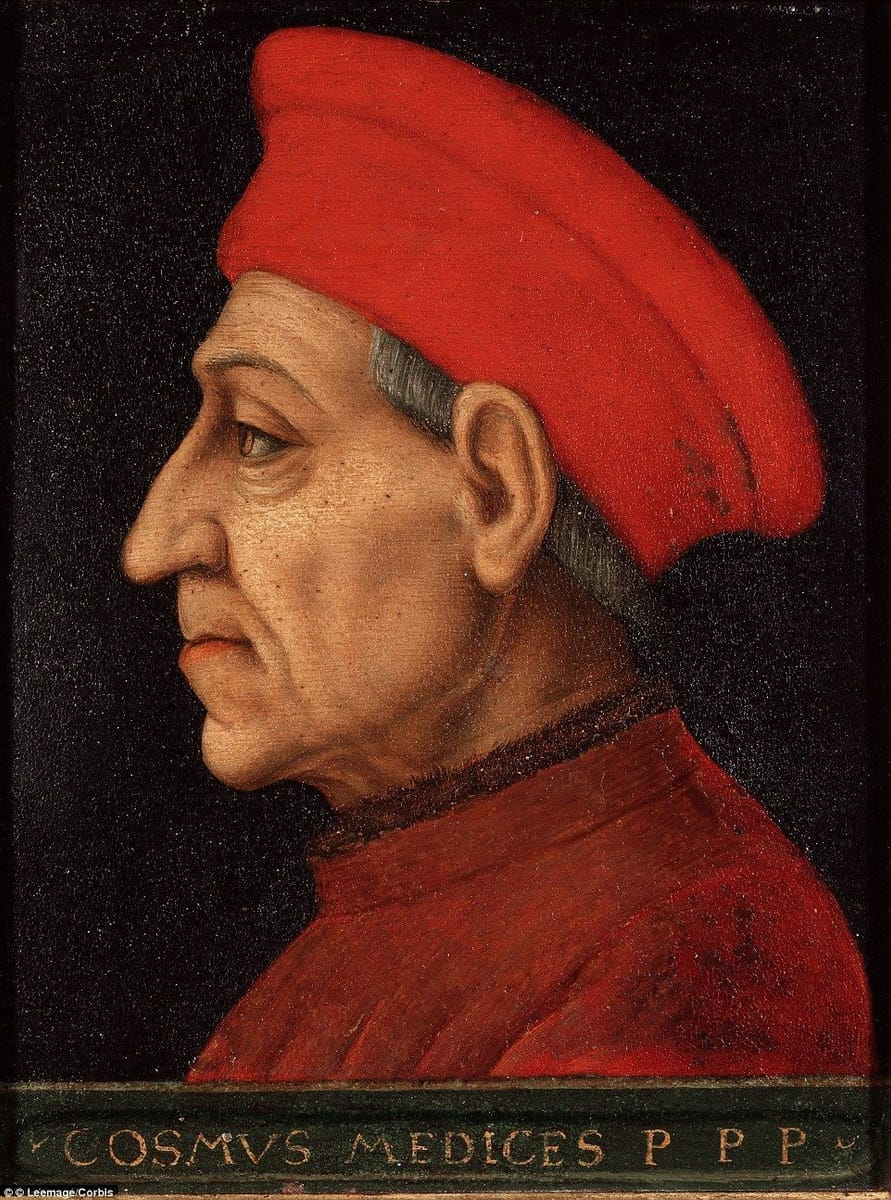
Cosme de Médici, retrato por Agnolo Bronzino, Galleria degli Uffizi, Florencia.

Tras la paz de Ferrara, Venecia amplió su territorio hacia el río Adda, que se aseguró con la investidura de la terraferma por parte del emperador Segismundo en julio de 1437.
En Florencia se consumó la derrota de la oligarquía güelfa de Rinaldo degli Albizzi y se produjo el establecimiento de la facción democrática de Cosme de Medici, quien sin mantener posición oficial alguna dominó el reggimento hasta su muerte en 1464; tras él, le sucedieron en el liderazgo de la república su hijo Pedro y después su nieto Lorenzo.

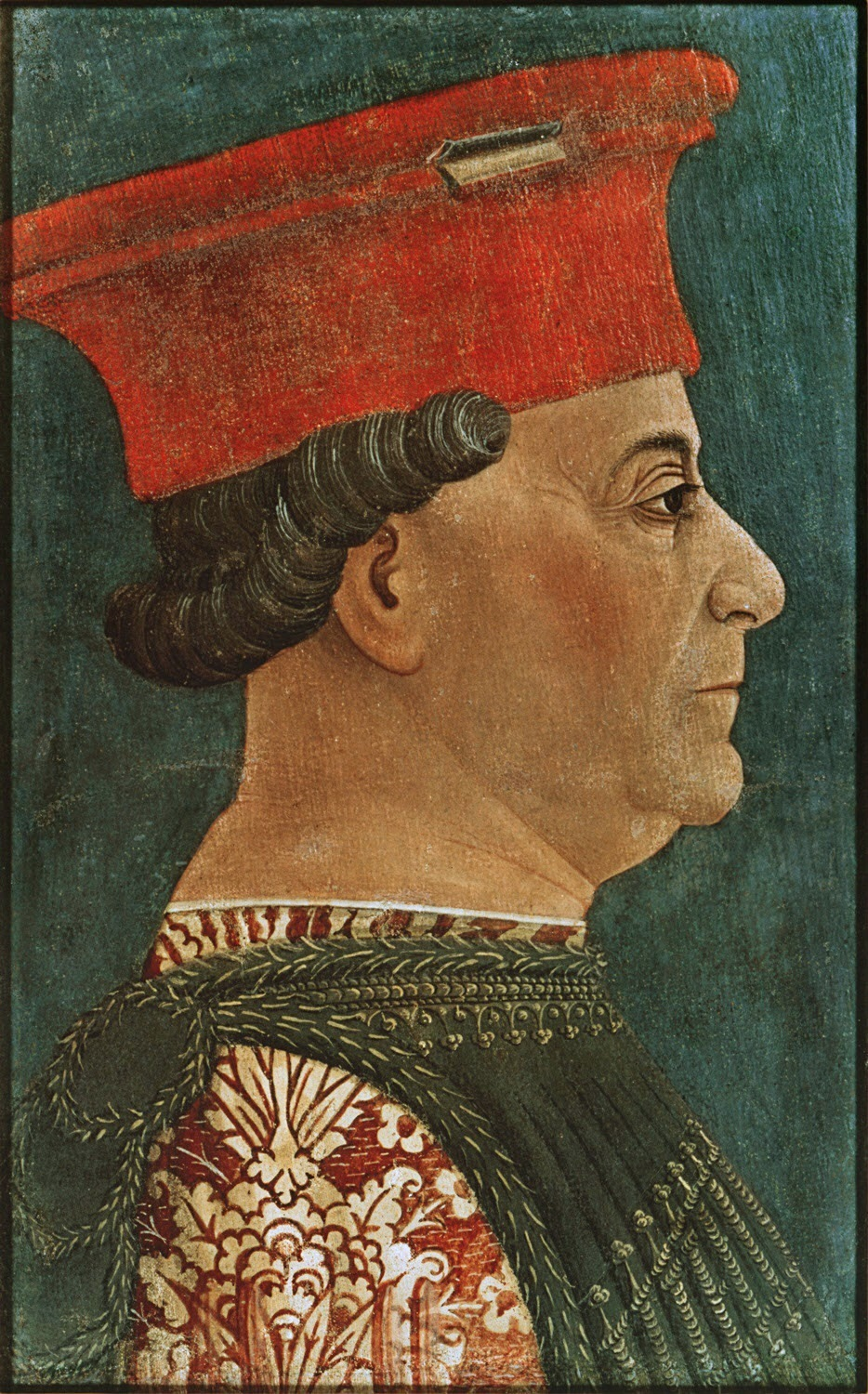
Retrato de Francesco Sforza, c. 1460, por Bonifacio Bembo, Pinacoteca de Brera, Milán.

En Milán Felipe María Visconti falleció en 1447 y el ducado se dividió en distintas repúblicas, pero su yerno Francisco Sforza logró someter los territorios del antiguo ducado y finalmente Milán se rindió a Sforza, que asumió el poder como nuevo duque en 1450. La expansión veneciana había estado vinculada a su alianza con Florencia contra Milán, pero Cosme de Médici cambió la alianza de Florencia en favor de Sforza, por conflictos de intereses con Venecia. Esto produjo cambios en las relaciones entre los principales poderes de la península: Alfonso V de Aragón como rey de Nápoles, veía a Sforza como un enemigo al haber sido aliado de Renato de Anjou y propició una liga junto con Venecia contra la alianza de Milán y Florencia, a la que se unieron las apetencias territoriales del marqués Juan IV de Montferrato y del duque Luis de Saboya, pero la entente de Milán y Florencia contaba con el apoyo del marqués Luis III de Mantua y de las ciudades de Siena y Bolonia.

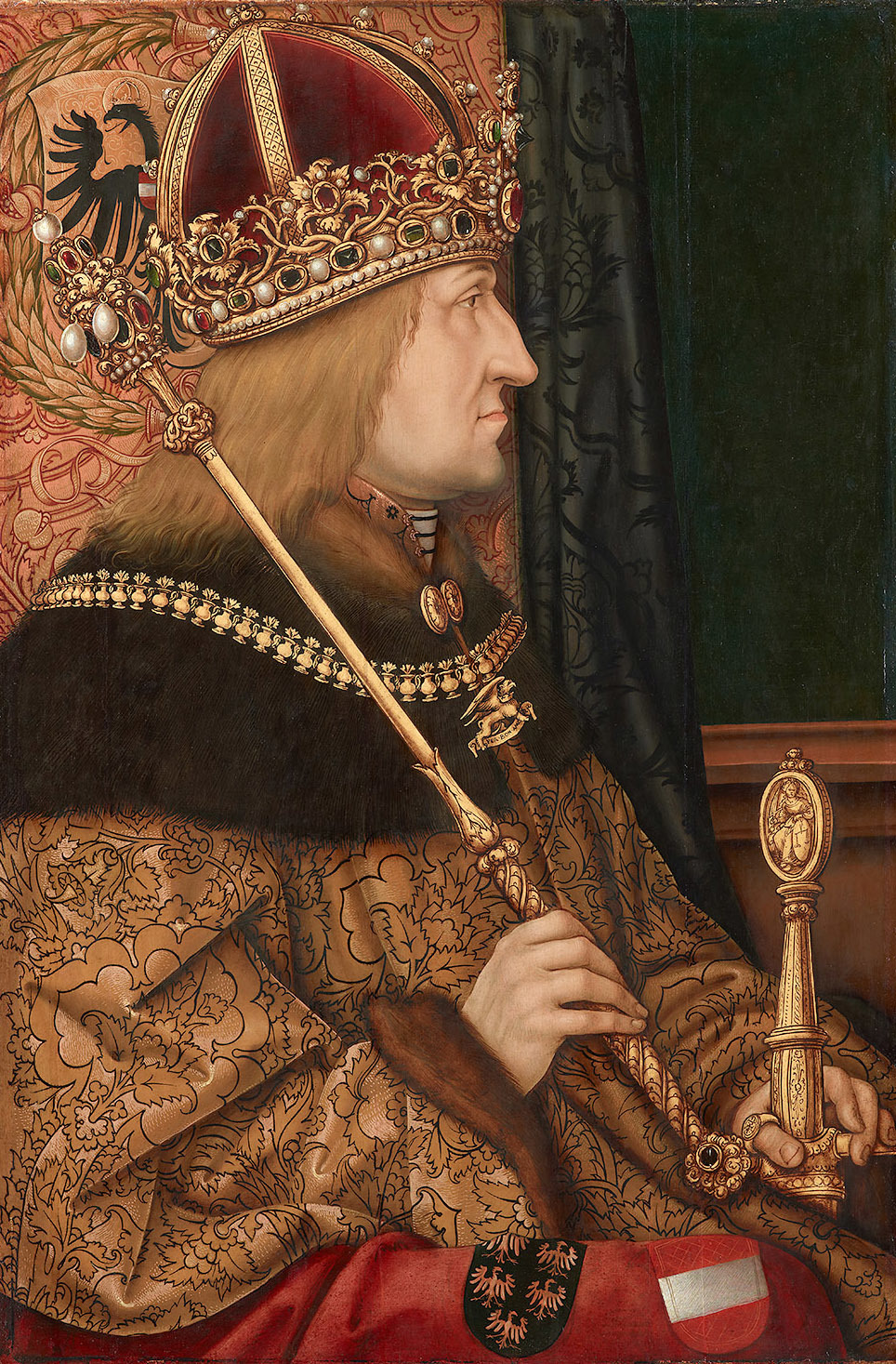
El Emperador Federico III, por Hans Burgkmair der Ältere, Kunsthistorisches Museum, Viena.

Tras haber intervenido a favor del papa Nicolás V (1447-1455) en la solución al cisma de Basilea, el rey de Romanos, Federico III de Habsburgo, procedió a entrar en Italia y bajar a Roma para ser coronado emperador. A causa de su común animadversión a Sforza, Federico III obtuvo el consentimiento de Venecia para pasar por su territorio. En Ferrara rechazó la propuesta de investir a Sforza del ducado de Milán como feudo imperial, ya que solo estaba dispuesto a aceptarlo como su vicario imperial. Aunque renunció a la coronación como rey de Italia en Monza, se dirigió a Roma donde recibió el 16 de marzo de 1452 la corona de hierro y tres días después, la corona imperial. De camino de vuelta a Alemania, después de visitar al rey de Nápoles, en Ferrara concedió a Borso de Este la investidura como duque de Módena y Reggio, como feudos imperiales, y visitó Venecia para arribar a Alemania, pero sin pasar por Milán. En el peregrinaje del emperador a Roma en 1468, también rechazó la investidura ducal a Galeazo María Sforza.
Una vez que el emperador Federico III hubo regresado a Alemania comenzaron las hostilidades, que se desarrollaron de forma indecisa. Esto unido a la Caída de Constantinopla en 1453, hizo despertar el temor de una amenaza otomana sobre Italia, lo que propició un acuerdo en abril de 1454 en el tratado de Lodi, que estableció un sistema de balance de poder, que colapsó definitivamente con la invasión francesa en 1494.

## Guerras italianas

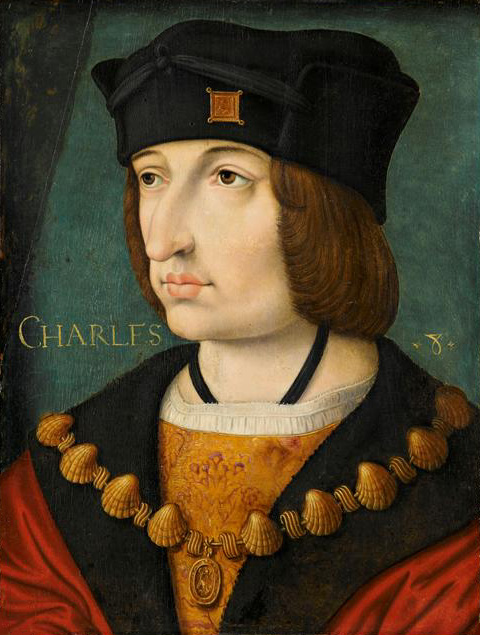
Carlos VIII de Francia por Jean Perréal, Museo Condé de Chantilly.

En abril de 1492 accedió al poder en Florencia Pedro II de Médici, al suceder a su padre Lorenzo el Magnífico. Para reafirmar su propio poder, Pedro de Médici renovó la alianza con el rey Ferrante de Nápoles, que venía de 1467. Mientras en Milán, el duque Gian Galeazzo había desposado con Isabel de Nápoles, nieta del rey napolitano, lo que motivó que Ludovico el Moro, regente y gobernante de Milán, temiera de una alianza de Florencia y Nápoles para instaurar a su sobrino en el legítimo gobierno que le correspondería. De este modo Ludovico buscó la alianza y la intervención del rey Carlos VIII de Francia, en quien habían recaído los derechos angevinos al trono napolitano por el fallecimiento de Carlos V de Maine; y por otro lado buscó asegurarse el gobierno milanés con una investidura imperial: tras el fallecimiento en agosto de 1493 del emperador Federico III, su hijo Maximiliano I, rey de Romanos, asumió el poder imperial y Ludovico el Moro aceleró los esponsales de su sobrina Blanca con Maximiliano aportando una generosa dote con la promesa de la investidura del ducado de Milán. El diploma de investidura de Ludovico el Moro estaba fechado el 5 de septiembre de 1494, antes del fallecimiento de Gian Galeazzo, sobre la base de que ningún Sforza había sido investido duque por el emperador, pero debía mantenerse en secreto. Finalmente la investidura se produjo el 26 de mayo de 1495 en la Dieta de Worms, con el consentimiento de Maximiliano y ya fallecido Gian Galeazzo.

### Guerra italiana de 1494-1498

Territorios italianos en 1494, en víspera de las Guerras italianas.

El rey Carlos VIII entró en Italia en agosto de 1494, sin oposición de las regentes de Saboya y Montferrato, y con la neutralidad de Venecia y de Módena-Ferrara. Se inició la campaña italiana que quebró el sistema de Lodi e inició el periodo de las guerras italianas. La campaña francesa fue un éxito y finalizó con la entrada de Carlos VIII en Nápoles en febrero de 1495. Además, produjo la expulsión de los Médici de Florencia, lo que hizo que Florencia buscase la amistad de los franceses.
En Milán Gian Galeazzo Sforza falleció en octubre de 1494 y le sucedió su tío Ludovico el Moro, el cual, ante la extensión del poder francés, se propuso expulsarlos mediante la creación en marzo de 1495 de la Liga de Venecia junto con el papa, Venecia y el rey Fernando II de Aragón, a la que se unió Maximiliano I, sobre la base de que Carlos VIII había usurpado derechos imperiales en Toscana. Sin capacidad para resistir, Carlos VIII emprendió la retirada y abandonó Italia en octubre de 1495.
Ludovico el Moro solicitó la presencia del rey de Romanos para proteger la ciudad imperial de Pisa, que se había independizado de Florencia, para mantener así el balance de poder entre Florencia y Venecia, y para reprimir las ambiciones del rey de Francia. A finales de agosto de 1496 Maximiliano I cruzó los Alpes y se personó en Italia con una exigua fuerza. En los meses siguientes no pudo impedir el apoyo francés a Florencia y fracasó en el asedio de Livorno. Aislado y sin subsidios, en diciembre regresó a Alemania. Pisa se rendiría finalmente en 1509.

### Las guerras de la Liga de Cambrai y el emperador Maximiliano I

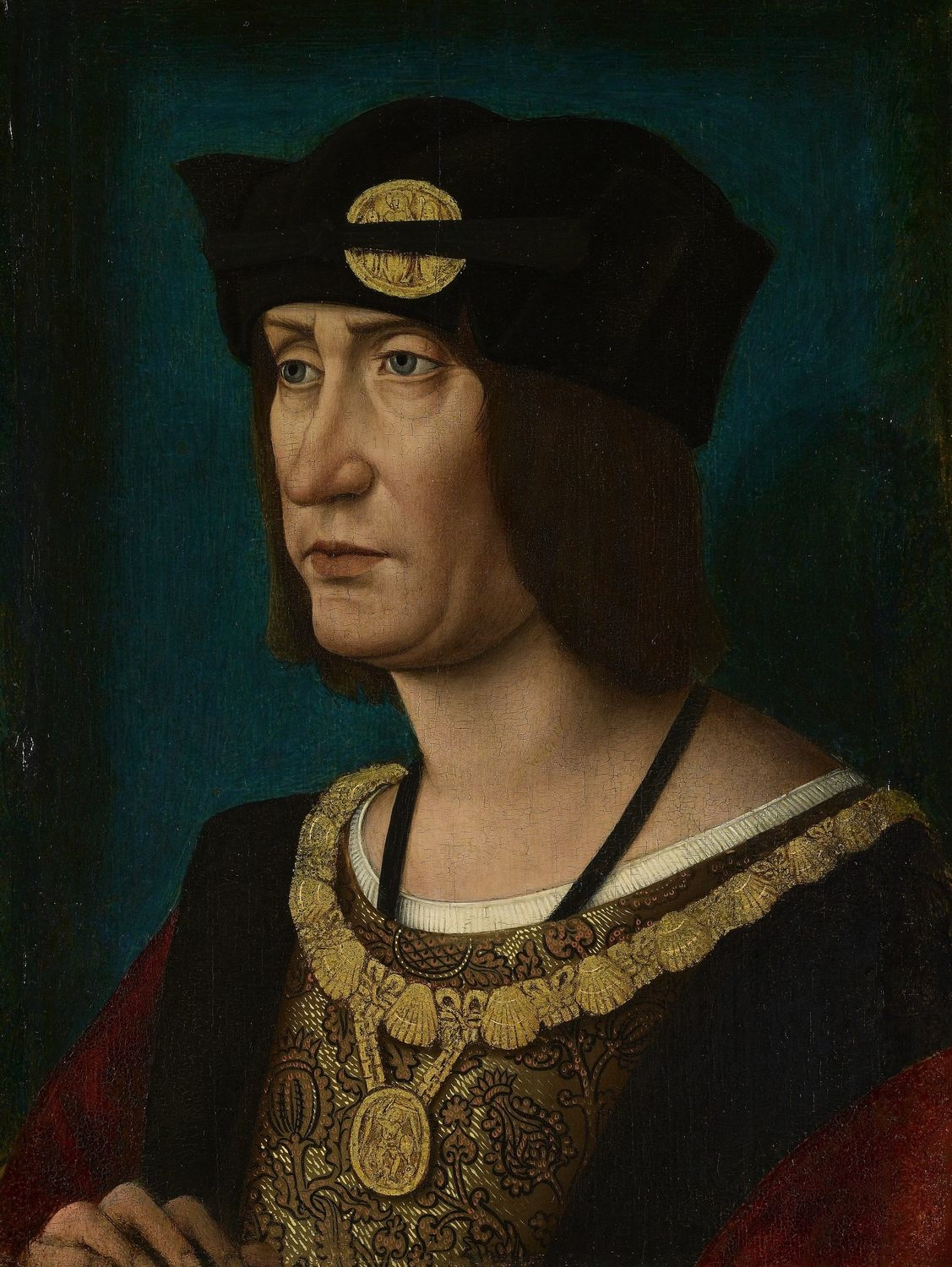
El rey Luis XII de Francia por Jean Perréal.

En 1498 murió el rey Carlos VIII y le sucedió Luis XII, quien como nieto de Valentina Visconti reclamó el ducado de Milán. Los franceses pasaron los Alpes en agosto de 1499, y sin poder resistir Ludovico huyó y Luis XII fue reconocido duque de Milán, semanas más tarde, en octubre, Génova se le sometió. En las actas de Haguenau (6-7 de abril de 1505) Maximiliano invistió a Luis XII como duque de Milán.
En julio de 1507 el rey de Romanos obtuvo en la Dieta imperial en Constanza la promesa de subsidios para entrar en Italia para su coronación imperial, ya que como emperador podía designar a su sucesor. Pasó a Trento pero los esperados subsidios consistieron en un exiguo ejército y escasos suministros, y además contó con la negativa de Venecia para pasar por su territorio si le acompañaba el ejército. Así que Maximiliano se proclamó emperador electo el 4 de febrero de 1508 con el beneplácito del papa, que no deseaba ver aparecer al emperador con un gran ejército en Roma, lo que supuso un precedente que seguirían sus sucesores. Y desde allí invadió en territorio veneciano originando una breve guerra de tres meses en la que Venecia obtuvo puertos en Istria, sin que el rey francés como aliado veneciano obtuviera beneficio y ello ofendió al francés.

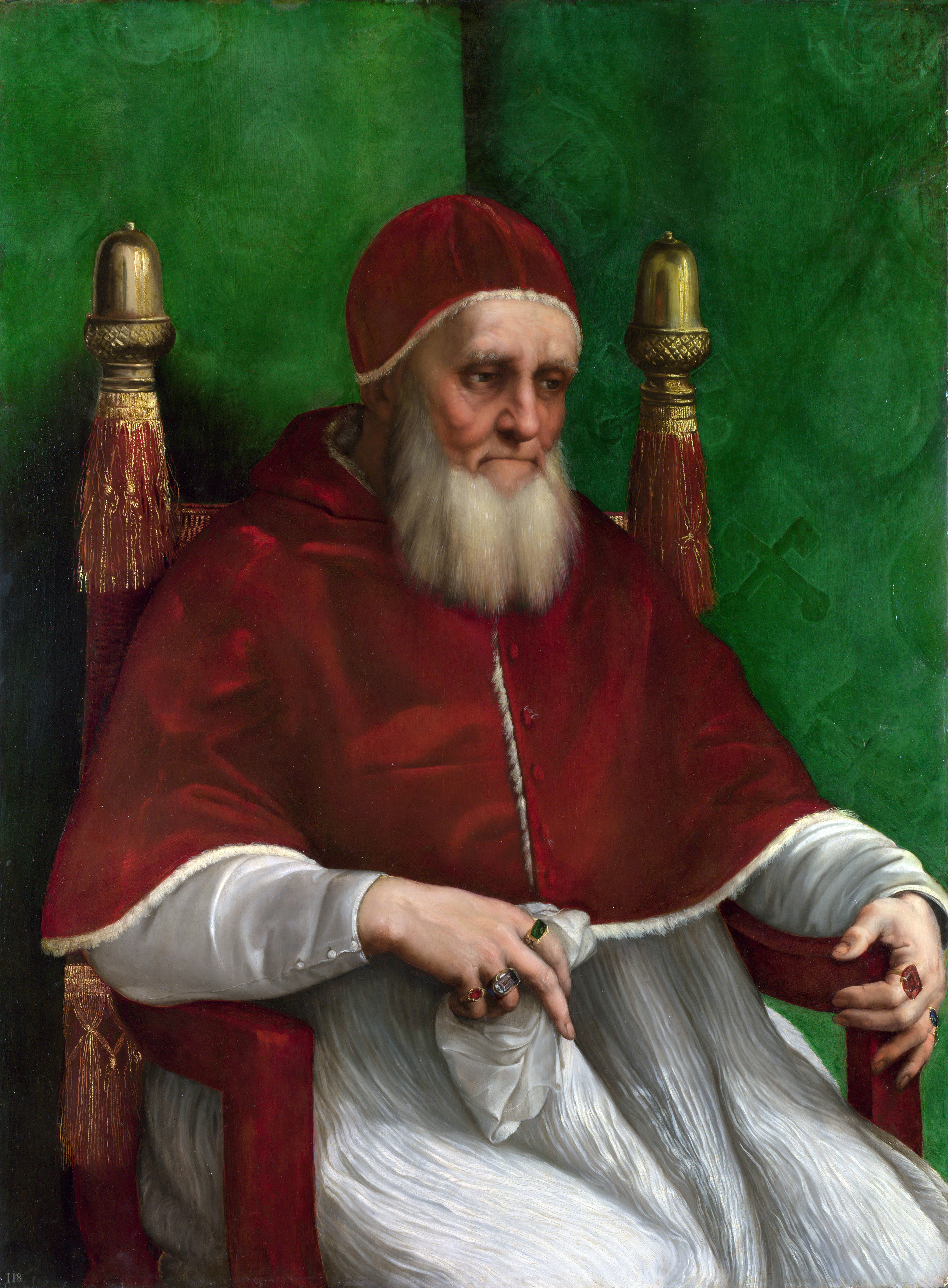
El papa Julio II por Rafael. National Gallery de Londres.

La guerra turco-veneciana (1499-1503) había supuesto a Venecia una paz desfavorable, y la Serenísima procedió a expandirse por la Romaña, ante lo cual el papa Julio II (1503-1513) impulsó la creación de la antiveneciana Liga de Cambrai (10 de diciembre de 1508), por la que el papa, el rey de Francia, el rey de Aragón, el duque de Ferrara y el marqués de Mantua obtuvieron ganancias territoriales a costa de Venecia y abandonaron las hostilidades. Pero el emperador, que había obtenido Friul, Istria y la sumisión de ciudades como Verona, Vicenza y Padua, se encontró solo frente a Venecia con insuficientes recursos, con lo que las tropas alemanas fueron expulsadas de Treviso y Padua en junio y julio de 1509, y el emperador y tuvo que replegarse a Alemania en octubre. El papa, una vez alcanzado sus objetivos, perdonó a Venecia en febrero de 1510, y procedió a establecer alianzas para expulsar a los franceses, que ahora aparecían como el poder más preeminente en Italia.
El cambio del papa fortaleció una alianza entre el rey de Francia y el emperador, que se materializó en Blois el 17 de noviembre de 1510, en la que el emperador esperaba así poder establecer su autoridad en Italia. El papa formó una Santa Liga en octubre de 1511 junto con los reyes de Aragón, de Inglaterra, los suizos y Venecia, y atrajo al emperador al pactar una tregua de 10 meses con Venecia. Luis XII tuvo que evacuar Italia y Maximiliano Sforza, hijo de Ludovico el Moro, tomó posesión de Milán con la asistencia de los mercenarios suizos, el papa enajenó los territorios de Parma y Piacenza de Milán, y el territorio de Módena del duque de Ferrara, Génova recuperó su república, y Florencia se vio de nuevo bajo el gobierno de los Médici debido a la intervención española.

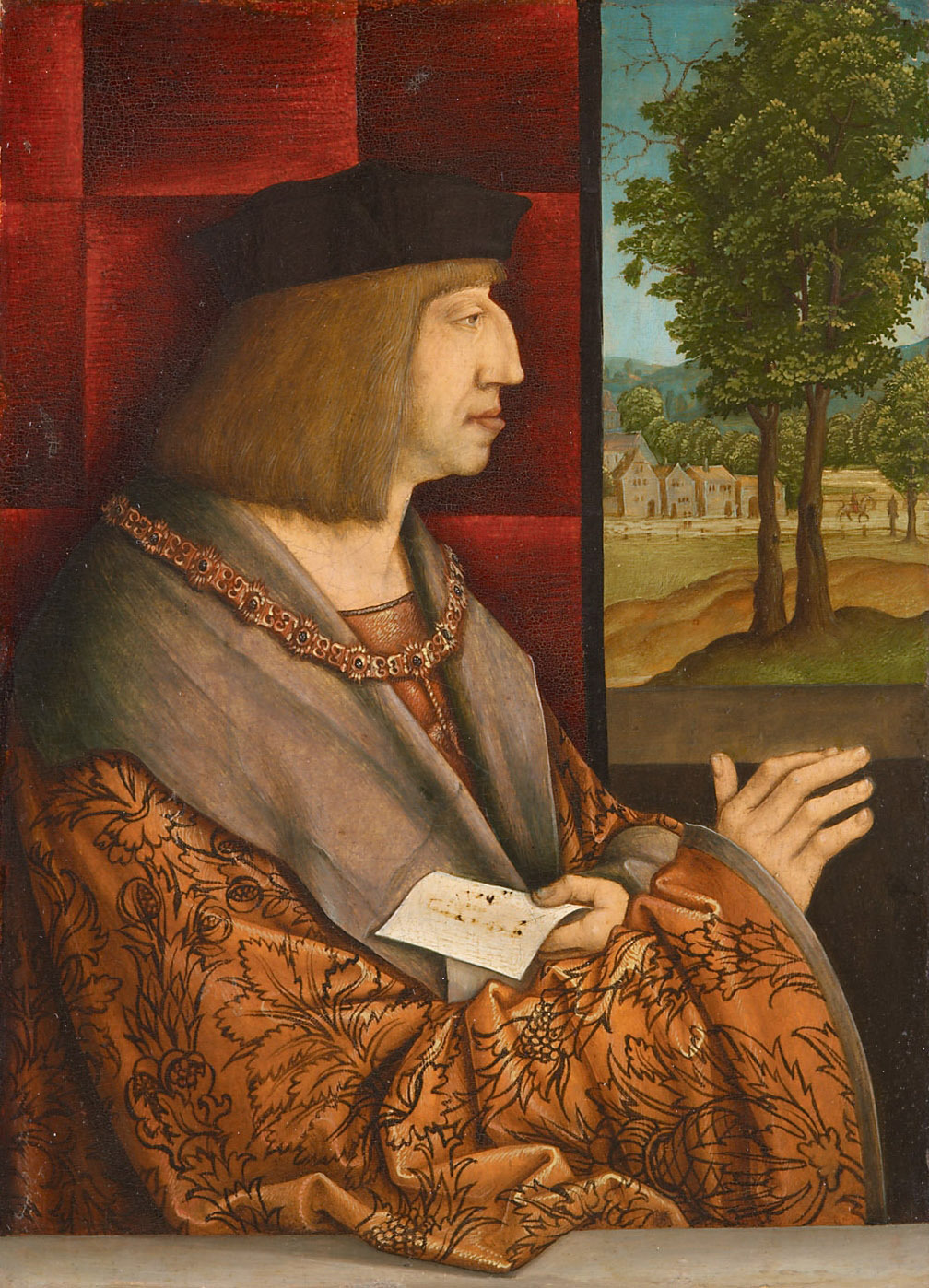
El emperador Maximiliano I por Bernhard Strigel. Museo de Historia del Arte de Viena.

El papa arregló en noviembre de 1512 un tratado en el que Venecia debía ceder Verona y Vicenza al emperador, así como reconocer la terraferma como feudo imperial, y el emperador debía otorgar el dominio del papa sobre Parma, Piacenza y Módena como feudos imperiales, y por otro lado, confirmar la investidura de Maximiliano Sforza como duque de Milán a cambio de dinero, lo que hizo el 29 de diciembre. Ante lo desfavorable de su situación, Venecia buscó la alianza de Francia. En el ínterin, el papa Julio II falleció en febrero de 1513, y su sucesor Giovanni di Médici, tomó el nombre de León X.
En marzo de 1513 se firmó en Blois, la reconciliación y alianza de Francia con Venecia; frente a la que se gestó otra en Malinas el mes siguiente a la que se adhirieron el papa, el emperador, el rey de Inglaterra y el rey de Aragón. Francia y Venecia atacaron con éxito los territorios del ducado de Milán, pero los suizos obtuvieron una victoria tan aplastante en Novara que los franceses tuvieron que evacuar Italia y Luis XII tuvo que hacer paces separadas con los coaligados. Y en Venecia, las tropas españolas y pontificias en apoyo de las demandas imperiales sobre la terraferma, obtuvieron éxitos iniciales culminados en la batalla de La Motta, sin embargo, Venecia pudo recuperarse, y cuando a finales de año el papa dispuso el cese de hostilidades con la República con el ánimo de llevar a cabo una cruzada contra el Turco, el emperador retenía los territorios de Verona y Vicenza. A pesar de la derrota francesa, Luis XII volvió a preparar otra campaña para recuperar Milán, pero la muerte le sobrevino el 1 de enero de 1515.

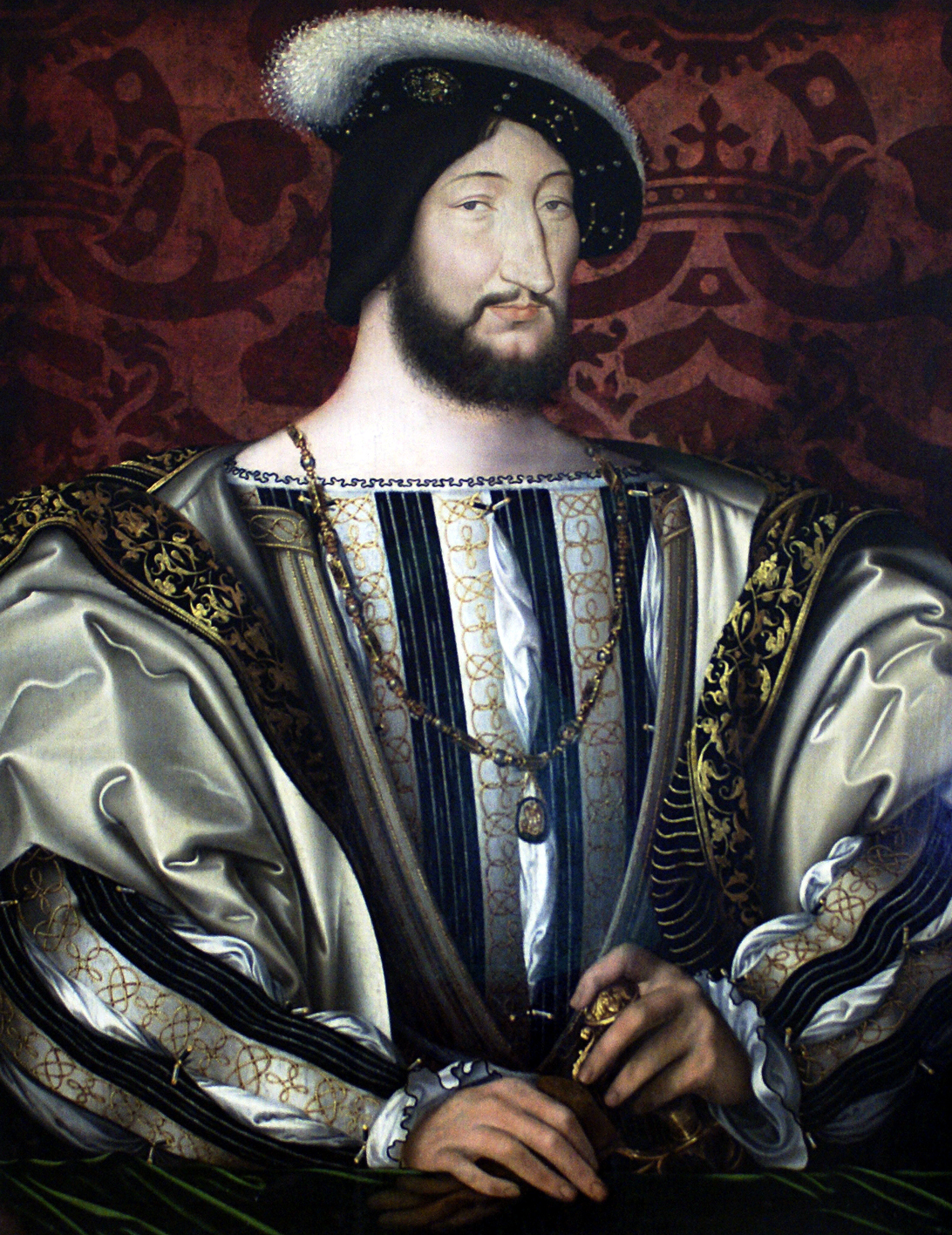
El rey Francisco I de Francia por Jéan Clouet. Museo del Louvre.

Francisco I, nuevo rey de Francia, reemprendió sus aspiraciones sobre el ducado de Milán, como yerno de Luis XII, renovó la alianza con Venecia. Debido a su victoria sobre los suizos en Marignano, Francisco hizo su entrada en Milán en octubre de 1515. Y el papa León X, temiendo por la seguridad del dominio familiar sobre Florencia pactó con Francisco I la paz en la que devolvía Parma y Piacenza al ducado de Milán, y Módena y Reggio al duque de Ferrara. Pero el cardenal Mateo Schinner logró que el emperador, junto con los suizos y el oro inglés, emprendiera una campaña contra los franceses, que lo llevó a Milán. A pesar de su ventaja, Maximiliano temía de la fidelidad de los suizos, quienes habían traicionado a Ludovico el Moro, y con escasez de fondos y falto de una adecuada artillería, el 25 de marzo se retiró y abandonó a los suizos. La retirada de Maximiliano supuso la pérdida sus posiciones italianas en Brescia y Verona a manos de Venecia. Enfermo, su nieto el rey Carlos I de España firmó en su nombre la paz de Bruselas el 3 de diciembre de 1516, por la que Maximiliano renunciaba a los territorios ganados en Italia en favor de Venecia, conservando Roveredo y Riva, y abandonaba Lombardía a Francisco I, finalizando así las guerras de la Liga de Cambrai.

### Las guerras italianas y el emperador Carlos V
El emperador Maximiliano I falleció en 1519 y el rey Carlos I de España fue elegido rey de Romanos como Carlos V. Esta situación producía el cerco del rey francés, y la guerra que estalló entre Carlos y Francisco abarcó también a Italia. El papa León X (1513–1521) llegó a un acuerdo con Carlos V a final de mayo de 1521 para la restitución de Parma y Piacenza al papa y la coronación imperial de Carlos. A mediados de noviembre de 1521, las tropas imperiales tomaron Milán a los franceses, y cumpliendo el acuerdo con el papa, Parma y Piacenza pasaron a los Estados Pontificios. La derrota francesa en Bicocca le supuso la pérdida de Génova, que volvió a la órbita imperial, y Francisco II Sforza se estableció en Milán. En noviembre de 1523, el entonces gobernante de Florencia, Julio de Médici, sobrino de León X, fue elegido nuevo papa como Clemente VII (1523-1534), coincidiendo con la nueva ofensiva del ejército francés. Ante el poderío francés, Venecia y Clemente VII, en nombre de la Santa Sede y de Florencia, retiraron su apoyo al emperador.

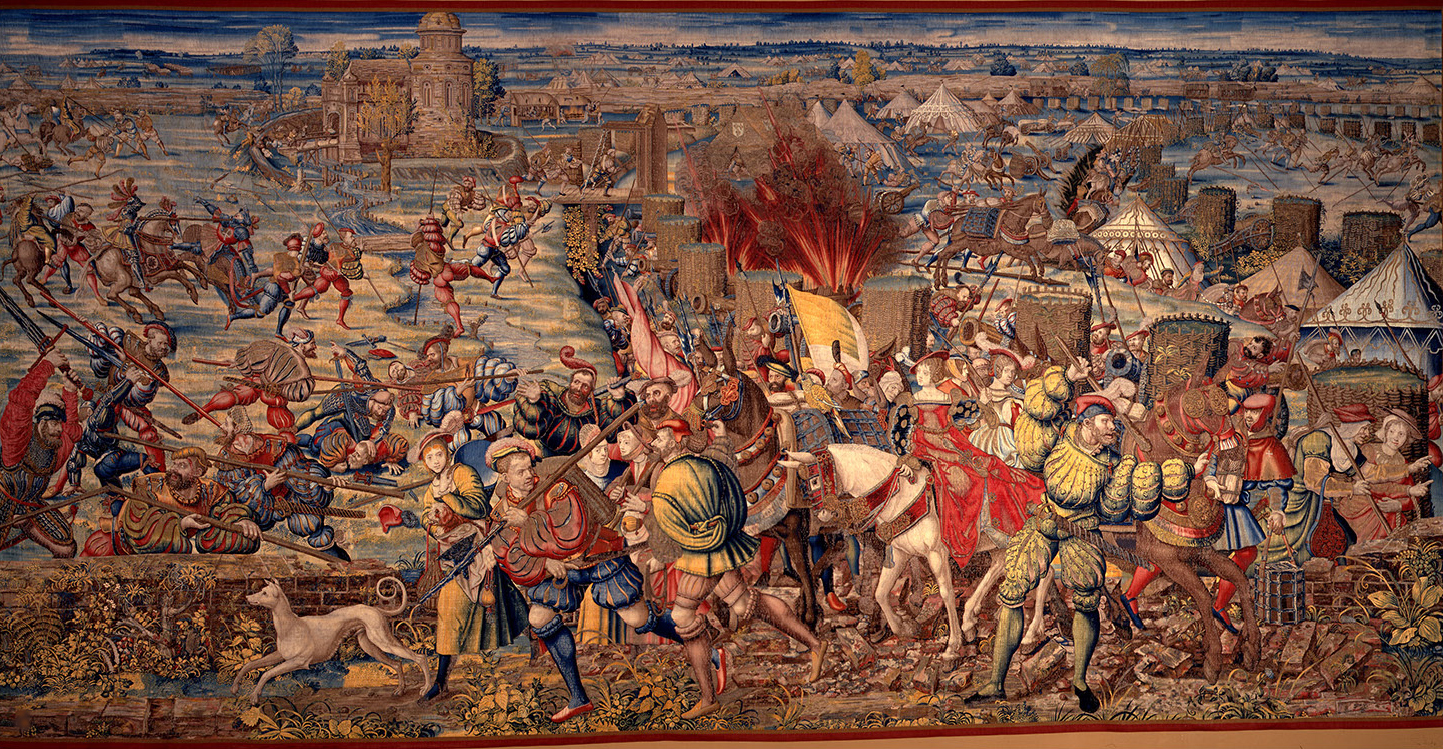
La Batalla de Pavía. Tapiz de la Galleria Nazionale di Capodimonte (Nápoles), atribuido a B. van Orley

A pesar de que las tropas imperiales derrotaron estrepitosamente a las francesas en febrero de 1525 en Pavía, donde el propio rey Francisco resultó cautivo, en mayo de 1526 se constituyó la liga antiimperial de Cognac, con el fin de restaurar el balance de poder en Italia, en la que se incluyeron el papa Clemente VII, Venecia, Florencia, el duque de Milán y el rey francés. El duque de Milán tuvo que capitular en julio de 1526 ante las tropas imperiales. Pero ante la ausencia de dinero y equipamiento el ejército imperial se dirigió a Roma, y en mayo de 1527 saquearon la ciudad manteniendo al papa cautivo. Aprovechando la situación del papa, los florentinos expulsaron a los Médici y restauraron la república, pero un ejército francés entró en Italia en agosto hacia Lombardía, donde encontró el apoyo del duque de Milán y de Venecia, pero a pesar del éxito alcanzado, se retiró de Lombardía y se dirigió a Roma contando con el apoyo del marqués de Mantua, el de la nueva república de Florencia, así como del duque de Ferrara, quien recuperó los territorios de Módena y Reggio. Ante la proximidad de las tropas francesas el papa escapó de su cautiverio en diciembre de 1527 y el ejército imperial acantonado en Roma emprendió camino del sur. En agosto de 1528 capituló el ejército francés tras fracasar en el asedio francés de Nápoles, y la derrota en Landriano en junio de 1529 de otro ejército francés en campaña en Lombardía puso fin a las esperanzas de Francisco I. El tratado de Barcelona de 29 de junio de 1529 sacó al papa de la liga de Cognac. La paz con Francia llegó en agosto de 1529 en Cambrai en la que renunciaba a sus reclamaciones en Italia y abandonaba a sus aliados italianos.

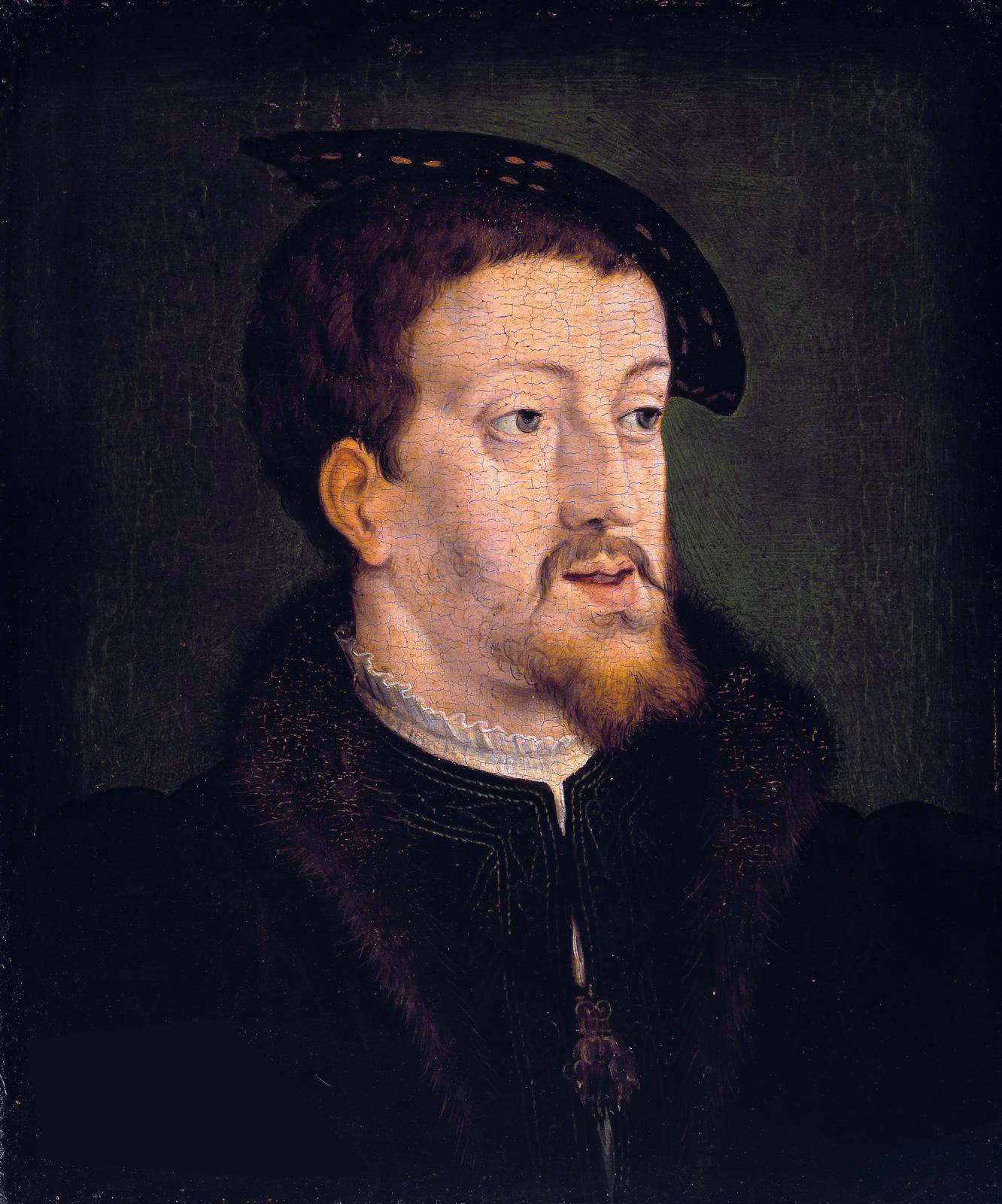
El emperador Carlos V por Jan Cornelisz Vermeyen. Rijksmuseum.

El emperador Carlos V entró en su aliada Génova el 12 de agosto de 1529, adonde acudieron los embajadores de los Estados italianos, y el 5 de noviembre lo hizo en Bolonia, donde le esperaba el papa. El emperador temía que Francisco rompiera la paz una vez que hubiera recobrado sus hijos de su cautiverio en Madrid y para evitar este peligro formó una liga de Estados italianos el 23 de diciembre, en la que Florencia fue excluida a causa de su rechazo a restaurar a los Médici. El papa Clemente VII se adhirió a esta liga italiana en la que estaban incluidos el emperador Carlos V, su hermano el rey Fernando de Bohemia y Hungría, los duques Francisco II Sforza de Milán, Francesco Maria della Rovere de Urbino y Carlos III de Saboya, el marqués Federico II Gonzaga de Mantua y Bonifacio Paleólogo de Monferrato, junto con las repúblicas de Génova, Siena, Lucca y Venecia. En Bolonia se reafirmó la paz de Cambrai, que alejaba a Francia de Italia, y el tratado de Barcelona, que comprometió las restitución de los territorios papales arrebatados por Venecia —Urbino y Ferrara— durante el Saco de Roma. Sus resultados fueron que Francesco Maria della Rovere fue finalmente investido con el ducado de Urbino para garantizar seguridad a Venecia, satisfecha Venecia de tener a Urbino como territorio tapón, devolvió al papa a Rávena y Cervia, y al emperador ciudades adriáticas en el reino de Nápoles, como Trani o Monopoli, y para compensar al papa por la pérdida del control directo de Urbino, las tropas imperiales se encargaron de restablecer el dominio Médici sobre Florencia. A Francisco Sforza le restituyó su ducado por 900 000 ducados; Saboya, Montferrato, Génova, Siena y Lucca se mantuvieron bajo protección imperial, y el marqués de Mantua obtuvo el título ducal. El 22 de febrero y el 24 de febrero de 1530, respectivamente fue coronado por el papa con la corona de hierro y con la imperial, y un mes después partió para Alemania. Con lo que en 1530, después de 36 años de guerra, el emperador aseguró su autoridad sobre Italia. Aún permanecía indecisa la situación de Florencia, la campaña imperial de septiembre de 1529 culminó con la rendición de la república en agosto de 1530, y en julio de 1531 Alejandro de Médicis entraba como duque hereditario. Y respecto al pleito papal con Alfonso de Este, contrario a lo prometido al papa, Carlos V decidió investir en abril de 1531 a Alfonso de Este con Módena y Reggio como feudos imperiales, y Ferrara debía permanecer como feudo papal, pero Clemente VII se negó a aceptarlo y conspiró contra Alfonso. El resultado final fue que el emperador Carlos V quedó como árbitro de Italia, y las repúblicas de Lucca y Siena buscaron y obtuvieron del emperador en 1536 la confirmación de sus libertades.

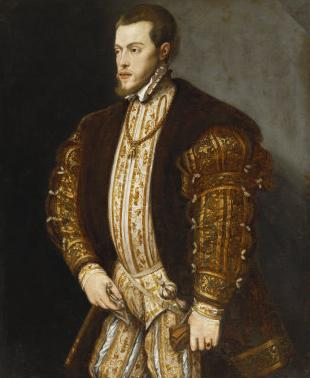
El rey Felipe II de España por Tiziano.

A pesar del éxito del emperador Carlos V en Bolonia, Italia fue escenario de enfrentamientos durante unas décadas más, derivados del interés del rey de Francia en la posesión de Milán: la guerra italiana de 1536-1538, la guerra italiana de 1542-1546, y la guerra italiana de 1551-1559. Y finalmente, el emperador cedió sus dominios italianos en su hijo el futuro rey Felipe II de España: en 1554 le cedió Nápoles y Milán, y le nombró vicario imperial en Siena, y en 1556 le cedió los reinos de Castilla, Aragón y el de Sicilia, así como el vicariato general sobre Italia, que le otorgaba la autoridad perpetua sobre los territorios del Sacro Imperio en Italia, pero se mantuvo en secreto.
En la paz de Cateau-Cambrésis (3 de abril de 1559) el rey Enrique II de Francia renunció a sus reivindicaciones italianas, se confirmó la soberanía de Nápoles y Milán al rey Felipe II de España, se ratificó la restauración de gran parte de las posesiones de la casa de Saboya antes de las guerras italianas, el reconocimiento de la posesión de Parma y Piacenza a la casa de Farnesio, que la había recibido en septiembre de 1556 de Felipe II como duque de Milán, y también la cesión española de Siena a la casa de Médici, producida en julio de 1557 como una subinfeudización. En definitiva, el tratado de Cateau-Cambrésis entre Francia y España, confirmó la era de la supremacía española sobre Italia.

## ElReichsitalientras la reforma del Imperio (Reichsreform)
En la Dieta de Worms de 1495 se originó una nueva institución como remedio a las guerras instestinas alemanas y garantía de la paz pública, la Cámara Imperial (Reichskammergericht); pero en 1501 Maximiliano I, receloso en preservar el derecho del emperador en recibir apelaciones y ejercer la jurisdicción suprema, estableció el Consejo Áulico (Reichshofrat), lo fue confirmado en la Dieta de Tréveris de 1512. El Consejo Áulico era la suprema Corte administrativa, feudal y constitucional, cuyas decisiones eran sometidas a la aprobación del emperador, y así el emperador podía intervenir directamente en el gobierno de los territorios del Reich. El Consejo Áulico tenía jurisdicción de apelación concurrente con la Cámara Imperial en todos los casos, y además tenía jurisdicción exclusiva en los procesos feudales relativos a los feudatarios inmediatos del emperador, las apelaciones de los dominios hereditarios del emperador, y todos los asuntos concernientes a la jurisdicción imperial en Italia, en donde se ocupaba de aspectos relativos a la investitura de vasallos italianos, disputas sobre la posesión de un feudo, conflictos fronterizos, procesos de confiscación de feudos, y en general cualquier tipo de disputa relativa a los feuda imperialia, como el más alto tribunal de apelación para todo el reino de Italia; de este modo, tenía una sección en latín, con su propio secretario (Reichshofratssekretär), que se ocupaba en su mayor parte de los casos italianos, y también un fiscal (Reichshoffiskal) que se encargaba de rastrear los derechos imperiales.
En el siglo XVII la superficie política del Reich estaba dividida en unos cuatrocientos territorios de varios tamaños denominados Estados Imperiales (Reichsstände): príncipes imperiales, prelados imperiales, condes imperiales y ciudades libres imperiales (Reichsstädte); a los que se añadirían los más de 2000 diminutos señoríos territoriales de los caballeros imperiales (Reichsritter). Entre los años 1500 y 1512, el Reich fue organizado con la introducción de los círculos imperiales (Reichkreise) para entre otros cometidos, garantizar la paz (Landfriede) y defensa regional, y ejecutar las sentencias dadas por los tribunales superiores (Reichskammergericht y Reichshofrat), pero Bohemia y sus territorios (Moravia, Lusacia y Silesia), los caballeros imperiales, Italia imperial y la Confederación suiza permanecieron fuera de esta organización.
Los territorios de la Italia imperial (Reichsitalien) eran parte de la estructura feudal del Reich. Lo conformaban los principados de Toscana, Milán, Saboya, Mantua, Módena, Reggio, Massa, Montferrato, Parma, Piacenza, y Mirandola, las repúblicas de Génova, Lucca, y además, unos 200-300 pequeños feudos en dependencia directa del emperador, como los caballeros imperiales de Piamonte, o familias condales reichsfrei como los Malaspina, interesados en conservar su vínculo con el emperador para contrarrestar las apetencias de sus poderosos vecinos circundantes. Los feudos estaban clasificados en feudos lombardos como los de Milán, Mantua, Monferrato, Gonzaga; en feudos ligúricos, de la costa genovesa; en feudos bononienses, como Módena; en feudos toscanos, como Toscana o Piombino; y en feudos de Tirnisana, como Massa.
El emperador Carlos V (1519-1558) fue el último soberano en ser coronado rey de Italia —y también en ser coronado como emperador—. Por tanto, dado que los emperadores estuvieron ausentes de Italia y que no tuvieron ninguna base territorial específica en Italia hasta después de la guerra de sucesión española (1701-1714), entonces el poder del emperador en la Italia imperial estaba limitado a ser el suzerano feudal de los grandes y pequeños feudos del Reichsitalien, lo que aceptaba en la capitulación imperial (Wahlkapitulation). Esto significaba tener el derecho de investidura, someter a los señores ante el Consejo Áulico, y percibir contribuciones tanto en tiempo de guerra como de paz por parte de los feudatarios italianos.
Los vínculos feudales fueron el principal medio para que los grandes poderes ejercieran su control en Italia, y el emperador Carlos V fue el principal arquitecto de esta refeudalización imperial, tendencia que los sucesivos emperadores confirmaron. Así, Carlos V invistió a Alejandro y a Cosme de Médici como duques de Florencia, en 1545 creó el ducado de Parma para el hijo del papa Paulo III, y a Federico II Gonzaga le elevó a duque de Mantua en 1530, al que se le añadió la investidura del marquesado de Montferrato en 1536, territorio que sería elevado a ducado por el emperador Maximiliano II en 1574. Además, Maximiliano II otorgó en 1576 la investidura como gran duque de Toscana a Francisco de Médici. Y el emperador Rodolfo II concedió en 1597 la investidura del ducado de Módena a César de Este. El feudalismo llegó a ser cada vez más importante en Italia, de modo que permitió al emperador Carlos VI negociar las investiduras de Parma, Piacenza y Toscana en el siglo XVIII.
Para salvaguardar los derechos del Imperio en Italia, el vicariato imperial (Reichsvikariate) era viable pero condicionalmente, puesto que suponía transferir competencias del emperador a un príncipe sobre un área de feudos imperiales, lo que otorgaba más poder al príncipe territorial y no al emperador. Puesto que el vicariato no era un método factible para hacer validar la jurisdicción imperial en Italia, los emperadores de los siglos XVI y XVII nombraron comisarios (Kommissaren) para realizar investigaciones de campo para el Consejo Áulico, actuar como autoridad conciliatoria sobre el terreno, asumir la gestión de un feudo disputado en nombre del emperador, o ejercitar la delegación de los litigios en otros tribunales, así por ejemplo, el emperador Fernando I comisionó en 1563, al rey de España, como duque de Milán, para resolver el litigio entre Génova y el marquesado de Finale. Pero en vista de las insatisfactorias experiencias con comisarios, en la década de 1620 el emperador designó un único comisario general (Generalkommissar) para vigilar los derechos imperiales en el Reichsitalien, que recaía en una persona distinguida pero no de una poderosa familia italiana.

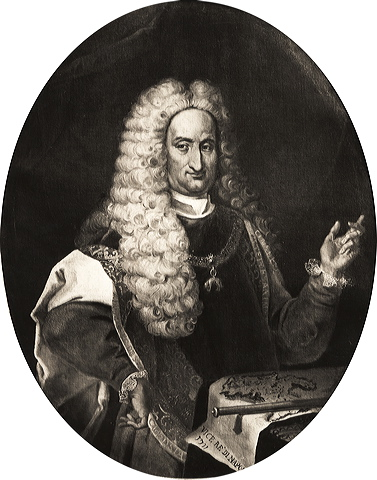
Carlos Borromeo Arese, commissario imperiale plenipotenziario, en 1733.

El nombramiento de Carlo Borromeo Arese como plenipotenciario imperial en 1715 marcó un hito en la historia institucional del Reichsitalien, pues apareció una verdadera autoridad central para los feudos italianos, que se convirtió en un tribunal feudal de primera instancia. El plenipotenciario era el representante autorizado del emperador en Italia y su embajador en Roma, también tenía que asegurar el aprovisionamiento de las fuerzas imperiales en Italia negociando con los vasallos italianos la cantidad de las contribuciones que tenían que pagar, y además en materia judicial, mantener o recuperar los derechos imperiales. De este modo, la nueva institución fue de gran importancia para el ejercicio de la jurisdicción imperial en Italia, junto con un fiscal imperial (Reichsfiskal) para Italia, institución que ya funcionaba desde la década de 1690. Un número creciente de italianos pusieron sus disputas en el Reichshofrat, la única Corte suprema con jurisdicción en la Italia imperial. El plenipotenciario desempeñó un importante papel en llevar a cabo comisiones locales y como corte de arbitraje, pero el Reichshofrat tendía a mantener al plenipotenciario bajo un estricto control. Otros plenipotenciarios imperiales que ocuparon el cargo fueron Antoniotto Botta Adorno, Friedrich Khevenmüller-Metsch, Carlo de Firmian y Giuseppe de Wilczek, que fue el último plenipotenciario hasta que en 1796 la magistratura fue abolida debido a la campaña de Bonaparte en Italia.

## Italia bajo dominio extranjero

### Cambios socioeconómicos
Tras las crisis demográficas de la segunda mitad del siglo XIV, la población italiana casi se duplicó y pasó de alrededor de siete millones a cerca de trece millones entre 1400 y 1600. El trigo y la lana eran los principales productos agrícolas, y la producción textil de lanas y sedas siguió siendo la principal industria en las ciudades. El aumento de población implicó el aumento de la demanda de productos, que supuso la ampliación de las roturaciones pero no lo suficiente, lo que elevó la inflación, favorecida por el incremento del suministro de plata que procedía del Nuevo Mundo, y con unos derrochadores gastos militares en guerras. Pero desde finales del siglo XVI y durante el siglo XVII se produjo la involución. Las epidemias redujeron la población de forma general en torno a un cuarto, pero grandes ciudades como Milán y Génova perdieron hasta la mitad de su población. La agricultura intensiva mantenía a las grandes ciudades, pero un excesivo desarrollo a tierras improductivas, el agotamiento del suelo y la falta de financiación, oprimieron a la población. Además, la guerra de los Treinta Años entre 1618-1648 en Europa y la guerra de los otomanos y persas en Oriente en 1623-1639 interrumpieron el importante mercado de exportación italiano, con lo que la producción de lana cayó un cincuenta por ciento en la década de 1620 y posteriormente casi desapareció, aunque la producción de seda se mantuvo. Las importaciones del noroeste europeo a precios más bajos frenaron el desarrollo industrial, y los mercaderes para escapar a las regulaciones gremiales favorecieron la implantación del sistema Putting-out, que transfirió la producción industrial urbana al campo. El capital se trasladó del sector industrial a la producción agrícola de cultivos comerciales como el aceite de oliva, el vino y la seda salvaje, y las ciudades disminuyeron su actividad económica y dejaron pues de atraer inmigración, con lo que dejaron de crecer.
Desde la década de 1730 las epidemias remitieron, y siguiendo la tendencia del siglo XVII, la inversión en la tierra favoreció el aumento de la producción que favoreció el crecimiento demográfico, aumentando alrededor de un tercio, a dieciocho millones. El comercio atlántico provocó el estancamiento del Mediterráneo, el comercio exterior de Italia disminuyó y sus exportaciones pasaron de ser de valiosos productos manufacturados a materias primas relativamente baratas, como productos agrícolas, y también de productos semielaborados, y se convirtió en un importador de productos industriales acabados.

### La hegemonía española
Tras la paz de Cateau-Cambrésis, España estableció su supremacía en Italia. Su artífice había sido el emperador Carlos V cuando concedió a su hijo Felipe la investidura del ducado de Milán el 10 de octubre de 1540, que se sumó a la posesión de Nápoles, Sicilia y Cerdeña, al asumir Felipe la Corona española en enero de 1556. En ese mismo año, el rey español creó el Consejo de Italia para los asuntos de los territorios de Nápoles, Sicilia y Milán, lo cual complicaba la posición imperial en el norte de Italia, puesto que España buscaba establecer su propia red de dependencias a expensas del control imperial con la finalidad de garantizar el aprovisionamiento de los Países Bajos y asegurarse accesos directos al mar.
Sin embargo, a pesar de la supremacía española en Italia, los territorios italianos al norte de los Estados Pontificios y con excepción de Venecia, seguían formando parte del Imperio, y los emperadores no renunciaron a sus prerrogativas. Así pues, si bien en marzo de 1556 el emperador Carlos V designó su hijo Felipe, y a sus sucesores, con el vicariato perpetuo del Imperio en Italia, esta designación se mantuvo secreta y en 1558 el rey español solicitó a su tío el emperador Fernando I la investidura oficial como vicario general del Imperio en Italia, pero la cuestión fue rechazada sutilmente por el emperador, puesto que su aceptación habría supuesto de hecho la pérdida imperial en Italia, con lo que el emperador condicionó el vicariato a la presencia forzosa del rey español en Italia, y al posible conflicto que podía originarse en el Imperio. La intervención española en el conflicto del marquesado de Finale entre Génova y la familia Del Carretto no fue aprobada por el emperador, y a pesar de que las tropas españolas se apoderaron Finale en 1602, la promesa de investidura no llegó hasta el Tratado de Oñate de 1617, como contrapartida a la renuncia del rey Felipe III de España a la herencia del emperador Matías; dicha investidura se llevó a cabo en 1619.
La guerra de los Treinta Años fue aprovechada por Francia para intervenir de nuevo en Italia en la Guerra de la Valtelina (1623-1626) y en la Guerra de Sucesión de Mantua (1628-1631). En 1627 se extinguió la descendencia directa de los Gonzaga, y el emperador reclamó Mantua y Montferrato como feudos imperiales, mostrando la vigencia de los derechos imperiales del emperador como suzerano del Reichsitalien al ver amenazada su posición por Francia. Francia invadió Saboya y Piamonte y el Consejo privado del Imperio (Geheimer Rat) vio que la intervención francesa buscaba debilitar la posición del emperador en la Italia imperial, y se organizó un ejército imperial para garantizar la autoridad imperial en Italia. La mediación del papa Urbano VIII produjo el tratado de Cherasco (1631), por el que Carlos I de Gonzaga-Nevers obtuvo del emperador la investidura del ducado.
A pesar de que la Paz de Westfalia (1648) dejó al emperador ante una soberanía fragmentada en el Imperio, fue durante el reinado del emperador Leopoldo I cuando se produjo una recuperación imperial con la transformación del emperador en una figura internacional, con la contribución de los territorios del Imperio a un ejército imperial común, así como la intensificación de los derechos feudales imperiales en el Reichsitalien, aprovechando la continua debilidad española, sobre todo con posterioridad a 1659, año en el que el tratado de los Pirineos liquidó la hegemonía española en Europa. Los oficiales españoles en Milán cooperaron con los esfuerzos austríacos para revivir la influencia imperial, mientras un número creciente de nobles italianos entraron al servicio de los Habsburgo austríacos en preferencia sobre España o el papa. Los intentos imperiales en la década de 1690 de renovar los juramentos de fidelidad de los vasallos italianos del emperador encontraron una inesperada respuesta entusiástica. Italia llegó a ser un importante terreno de reclutamiento para el ejército austríaco, y el príncipe Eugenio de Saboya recaudó de los vasallos italianos significativas contribuciones para el esfuerzo imperial de guerra. El emperador estaba representado por legaciones permanentes en Roma, Milán, Pisa y Pavía, y sus funcionarios tenían una función similar a la organización de un círculo imperial en Alemania respecto de la coordinación en logros comunes como en aliviar la carestía.
En la guerra de los Nueve Años (1688-1697) entre Francia y la Liga de Augsburgo, la alianza el emperador con el duque de Saboya era un medio de intensificar la presencia imperial en Italia y en especial en Lombardía, ya que la falta de sucesión del rey Carlos II de España le pondría a disposición el ducado de Milán; pero a pesar de que el territorio de Saboya-Piamonte, como miembro del Imperio, podía esperar protección el emperador, y como agente del emperador el duque podía buscar prebendas en forma de dignidades o feudos, los territorios del Milanesado eran también ambicionados por el duque, y fue el incremento de la presencia imperial en Lombardía lo que decantó finalmente la permanencia de Saboya en la órbita francesa.

### La disputa entre las casas de Habsburgo y de Borbón

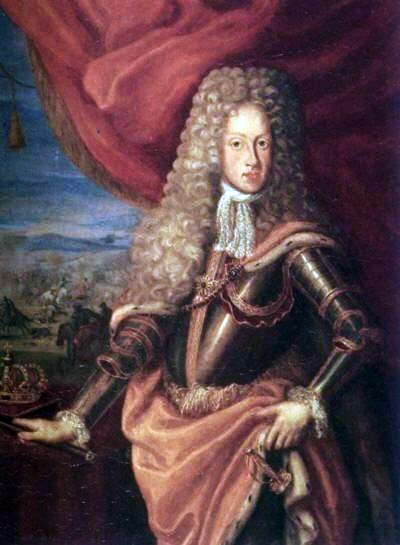
El emperador José I restauró la autoridad imperial en el Reichsitalien.

La guerra de sucesión española (1701-1715) supuso el espaldarazo definitivo de la intervención imperial en Italia. En 1705 falleció el emperador Leopoldo I, y le sucedió su hijo José I (1705-1711). En 1706 José I emprendió una exitosa campaña de Italia, que expulsó a los españoles de la península. El emperador, libre de la injerencia española, usó sus prerrogativas imperiales para renacer los derechos del Imperio sobre los grandes feudos de Italia, de este modo consolidó la autoridad imperial sobre Italia, que permaneció hasta el periodo napoleónico. Los territorios costeros de Génova, Toscana, Lucca y Massa tuvieron que pagar una contribución monetaria, mientras las zonas interiores de Módena, Mantua, Mirandola, Parma y Guastalla se asignaron para acantonar las tropas austriacas. La autoridad de los Habsburgo se reforzó con la intervención del Reichshofrat frente a los duques pro-borbónicos: ya se había sometido en 1701 el duque Víctor Amadeo II de Saboya, y en 1707 el emperador desposeyó al duque de Mantua, Fernando Carlos Gonzaga, y otorgó posteriormente Montferrato al duque de Saboya, y Bozzolo y Sabbioneta al duque de Guastalla, Vincenzo Gonzaga; en 1709, desposeyó al duque de Mirandola, Francisco María Pico, que vendió tres años más tarde a Rinaldo III de Este, duque de Módena. Con su autoridad confirmada en el norte y sus tropas en posesión del sur, el emperador procedió contra el papa Clemente XI (1700-1721), puesto que no había reconocido las adquisiciones de los Habsburgo. La bula de excomunión contra las tropas imperiales que extrajeran contribuciones del clero del ducado de Parma fue el detonante para someter al papa. Dado que los ducados de Parma y Piacenza eran antiguas dependencias del reino de Italia y los duques Farnesio habían recibido la investidura de los emperadores, se llevó a cabo una breve guerra y el papa capituló en 1709.
Cuando el emperador murió en 1711 y su hermano fue elegido emperador Carlos VI (1711–1740), se produjo un compromiso internacional para acabar la guerra. Los tratados de Utrecht (1713) y de Baden (1714) sentenciaron el fin de la presencia española en Italia, cuyos territorios fueron reconocidos para la casa de Habsburgo. Para contrarrestar el engrandecimiento de los Habsburgo y el revivamiento de las antiguas prerrogativas imperiales en Italia, Inglaterra favoreció el fortalecimiento y la ampliación de territorio para la casa de Saboya con el reino de Sicilia, permutado por el reino de Cerdeña en 1720.
La Guerra de la Cuádruple Alianza (1717–1721) reactivó los intereses españoles en Italia. Así, los tratados de La Haya (1720), de Sevilla (1729) y de Viena (1731) aseguraron a Carlos de Borbón como duque de Parma y Piacenza tras la extinción la casa de Farnesio, para ello, el comisario imperial, Carlo Borromeo Arese, impidió las pretensiones pontificias sobre los ducados de Parma y Piacenza y aseguró la sucesión en Carlos de Borbón como feudatario del emperador. La guerra de sucesión polaca (1733-1735) supuso al emperador la permuta de Nápoles y Sicilia por los ducados de Parma y Piacenza, y además aseguró para su yerno —futuro emperador Francisco I— y sus descendientes el Gran Ducado de Toscana tras la extinción de la descendencia de la familia Médici, de modo que Carlos VI mantuvo unos territorios más compactos, lo que permitió una mejor defensa frente a los envites de los ejércitos borbónicos de Francia-España-Nápoles durante la guerra de sucesión austriaca (1740-1748). El Tratado de Aquisgrán (1748) otorgó al infante Felipe de Borbón los ducados de Parma y de Piacenza junto con el de Guastalla, que desde 1746 estaba en posesión de los Habsburgo tras la extinción de la familia Gonzaga.
Finalmente, en el Tratado de Aranjuez (1752), los Habsburgo y los Borbones normalizaron sus relaciones en Italia. Ante el fallecimiento sin sucesión del rey Fernando VI de España, el tratado de Nápoles de 1759 ratificó la posición de las ramas de Borbón-Parma y de Borbón-Dos Sicilias en sus respectivos territorios y la sucesión de Carlos VII de Nápoles y Sicilia en España, así como el reconocimiento del de la suzeranía feudal del emperador en el Reichsitalien. Desde entonces la situación en Italia quedó fuera del escenario bélico europeo durante cuarenta años, manteniéndose la estructura institucional del Reichsitalien hasta las campañas revolucionarias de Francia.

Disputa entre las Casas de Borbón y Habsburgo por el control de Italia.
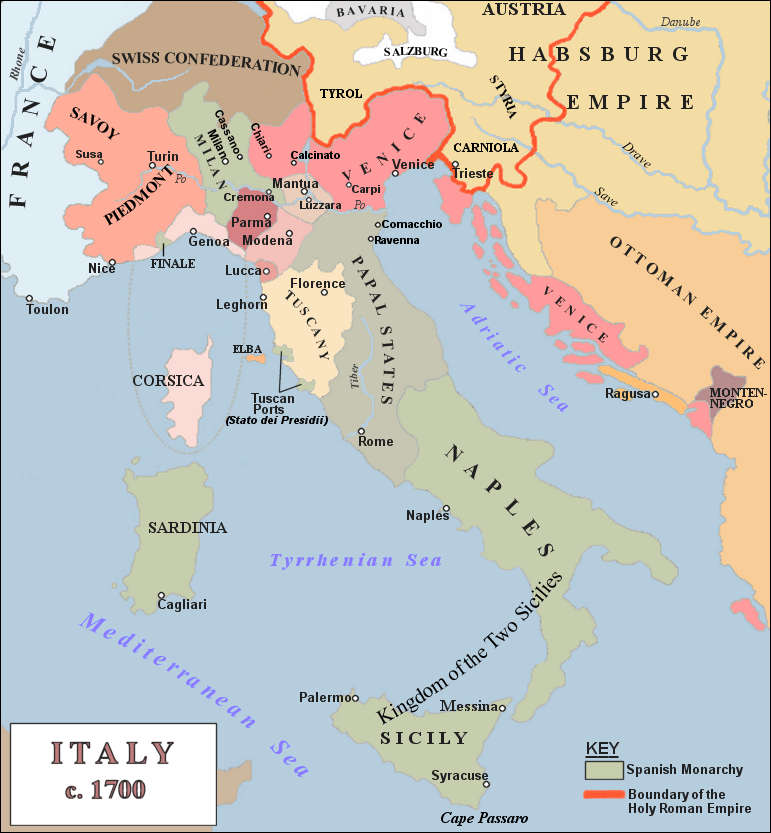
Italia en 1700, antes de la guerra de sucesión española
Italia en 1718, antes de la guerra de la Cuádruple Alianza
Italia en 1733, antes de la guerra de sucesión polaca
Italia en 1738, tras la guerra de sucesión polaca
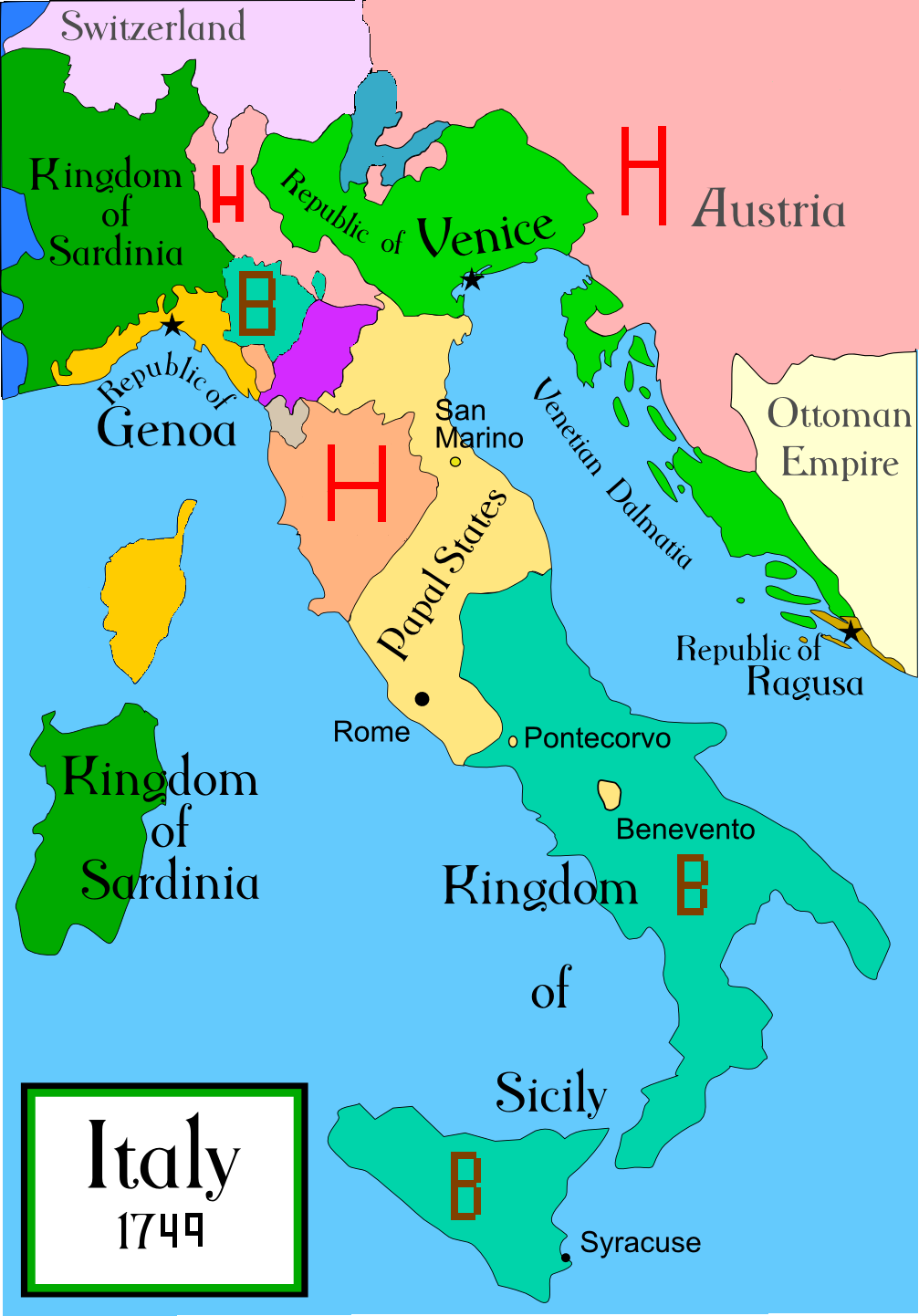
Italia en 1748, tras la guerra de sucesión austriaca

## La época de la Revolución

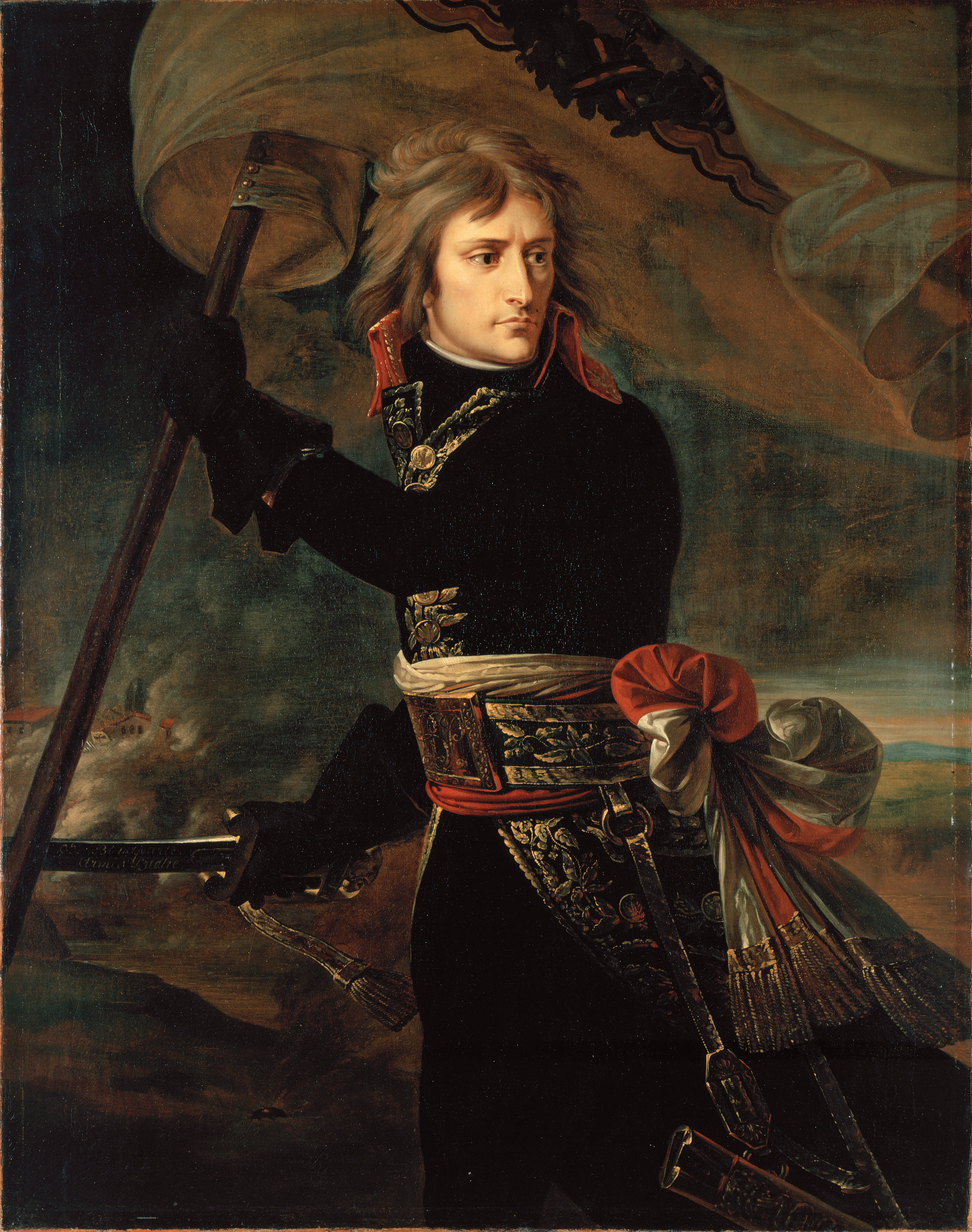
Bonaparte en la batalla del puente de Arcole (1796), por Antoine-Jean Gros. Museo del Hermitage.

En el transcurso de la Revolución francesa, el gobierno del Directorio puso su atención sobre el norte italiano, no solo como forma de financiar a Francia, sino como una moneda de cambio para obtener ventajas en Renania; pero Austria también tenía interés en Italia para aliviar la presión francesa sobre los principados alemanes. La campaña de Italia encabezada por Napoleón Bonaparte comenzó en marzo de 1796. La victoria de Lodi el 10 de mayo, puso en retirada a los austriacos de Lombardía y los franceses entraron en Milán, de ahí se aseguraron el control de Italia. La república de Génova fue desmantelada y reconstituida como República Ligur el 6 de junio de 1797. La República Cisalpina fue proclamada el 29 de junio de 1797 e incluía los territorios del antiguo ducado de Milán, los antiguos territorios venecianos de la terraferma hasta el río Adigio, y también los territorios de Módena, Reggio, Mirandola y Massa-Carrara, y las legaciones papales de Ferrara, Bolonia y Romaña, además de Mantua y la Valtelina. Bonaparte ya había acordado un armisticio en Leoben el 7 de abril, que derivó el 17 de octubre de 1797 en el tratado de paz de Campo Formio, por el que el emperador Francisco II recibió la terraferma veneciana desde el río Adigio, lo que supuso una renuncia a los territorios que formaban la república Cisalpina.

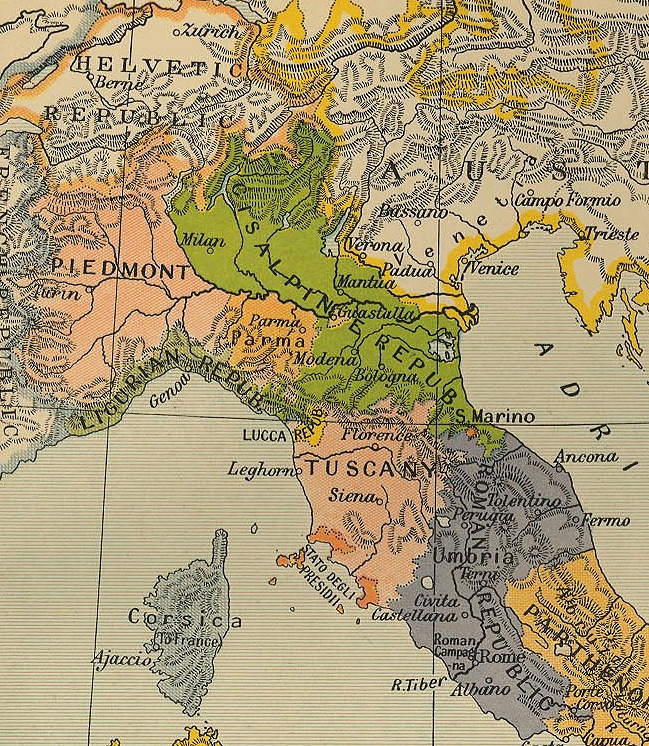
Italia en 1799, anterior a la campaña austro-rusa de la Segunda Coalición.

En noviembre de 1797 se convocó un Congreso en Rastadt para establecer la paz entre Francia y el Imperio y procurar que la Dieta imperial renunciara los derechos feudales y suzeranos sobre Italia, puesto que el tratado de Campo Formio no se había llevado a cabo con el Imperio, sino con el emperador, como soberano de Austria y rey de Bohemia y Hungría. Pero el Congreso de Rastadt finalizó abruptamente en abril de 1799 con la derrota francesa en Cassano d'Adda frente a los ejércitos austriacos y rusos de la Segunda Coalición, lo que les permitió apoderarse de todo el norte italiano. Ante los éxitos austro-rusos, la Dieta imperial declaró la guerra a Francia meses más tarde, en septiembre. Bonaparte se hizo con el poder en Francia como cónsul en noviembre, tras el 18 de brumario, y emprendió el camino de Italia. Tras atravesar los Alpes entró en Milán en junio de 1800, y días después la victoria francesa tras la Batalla de Marengo produjo el fracaso de la campaña austriaca en Italia. En Milán se restauró la República Cisalpina y por el armisticio de Alessandria, los austriacos se retiraron hacia el Mincio y abandonaron Piamonte, donde se reinstauró un nuevo gobierno provisional profrancés —la república Subalpina—, hasta su incorporación a Francia en 1802. El abandono austríaco de Génova reinstauró la República ligur. En octubre los franceses ocuparon Toscana, en diciembre pasaron el Mincio y detuvieron su avance por el armisticio de Treviso en enero de 1801.
La paz llegó con el tratado de Lunéville por el que Francia obtendría la paz no solo con Austria, sino con el Imperio en su conjunto. El tratado fue firmado el 9 de febrero de 1801 y se acordó para territorio italiano la confirmación para Austria de la terraferma veneciana hasta el río Adigio, el desposeído duque Hércules III de Módena recibiría Brisgovia en compensación, el desposeído gran duque Fernando III de Toscana renunciaba a Toscana, que quedaba asignada para el hijo del duque de Parma, y recibiría una compensación territorial en Alemania, se reconocía la independencia de las repúblicas Cisalpina y Liguria incluyendo sus feudos imperiales. Sin embargo, no hubo una renuncia general del Imperio a toda la suzeranía sobre el Reichsitalien, al no haber una renuncia formal sobre el ducado de Parma (con Plasencia y Guastalla) y Piamonte (con Le Langhe y Montferrato), territorios que fueron integrados en Francia poco tiempo después.

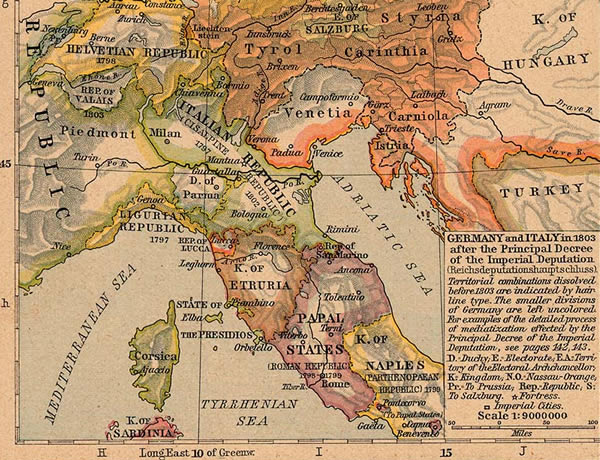
Italia en 1803, tras la disolución del Reichsitalien.

El emperador Francisco II puso en conocimiento el tratado de Lunéville a la Dieta imperial el 21 de febrero de 1801, y se disculpaba por haberlo concluido sin el concurso de la Dieta. El tratado de Lunéville fue ratificado por la Dieta imperial el 7 de marzo de 1801 y dos días después se elaboró el correspondiente conclusum para ser enviado y ratificado en Francia, lo que ocurrió el 16 de marzo.
La desaparición del poder imperial alcanzó también a Alemania. Las pérdidas territoriales en el Imperio lo sumió en un proceso conocido como Reichsdeputationshauptschluss. El 12 de julio de 1806 se constituyó la Confederación del Rin, el 1 de agosto Napoleón Bonaparte, como protector de la Confederación, informó a la Dieta imperial que no reconocería la existencia del Imperio, y el 6 de agosto, el emperador Francisco II renunció a la dignidad imperial de emperador romano germánico.